# Lista de episódios de Os Cavaleiros do Zodíaco

Logo original da série

Esta é a lista de episódios do anime Saint Seiya (Os Cavaleiros do Zodíaco). A série animada original de 1986 possui 114 episódios, e é dividida em três partes: Saga do Santuário, Saga de Asgard (exclusiva do anime) e Saga de Poseidon.
Em 2002 começou a ser lançada a continuação até então só existente no mangá, a Saga de Hades. Inicialmente foram lançados 13 OVAs que compõe a fase santuário da saga de Hades. Em 2005 se iniciou a fase Inferno, que teve mais 12 OVAs. E finalizando a Saga de Hades, em 2008 vem a fase Elísios, com mais 6 OVAs. Totalizando 31 OVAs, que se somados à série clássica inteiram 145 episódios.

## Resumo
| Temporada                   | Temporada         | Fases              | Episódios              | Episódios | Exibição Original       | Exibição Original      |
| Temporada                   | Temporada         | Fases              | Episódios              | Episódios | Estreia de temporada    | Final de temporada     |
| --------------------------- | ----------------- | ------------------ | ---------------------- | --------- | ----------------------- | ---------------------- |
|                             | Saga do Santuário | A Guerra Galáctica | 8                      | 73        | 11 de outubro de 1986   | 6 de dezembro de 1986  |
| Os Cavaleiros Negros        | Saga do Santuário | 7                  | 13 de dezembro de 1986 | 73        | 31 de janeiro de 1987   |                        |
| Forças Ocultas no Santuário | Saga do Santuário | 7                  | 7 de fevereiro de 1987 | 73        | 21 de março de 1987     |                        |
| Os Cavaleiros de Prata      | Saga do Santuário | 13                 | 28 de março de 1987    | 73        | 27 de junho de 1987     |                        |
| Os Cavaleiros de Ouro       | Saga do Santuário | 6                  | 4 de julho de 1987     | 73        | 8 de agosto de 1987     |                        |
| A Batalha das Doze Casas    | Saga do Santuário | 32                 | 15 de agosto de 1987   | 73        | 16 de abril de 1988     |                        |
|                             | Saga de Asgard    | -                  | 26                     | 26        | 23 de abril de 1988     | 12 de novembro de 1988 |
|                             | Saga de Poseidon  | -                  | 15                     | 15        | 19 de novembro de 1988  | 1 de abril de 1989     |
|                             | Saga de Hades     | Fase Santuário     | 13                     | 31        | 9 de novembro de 2002   | 12 de abril de 2003    |
| Fase Inferno                | Saga de Hades     | 12                 | 17 de dezembro de 2005 | 31        | 16 de fevereiro de 2007 |                        |
| Fase Elísios                | Saga de Hades     | 6                  | 7 de março de 2008     | 31        | 1 de agosto de 2008     |                        |

## Saga do Santuário

### A Guerra Galáctica
| N.º | Título original | Título no Brasil Título em Portugal                                      | Exibição original                                                  |
| --- | --- | ------------------------------------------------------------------------ | ------------------------------------------------------------------ |
| 1 | "Revivam! Heróis Lendários" Transliteração: "Yomigaere! Eiyū Densetsu" (em japonês: よみがえれ! 英雄伝説)                                | As Lendas de uma Nova Era                                                | 11 de Outubro de 1986 13 de Setembro de 1992 1 de Setembro de 1994 |
| A Fundação Graad organizou um torneio de artes marciais, com a convocação dos maiores guerreiros do mundo: os Cavaleiros de Athena. Saori Kido, a líder da fundação observa a primeira luta entre Ban, o Cavaleiro de Lionet e Jabu, o Cavaleiro de Unicórnio. Alguns dos cavaleiros ainda não tinham chegado: o Pégaso, o Cisne e o Fênix. Seiya, que treinava no Santuário de Athenas na Grécia, enfrenta o seu confronto final que irá consagrá-lo como o Cavaleiro de Pégaso. Seiya derrota Cassios usando a força dos seus cosmos com a técnica conhecida como Meteoros de Pégaso. Desta forma, ele se torna um Cavaleiro e ganha a armadura de bronze de Pégaso. Com a armadura, Seiya tenta retornar ao Japão fugindo do Santuário, mas é interceptado por Shaina, uma Amazona de Prata e mestra de Cassios. Seiya consegue derrotar Shaina após vestir a armadura de Pégaso pela primeira vez, além de arrancar a sua máscara e ver o seu rosto. Seiya se despede de sua instrutora Marin e viaja em direção ao Japão. | |                                                                          |                                                                    |
| 2 | "Queimem! Meteoros de Pégaso" Transliteração: "Moero! Pegasasu Ryūsei Ken" (em japonês: 燃えろ! ペガサス流星拳)                          | Quando Seiya veste a Armadura de Pégaso Os Meteoros de Pegasus           | 18 de Outubro de 1986 2 de Setembro de 1994                        |
| Seiya chega ao Japão, se encontra com Saori e exige encontrar sua irmã Seika que não vê há seis anos. Saori informa que Mitsumasa Kido (o organizador original dos Cavaleiros) morreu há 5 anos e Seika, a irmã de Seiya, fugiu do orfanato. Seiya concorda em participar da Guerra Galáctica, porque ela é transmitida em todo o mundo e sua irmã poderia vê-lo na televisão. Em sua primeira luta, Seiya enfrenta Geki de Urso. Geki leva vantagem com seus poderosos braços e prende o seu adversário pelo pescoço. Seiya consegue quebrar os braços de Geki e, finalmente, o leva para baixo com uma enxurrada de meteoros. | |                                                                          |                                                                    |
| 3 | "Cisne! O Guerreiro do Gelo" Transliteração: "Kigunasu! Hyōgen no Senshi" (em japonês: キグナス! 氷原の戦士)                             | Cisne, o Guerreiro do Gelo O Cavaleiro do Gelo                           | 25 de Outubro de 1986 5 de Setembro de 1994                        |
| Na Sibéria, Hyoga decide participar da Guerra Galáctica e assim destrói a parede de gelo eterno com um ataque poderoso, conseguindo assim vestir a armadura de Cisne. A próxima luta do torneio é Hyoga contra Ichi, Cavaleiro de Hidra. Hyoga tem a capacidade de usar o ar frio gelado e assim consegue congelar os seus oponentes. Ichi tenta usar suas garras envenenadas, mas elas não afetam a armadura de Hyoga, que por sua vez, usa o seu golpe Pó de Diamante para derrotar Hidra. | |                                                                          |                                                                    |
| 4 | "Dragão! O Punho e o Escudo Invencíveis" Transliteração: "Doragon! Muteki no Ken to Tate" (em japonês: ドラゴン! 無敵の拳と盾)           | O Invencível Golpe do Dragão O Cavaleiro do Dragão                       | 1 de Novembro de 1986 6 de Setembro de 1994                        |
| Na luta seguinte, Seiya enfrenta o Cavaleiro de Dragão, Shiryu, que treinou nos Cinco Picos Antigos da China com o Mestre Ancião. Shiryu usa sua técnica especial: o Cólera do Dragão e ganha vantagem na luta contra o Cavaleiro de Pégaso. Tudo parece perdido para Seiya, mas este, lembrando-se de reencontrar sua irmã, persiste em continuar lutando e após um ataque suicida, consegue destruir o punho e o escudo de Shiryu, deixando assim a armadura de Dragão inútil. Seiya também retira sua armadura e ambos começam a lutar sem proteção. | |                                                                          |                                                                    |
| 5 | "Ressurreição Milagrosa! O Cosmo da Amizade" Transliteração: "Kiseki no Fukkatsu! Yūjō no Kosumo" (em japonês: 奇蹟の復活! 友情の小宇宙) | A Ressurreição do Dragão                                                 | 15 de Novembro de 1986 7 de Setembro de 1994                       |
| No confronto final, Seiya descobre o ponto fraco de Shiryu e usa essa vantagem para atacá-lo com um tremendo golpe no peito, na altura do coração que o joga para fora do ringue e o deixa praticamente morto. Usando suas últimas energias e ajudado por Hyoga e Shun, Seiya desfere um golpe nas costas de Shiryu, que faz seu coração bater novamente, conseguindo assim, salvar sua vida. Com essa ação, Seiya ganha o respeito e a admiração dos outros cavaleiros (até mesmo de Hyoga, que no início o encarava como um inimigo). | |                                                                          |                                                                    |
| 6 | "Fênix! O Guerreiro que Viu o Inferno" Transliteração: "Fenikkusu! Jigoku wo Mita Senshi" (em japonês: フェニックス! 地獄を見た戦士)     | Fênix, o Guerreiro que Voltou do Inferno O Cavaleiro que Veio do Inferno | 22 de Novembro de 1986 8 de Setembro de 1994                       |
| Na próxima luta, Shun de Andrômeda enfrenta Jabu de Unicórnio mostrando a formidável defensiva e ofensiva Corrente de Andrômeda. O combate é interrompido pelo súbito aparecimento do Cavaleiro de Fênix. As correntes de Andrômeda estão preocupadas com a presença desse personagem que irradia puro ódio e, finalmente, fora de controle elas tentam atacar a Fênix, justamente no momento em que Shiryu revela a todos que esse Cavaleiro é Ikki, o irmão mais velho de Shun. Andrômeda fica encantado com a notícia, mas logo é surpreendido, após ser brutalmente atacado por seu irmão. | |                                                                          |                                                                    |
| 7 | "Roubada! A Armadura de Ouro" Transliteração: "Ubawareta! Gōrudo Kurosu" (em japonês: うばわれた! 黄金聖衣)                              | A Vingança do Cavaleiro Fênix A Armadura de Ouro Desaparece              | 29 de Novembro de 1986 9 de Setembro de 1994                       |
| Ikki, o Cavaleiro de Fênix, planeja se vingar de Saori Kido e da Fundação Graad, por ter sido maltratado e enviado para a Ilha da Rainha da Morte quando ainda era criança. Jabu e depois Nachi, o Cavaleiro de Lobo, tentam impedi-lo, mas ambos são derrotados. Os Cavaleiros Negros comandados por Fênix aparecem e roubam a Armadura de Ouro de Sagitário. | |                                                                          |                                                                    |
| 8 | "Derrotem! O Exército de Fênix Negros" Transliteração: "Taose! Ankoku Fenikkusu Gundan" (em japonês: 倒せ! 暗黒フェニックス軍団)         | À Procura da Armadura de Ouro A Derrota do Exército das Sombras          | 6 de Dezembro de 1986 12 de Setembro de 1994                       |
| Seiya, Shiryu, Hyoga e Shun partem para derrotar os Cavaleiros Negros, seguindo os passos de Fênix. Eles conseguem recuperar quase todos os fragmentos da armadura de ouro, mas ainda faltam cinco peças. Os cavaleiros se reagrupam e Shiryu decide ir à Jamir e encontrar Mu, o único ferreiro capaz de consertar armaduras. Desse modo, eles conseguiriam trazer de volta à vida, as armaduras de Pégaso e Dragão, que tinham sido danificadas no combate dos dois. | |                                                                          |                                                                    |

### Os Cavaleiros Negros
| N.º | Título original | Título no Brasil Título em Portugal                            | Exibição original                             |
| --- | --- | -------------------------------------------------------------- | --------------------------------------------- |
| 9 | "Grande Inimigo! Aparecem os Quatro Cavaleiros Negros" Transliteração: "Kyōteki! Ankoku Shiten'nō Arawaru" (em japonês: 強敵! 暗黒四天王あらわる) | Os Cavaleiros do Apocalipse                                    | 13 de Dezembro de 1986 13 de Setembro de 1994 |
| Ikki voltou da Ilha da Rainha da Morte acompanhado de mais quatro poderosos cavaleiros negros: o Pégaso Negro, o Cisne Negro, o Dragão Negro e o Andrômeda Negro. Todos são cópias idênticas, porém malignas, dos quatro Cavaleiros de Bronze. Todos eles possuem uma das partes da armadura de ouro. O objetivo deles não é só proteger a armadura, mas também recuperar os fragmentos que estão com Seiya e os outros. | |                                                                |                                               |
| 10 | "Cuidado Shiryu! O Cemitério das Armaduras" Transliteração: "Ayaushi Shiryū! Kurosu no Hakaba" (em japonês: 危うし紫龍! 聖衣の墓場)               | O Túmulo das Armaduras Sagradas O Túmulo da Armadura Sagrada   | 20 de Dezembro de 1986 14 de Setembro de 1994 |
| Ikki desafia os cavaleiros para a luta final. Por outro lado, antes de ir para Jamir, Shiryu volta para os Cinco Picos na China para ver o Mestre Ancião e verificar se ele ainda está vivo. O Mestre avisa do perigo de ir em busca de Mu, porque é preciso passar por um lugar terrível chamado de Cemitério das Armaduras. Uma vez em Jamir, Shiryu conhece Mu e Kiki, seu discípulo. Mu diz que as armaduras só poderão reviver se Shiryu derramar metade do seu sangue sobre elas. Porém, ao fazer isso, estará arriscando a sua vida. Shiryu aceita por fazê-lo para ajudar Seiya, o qual deve sua vida. | |                                                                |                                               |
| 11 | "Combate Mortal! O Terror do Punho da Morte Negra" Transliteração: "Shitō! Kyōfu no Kokushi Ken" (em japonês: 死闘! 恐怖の黒死拳)                 | Seiya Enfrenta o Pégaso Negro Seiya Enfrenta o Seu Duplo       | 27 de Dezembro de 1986 15 de Setembro de 1994 |
| Seiya, Hyoga e Shun chegam no local indicado por Ikki e cada um se separa, partindo para uma direção diferente, com a intenção de ganharem tempo. Logo, Kiki aparece e entrega a Seiya, sua armadura reparada. Kiki também comenta que Shiryu está à beira da morte, porque teve que derramar metade de seu sangue para reparar as armaduras. Seiya enfrenta o Pégaso Negro e o derrota facilmente. No entanto, o inimigo tinha conseguido atingir Seiya com seu Meteoro Negro, fazendo com que seu corpo começasse a enfraquecer devido ao envenenamento do sangue causado pelo golpe, e assim, o Pégaso cai em um abismo profundo. Hyoga enfrenta o Cisne Negro e o vence facilmente com o seu golpe especial: Trovão Aurora Ataque. Mas como seu último esforço, o Cisne Negro envia para Ikki, o emblema de seu capacete com o conhecimento da técnica utilizada pelo Cisne.                                                                                    | |                                                                |                                               |
| 12 | "Agarre! A Corrente Nebulosa da Amizade" Transliteração: "Tsukame! Yūjō no Nebyura Chēn" (em japonês: つかめ! 友情の星雲鎖)                       | As Correntes da Amizade A Corrente da Amizade                  | 10 de Janeiro de 1987 16 de Setembro de 1994  |
| Hyoga é o primeiro a enfrentar Ikki, mas agora este já conhece as suas técnicas e leva vantagem na luta, derrotando o Cisne e deixando-o quase morto. Shun encontra Seiya e tenta ajudá-lo. No momento em que Shun desce suas correntes para tirá-lo do abismo, acaba sendo atacado pelo Andrômeda Negro. Shun não pode se defender porque suas mãos estão segurando Seiya. Então, o Pégaso decide soltar as correntes para permitir que Shun possa se defender. Shun enfurecido, derrota o Andrômeda Negro, mas logo é confrontado pelo Dragão Negro. Neste momento, surge Shiryu que assume a luta, enquanto Shun salva Seiya. | |                                                                |                                               |
| 13 | "Queimando! O Golpe das Chamas" Transliteração: "Moe Agare! Honō no Ichigeki" (em japonês: 燃えあがれ! 炎の一撃)                                  | As Façanhas Explosivas Proezas Explosivas                      | 17 de Janeiro de 1987 19 de Setembro de 1994  |
| Shiryu enfrenta o Dragão Negro, que acaba por ser um terrível adversário. Para derrotá-lo, Shiryu é forçado a usar o Cólera do Dragão. Quando esta técnica é utilizada, o curso do sangue é invertido fluindo para trás. Mas como Shiryu não estava totalmente recuperado, seu sangue esguicha de cada poro da pele, causando-lhe uma terrível hemorragia. Shiryu estava prestes a morrer, quando para sua surpresa acaba sendo salvo pelo próprio Dragão Negro, que usa sua técnica para parar o sangramento do Cavaleiro de Bronze. O Dragão Negro se comoveu por Shiryu lutar pela amizade e morreu logo em seguida. Shun finalmente resgata Seiya do abismo e Shiryu ataca seus pontos cósmicos (definidos pela constelação de um santo em seu corpo), para que o sangue envenenado pelo Meteoro Negro, deixasse o corpo de Seiya. Finalmente, Shun e Shiryu se encontram com Ikki. Seiya também parte para a batalha, apesar de ter perdido muito sangue.      | |                                                                |                                               |
| 14 | "Derrotado! O Punho da Ilusão" Transliteração: "Yaburetari! Genma Ken" (em japonês: 敗れたり! 幻魔拳)                                             | A Derrota do Espírito Diabólico A Derrota do Espectro do Diabo | 24 de Janeiro de 1987 20 de Setembro de 1994  |
| Hyoga também reaparece para a surpresa de Ikki e o desafia para uma nova luta. Ikki usa o Golpe Fantasma de Fênix, uma técnica que destrói o espírito e a mente do inimigo, mas Hyoga, que já conhecia a técnica, consegue rebatê-la criando um espelho de gelo com o Pó de Diamante e deixa o Fênix inconsciente por alguns minutos. Mas quando o Cisne estava prestes a desferir o golpe final, Andrômeda o impede com suas correntes. Fênix se aproveita disso e derrota o Cisne, o Dragão e Andrômeda com seu golpe mais poderoso, o Ave Fênix. Apesar dele demonstrar sua superioridade, Pégaso ainda continua de pé e acaba sendo protegido pela Armadura Dourada de Sagitário. Seiya, também é ajudado na luta pelos seus amigos: ele é protegido pelo escudo de Shiryu e as correntes de Shun e quando ataca Ikki percebe que o Meteoros de Pégaso está combinado com o Pó de Diamante de Hyoga. Com a ajuda de seus amigos, Seiya finalmente derrota Ikki. | |                                                                |                                               |
| 15 | "Agora Revelado! O Segredo de Ikki" Transliteração: "Ima Akasu! Ikki no Nazo" (em japonês: 今あかす! 一輝の謎)                                    | O Segredo de Fênix O Segredo do Fénix                          | 31 de Janeiro de 1987 21 de Setembro de 1994  |
| Ikki derrotado, diz a todos sobre os momentos terríveis que viveu na Ilha da Rainha da Morte. Para se tornar um cavaleiro, Ikki teve que matar seu mestre, demonstrando assim, o ódio que estava nas profundezas de seu ser. Assim, ele decidiu acabar com a Fundação de Saori e tudo o que estava relacionado a ela, incluindo seu irmão. De repente, Docrates, um cavaleiro enviado pelo Santuário para recuperar a Armadura de Ouro, aparece. Docrates diz para o Cavaleiro de Fênix lhe entregar o capacete da armadura, mas Ikki se recusa e o joga para Seiya. Ikki, em um último esforço, ataca Docrates, resultando em um colapso na montanha. Ainda assim, os capangas de Docrates conseguem obter todas as partes da armadura, exceto o capacete de ouro, que está agora nas mãos de Seiya e seus companheiros. | |                                                                |                                               |

### Forças Ocultas no Santuário
| N.º | Título original | Título no Brasil Título em Portugal                       | Exibição original                              |
| --- | --- | --------------------------------------------------------- | ---------------------------------------------- |
| 16 | "Gigante! O Ataque Feroz de Docrates" Transliteração: "Kyodai! Dokuratesu no Mōshū" (em japonês: 巨大! ドクラテスの猛襲)                           | O Ataque à Fundação O Ataque Surpresa                     | 7 de Fevereiro de 1987 22 de Setembro de 1994  |
| No Santuário da Grécia, o Grande Mestre está preocupado, porque ainda não recuperaram a armadura dourada. Docrates, que sobreviveu ao ataque de Fênix, ataca a Mansão Kido e apesar da intervenção de Seiya e dos outros cavaleiros, ele consegue tomar Saori como sua prisioneira. Docrates exige o capacete dourado de volta e este deve ser entregue no Coliseu, o local onde ocorreu a Guerra Galáctica. | |                                                           |                                                |
| 17 | "Resgate! Saori em Perigo" Transliteração: "Sukue! Saori no Kiki" (em japonês: 救え! 沙織の危機)                                                   | Temos que Salvar Saori É Preciso Salvar Saori             | 14 de Fevereiro de 1987 23 de Setembro de 1994 |
| O Grande Mestre ordena Docrates que, além de recuperar a armadura de ouro, deve acabar com Seiya, pois ele é uma ameaça aos seus planos. Enquanto isso, Seiya e Shun chegam ao Coliseu enquanto Hyoga, permanece nos arredores da cidade, temendo a traição dos inimigos. Além disso, Shiryu e Kiki chegam até o Vale da Morte, onde eles acreditam que pode estar o resto da armadura. Seiya entrega o capacete e os capangas de Docrates fogem com ele. Docrates revela que Cassios, o ex-adversário que lutou com Seiya pela armadura de Pégaso, é seu irmão e, portanto, busca vingança. Seiya e Shun enfrentam Docrates, mas não são páreo para a sua força terrível. Hyoga intercepta os asseclas de Docrates e consegue o capacete de ouro de volta. Em seguida, ele vai para o Coliseu e enfrenta Docrates, congelando lhe ambas as pernas tempo o bastante para que Seiya e Shun pudessem derrotá-lo. Infelizmente quando chega ao Vale da Morte, Shiryu não consegue recuperar o resto da armadura, porque seus inimigos escapam pouco antes que ele chegue. | |                                                           |                                                |
| 18 | "Grande Alvoroço! Os Cavaleiros Fantasmas do Caribe" Transliteração: "Dai Abare! Karibu no Gōsuto Seinto" (em japonês: 大暴れ! カリブの幽霊聖闘士) | Os Cavaleiros Fantasmas Os Cavaleiros do Abismo           | 21 de Fevereiro de 1987 26 de Setembro de 1994 |
| Gigas, subordinado do Grande Mestre, pede a Shaina para designar alguém que possa recuperar o capacete de ouro. Shaina escolhe Geist (uma Amazona sem constelação) e os Cavaleiros Fantasmas que estão exilados na Ilha do Inferno. Os inimigos raptam um dos navios da Fundação Graad e exigem que os cavaleiros lhes entreguem o capacete de ouro. Seiya aceita o desafio, mas depois de derrota-los, os Cavaleiros Fantasmas conseguem escapar com o capacete de ouro, graças à ilusão criada por Geist. | |                                                           |                                                |
| 19 | "Viver ou Morrer! Batalha Decisiva na Ilha do Inferno" Transliteração: "Seika Shika! Makai-Tō no Kessen" (em japonês: 生か死か! 魔界島の血戦)      | A Ilha do Espectro                                        | 28 de Fevereiro de 1987 27 de Setembro de 1994 |
| Seiya e seus companheiros chegam a Ilha do Inferno, onde enfrentam os Cavaleiros de Geist. Hyoga fica enfraquecido após a luta contra um dos homens de Geist. Shun também gasta sua energia e Shiryu cai em um riacho. Todos precisam esperar um tempo para se recuperar menos Seiya, que continua até o castelo. Depois de uma luta difícil, Seiya chega ao castelo de Geist e a derrota. Assim, Seiya finalmente recupera o capacete da Armadura de Ouro. | |                                                           |                                                |
| 20 | "Luta Séria! A Revanche de Shaina" Transliteração: "Honki de Tatakae! Shaina no Gyakushū" (em japonês: 本気で戦え! シャイナの逆襲)                 | A Traição do Mestre Cristal A Traição do Senhor dos Gelos | 7 de Março de 1987 28 de Setembro de 1994      |
| O Cavaleiro de Cristal, o mestre de Hyoga, chega até o Santuário e critica a conduta do Grande Mestre. No entanto, o Grande Mestre lhe aplica um golpe de ilusão demoníaca, o Satã Imperial e assim controla a mente e a vontade de Cristal. Seiya também chega ao Santuário para perguntar a Marin, a identidade do inimigo que enfrentam. No entanto, é interceptado por Shaina e assim, Marin tem de intervir, apenas para Seiya fugir. Enquanto isso, Hyoga retorna à Sibéria Oriental para fazer a mesma consulta ao seu mestre, mas, descobre que ele tem se dedicado a fazer o mal. O confronto entre os dois é inevitável. | |                                                           |                                                |
| 21 | "Impiedoso! O Confronto de Auroras" Transliteração: "Hijō! Ōrora no Taiketsu" (em japonês: 非情! オーロラの対決)                                   | A Pirâmide de Gelo O Discípulo Enfrenta o Mestre          | 14 de Março de 1987 29 de Setembro de 1994     |
| Cristal interroga Hyoga sobre a localização do capacete de ouro. Hyoga foge do confronto, porque não está vestindo sua armadura de Cisne. Seiya também chega a Sibéria Oriental em busca de Hyoga e descobre que Cristal, tem forçado os moradores a construir uma pirâmide de gelo, em homenagem ao Grande Mestre. Hyoga liberta as pessoas da cidade e enfrenta mais uma vez, Cristal. Seiya chega a tempo de salvar Hyoga de Cristal, que tinha lhe congelado as duas pernas. Por uma distração causada pelo Satã Imperial, Cristal recebe todo o poder do Trovão Aurora Ataque. Cristal finalmente é liberado do controle mental do Grande Mestre e usando suas últimas energias, destrói a pirâmide de gelo e depois morre nos braços de seu aluno, pedindo-lhe para que nunca hesite em derrotar um inimigo, quando estiver lutando pelas forças do bem. Seiya lamenta esta perda, dizendo: "Outro Cavaleiro perdeu a vida hoje, é para isso que nós lutamos?".                                                                                                  | |                                                           |                                                |
| 22 | "Ressurreição das Chamas! O Imortal Ikki" Transliteração: "Honō no Fukkatsu! Fujimi no Ikki" (em japonês: 炎の復活! 不死身の一輝)                  | O Cavaleiro das Chamas O Regresso de Fénix                | 21 de Março de 1987 30 de Setembro de 1994     |
| Gigas e seu discípulo, o Cavaleiro de Fogo, atacam a residência de Saori, mas não encontram ninguém. Então, eles queimam a mansão. Enquanto isso, Saori, Tatsumi e Shun, que estão escondidos em uma casa na periferia da cidade, ficam sabendo da notícia pela televisão. Tatsumi cai na armadilha e chega à mansão queimada, onde é preso por Gigas. Tatsumi revela a localização do abrigo de Saori, que é atacado pelo Cavaleiro do Fogo. Shun tenta enfrentá-lo, mas tem dificuldades na luta por causa das chamas. Para a surpresa de todos, Ikki reaparece com vida e renasce das cinzas assim como a constelação de sua armadura, Fênix. Ele agora está lutando pela justiça ao lado de Seiya e dos outros e assim, derrota facilmente o Cavaleiro das Chamas com o Golpe Fantasma de Fênix. | |                                                           |                                                |

### Os Cavaleiros de Prata
| N.º | Título original | Título no Brasil Título em Portugal                      | Exibição original                                            |
| --- | --- | -------------------------------------------------------- | ------------------------------------------------------------ |
| 23 | "Cavaleiro de Prata! O Assassino Vaidoso e Prepotente" Transliteração: "Shirubā Seinto! Hokori Takaki Shikaku" (em japonês: シルバー聖闘士! 誇り高き刺客)                  | O Anjo da Morte                                          | 28 de Março de 1987 3 de Outubro de 1994                     |
| No Santuário, Phaeton (o sucessor de Gigas) ordena Marin para ir ao Japão com Misty, o Cavaleiro de Prata de Lagarto, para matar Seiya. Enquanto isso, Seiya e os outros comemoram o retorno de Ikki. Além das informações conseguidas em seus respectivos locais de treinamento, eles agora sabem com certeza que o inimigo está no coração do Santuário e que é realmente o Grande Mestre. Eles decidem atacá-lo, mas resolvem descansar antes de sair para a batalha. Seiya vai em busca de Miho e enquanto caminhavam ao longo da praia são encontrados por Misty e Marin. Misty ataca Seiya e convencido do seu poder de batalha lhe oferece duas opções: se matar ou ser morto. Porém, Marin golpeia Seiya fingindo que o matou e depois o enterra. Misty, no entanto, não acredita e depois de descobrir a farsa, retira Seiya do túmulo e os dois começam a se enfrentar. Seiya tenta golpear Misty, mas este não sofre grandes danos, porque usa uma barreira invisível que gera com as duas mãos, bloqueando os ataques do Pégaso. Seiya se surpreende com o poder do inimigo que ameaça matar ele e sua mestra Marin. | |                                                          |                                                              |
| 24 | "Voe Pégaso! Como um Cometa" Transliteração: "Tobe Pegasasu! Suisei no You ni" (em japonês: 飛べペガサス! すい星のように)                                                  | O Voo de Pégaso O Voo de Pegasus                         | 11 de Abril de 1987 4 de Outubro de 1994                     |
| Misty ataca Seiya com seu golpe Furacão das Trevas e o lança ao mar. A luta parece perdida para o Pégaso, mas ele consegue virar o jogo contra o Cavaleiro de Prata narcisista. Seiya o ataca com um novo golpe, o Turbilhão de Pégaso e assim, consegue vencer a luta. Moses de Baleia e Asterion de Cães de Caça, mais dois Cavaleiros de Prata, chegam à praia junto com Marin e encontram Misty morto. Asterion tem a habilidade de ler os pensamentos de qualquer um e descobre a traição de Marin. Moses a ataca, deixando-a inconsciente. Seiya sente que sua mestra está em perigo e volta ao local da batalha. Moses revela á Seiya os rumores do Santuário de que Marin é sua irmã desaparecida. Seiya derrota Moses com o Meteoros de Pégaso mas agora está em apuros, pois Asterion consegue prever seus ataques. | |                                                          |                                                              |
| 25 | "Lutem! Em Prol de Athena" Transliteração: "Tatakae! Atena no Moto de" (em japonês: 戦え! アテナのもとで)                                                                  | A Revelação                                              | 18 de Abril de 1987 5 de Outubro de 1994                     |
| Asterion usa o seu Ataque de Um Milhão de Fantasmas e deixa Seiya fora de combate. Nesse momento, Kiki aparece e liberta Marin, que recupera sua consciência e derrota Asterion com o seu golpe Lampejo da Águia, após deixar sua mente em branco. Seiya se recupera na praia e encontra uma mensagem na areia dizendo: "Seiya, proteja Athena", sem compreender o seu significado. Os Cavaleiros de Bronze se reúnem com Saori, nas ruínas do Coliseu. Então, Tatsumi revela a todos que Saori Kido é a reencarnação da deusa Athena. Há 13 anos, ela foi entregue por Aiolos a Mitsumasa Kido com a armadura de ouro de Sagitário. Ao saberem disso, os Cavaleiros de Bronze juram protegê-la. Ao mesmo tempo, surge Babel, o Cavaleiro de Prata de Centauro, que enfrenta Hyoga. No entanto, no meio da luta, surgem três jovens misteriosos usando armaduras mecânicas. | |                                                          |                                                              |
| 26 | "Amigos ou Inimigos!? Os Cavaleiros de Aço" Transliteração: "Teki ka Mitaka ka! Suchīru Seinto" (em japonês: 敵か味方か! スチールセイント)                                 | Os Cavaleiros de Aço Amigos e Inimigos                   | 25 de Abril de 1987 6 de Outubro de 1994                     |
| Hyoga tem dificuldades na luta com Babel, pois precisa proteger os outros Cavaleiros que estão sem armadura e Seiya está muito fraco, por causa do combate com Misty e os outros. Babel se aproveita disso e ataca Hyoga com seu Turbilhão de Chamas. Quando o Cisne está prestes a ser superado pelo Cavaleiro de Prata, os jovens recém-chegados atacam Babel com suas armas robóticas. Hyoga aproveita a situação e derrota Babel com o Trovão Aurora Ataque. Babel reconhece Saori como Athena, pede perdão pelos seus pecados e morre, após ser absolvido por ela. Os jovens misteriosos são os Cavaleiros de Aço, guerreiros criados por Mitsumasa Kido, para ajudarem os Cavaleiros de Bronze nas batalhas. Depois disso, Phaeton, envia Shaina para matar os Cavaleiros de Bronze (Seiya, Shun e Shiryu) que embarcaram em um avião, a fim de chegarem ao Santuário. Shaina convoca os Cavaleiros Spartan e Algol de Perseu. Spartan usa seu poder telecinético para atrair o avião que transportava os cavaleiros, forçando-os a fazer um pouso de emergência em uma ilha perto da Grécia.                              | |                                                          |                                                              |
| 27 | "Seiya Vira Pedra! O Escudo da Medusa" Transliteração: "Seiya ga Ishi ni! Medusa no Tate" (em japonês: 星矢が石に! メドゥサの盾)                                           | O Escudo da Medusa                                       | 2 de Maio de 1987 7 de Outubro de 1994                       |
| Começa a batalha entre os Cavaleiros de Bronze e Prata. Shaina opta por lutar com Seiya. Algol enfrenta Shun e Spartan luta contra Shiryu. Seiya derrota Shaina, ao mesmo tempo que, Algol transforma Shun em pedra, com o Escudo da Medusa, que faz parte da armadura de Perseu. O mesmo acontece a Seiya, no entanto Shiryu não é afetado porque foi protegido pelo seu escudo do Dragão. Spartan também é transformado em pedra por engano, sobrando apenas Algol contra Shiryu. Agora o Cavaleiro de Dragão está em apuros, pois precisa derrotar Algol sem ter que olhar diretamente no Escudo da Medusa. | |                                                          |                                                              |
| 28 | "Dragão! O Golpe do Sacrifício" Transliteração: "Doragon! Sutemi no Ichigeki" (em japonês: ドラゴン! 捨て身の一撃)                                                         | O Golpe de Misericórdia do Dragão O Sacrifício do Dragão | 9 de Maio de 1987 10 de Outubro de 1994                      |
| Shiryu está em desvantagem. Ele tenta atacar Algol cobrindo os olhos, mas o Escudo da Medusa transforma seu braço em pedra. Os Cavaleiros de Aço aparecem para ajudar Shiryu, mas acabam sendo derrotados por Algol. Shiryu decidido a vencer a luta, destrói seus olhos com seus próprios dedos e finalmente, imune ao poder do Escudo da Medusa, mata Algol com seu Cólera do Dragão. Com a morte de Algol, Seiya e Shun voltam ao normal. Spartan foge levando Shaina. Já no Japão, Shiryu é levado ao hospital para uma cirurgia nos seus olhos. Seiya e Saori descobrem toda a verdade sobre os Cavaleiros de Aço pelo Dr. Mamori, do Centro Científico da Fundação Graad. Infelizmente, os médicos não podem fazer nada para recuperar a visão de Shiryu. | |                                                          |                                                              |
| 29 | "Sequestrada! O Exército de Corvos Ataca Saori" Transliteração: "Yūkai! Saori wo Osou Karasu Gundan" (em japonês: 誘拐! 沙織を襲うカラス軍団)                              | O Seqüestro de Saori O Rapto de uma Deusa                | 16 de Maio de 1987 11 de Outubro de 1994                     |
| Shiryu parte para os Cinco Picos Antigos, para descansar e descobrir se encontra qualquer meio que lhe permita recuperar sua vista. Phaeton envia para o Oriente o Cavaleiro de Prata, Jamian de Corvo, com o objetivo de sequestrar Saori Kido. Enquanto isso, Ikki se separa do resto dos Cavaleiros de Bronze. Os corvos de Jamian capturam Saori. Seiya segue os corvos e enfrenta Jamian. À primeira vista, Seiya parece ter sido derrotado, mas logo se recupera e continua correndo, em sua tentativa de alcançar os corvos que pegaram Saori. | |                                                          |                                                              |
| 30 | "Queimando Forte! O Cosmo do Amor" Transliteração: "Moe Agare! Ai no Kosumo" (em japonês: 燃えあがれ! 愛のコスモ)                                                          | O Cosmo Flamejante do Amor As Chamas do Cosmos           | 23 de Maio de 1987 12 de Outubro de 1994                     |
| Em uma tentativa desesperada de salvar Saori, Seiya consegue atingir os corvos, mas ela acaba caindo. Seiya consegue evitar a queda de Saori, mas, quebra seu braço direito. Ao serem cercados por Jamian e Shaina (que chegou inesperadamente), Seiya e Saori, encurralados, tentam escapar de seus perseguidores saltando em um penhasco. Os dois sobrevivem, mas, Seiya fica inconsciente e com sérios ferimentos. Jamian e Shaina os encontram. Então, Saori mostra o seu poderoso cosmo de Deusa e Shaina, começa a desconfiar que ela é mesmo Athena. Jamian tenta atacar Saori com seus corvos, mas, eles acabam se voltando contra ele. Nessa hora, Shun e Hyoga aparecem e derrotam Jamian e Shaina, que caem no abismo. Quando tudo parece ter acabado, surgem mais dois inimigos. | |                                                          |                                                              |
| 31 | "Ilusão Diabólica! A Fronteira entre a Vida e a Morte" Transliteração: "Genma! Seishi no Deddorain" (em japonês: 幻魔! 生死のデッドライン)                                 | A Fronteira entre a Vida e a Morte A Fronteira da Morte  | 30 de Maio de 1987 13 de Outubro de 1994                     |
| Dante de Cérbero e Capella de Auriga, dois Cavaleiros de Prata, começam a enfrentar Hyoga e Shun. Eles lançam os dois Cavaleiros de Bronze no abismo e quando estão prestes a atacar Saori, Ikki de Fênix aparece. Ikki traça uma linha no chão e ameaça os Cavaleiros de Prata, dizendo que se eles a atravessarem, perderão suas vidas. Capella o ignora e antes que pudesse fazer qualquer coisa, sofre um ataque de Fênix e cai desmaiado. Dante tenta enfrentá-lo, mas também não é rival para Ikki. Capella desperta e tenta atacar Ikki. Porém, o ataque que recebeu era o Golpe Fantasma de Fênix e assim, acaba sendo mutilado e morto por seus próprios discos. Quando Hyoga e Shun conseguem sair do abismo, Ikki deixa o campo de batalha. Shun então, finalmente derrota Dante, com a Corrente de Andrômeda. | |                                                          |                                                              |
| 32 | "Grande Explosão! A Ilha da Rainha da Morte" Transliteração: "Dai Bakuhatsu! Desu Kwīn Tō" (em japonês: 大爆発! デスクィーン島)                                            | A Explosão da Ilha da Rainha da Morte A Ilha Sangrenta   | 6 de Junho de 1987 14 de Outubro de 1994                     |
| Ikki retorna a Ilha da Rainha da Morte para enfrentar Jango, líder dos Cavaleiros Negros, que ainda estão vivos. Em primeiro lugar, Ikki enfrenta o Fênix Negro, que o ataca com o Espírito Diabólico. No entanto, Ikki se lembra de Esmeralda e logo se recupera, derrotando o inimigo com o seu Ave Fênix. Nessa hora, os outros Cavaleiros de Bronze chegam e enfrentam os Cavaleiros Negros. Agora é a vez de Jango lutar e ele é facilmente derrotado pelo Golpe Fantasma de Fênix. No Santuário, o Grande Mestre desperta os espíritos daqueles que morreram na Ilha da Rainha da Morte, fazendo-a entrar em colapso. Usando o seu poder, Athena consegue salvar Seiya, Shun, Ikki e Hyoga da explosão da ilha. | |                                                          |                                                              |
| 33 | "Confronto do Tigre e o Dragão! As Lágrimas sem Luz do Dragão" Transliteração: "Ryūko Gekitotsu! Hikari naki Doragon no Namida" (em japonês: 龍虎激突! 光なきドラゴンの涙) | As Lágrimas do Dragão Cego O Tigre e o Dragão            | 13 de Junho de 1987 17 de Outubro de 1994                    |
| Shiryu está descansando nos Cinco Picos Antigos, mas, ainda não se conforma com a possibilidade de ficar cego para sempre. Enquanto isso, Seiya vai para Jamir em busca de Mu, tentando encontrar uma cura para os olhos de Shiryu. Shunrei, ao nadar em um rio, é arrastada por uma correnteza. Shiryu não pode fazer nada por causa de sua cegueira. Nessa hora surge Ohko, o ex-parceiro de treino de Shiryu que salva Shunrei. Devido a uma rivalidade antiga, Ohko tenta derrotar Shiryu, mas Shunrei o alerta sobre sua cegueira. Devido a isso, Ohko decide adiar a batalha. No entanto, Shiryu frustrado por não conseguir mais lutar como um Cavaleiro, chora amargamente sob as águas da cachoeira. | |                                                          |                                                              |
| 34 | "Adeus meu Amigo! Descanse em Paz" Transliteração: "Saraba Tomo yo! Yasuraka ni Nemure" (em japonês: さらば友よ! やすらかに眠れ)                                           | Adeus Companheiro, Descanse em Paz O Grande Desafio      | 20 de Junho de 1987 16 de Maio de 1993 18 de Outubro de 1994 |
| O Mestre Ancião visita Ohko e os dois se lembram do tempo em que treinavam junto com Shiryu. No entanto, Ohko foi expulso pelo Mestre por sua natureza agressiva. Shiryu decide finalmente confrontar Ohko, apesar de sua cegueira. Ohko vendou seus olhos, para que lutassem de igual para igual. Depois de uma luta difícil, Shiryu derrota Ohko com o Cólera do Dragão. Ohko, antes de morrer, finalmente reconhece que Shiryu é mais forte que ele, enquanto o Mestre Ancião o aceita como seu discípulo novamente. Em seu túmulo, Shiryu promete voltar a lutar novamente ao lado de Seiya e dos outros. Enquanto isso, o corpo da Armadura de Ouro de Sagitário e o capacete se encontram novamente nas profundezas de um rio. | |                                                          |                                                              |
| 35 | "Preparado para Morrer! Abra os Olhos Dragão" Transliteração: "Kesshi Iki! Hirake Doragon no Me yo" (em japonês: 決死行! 開けドラゴンの目よ)                               | A Esperança de Seiya A Fonte Mágica                      | 27 de Junho de 1987 23 de Maio de 1993 19 de Outubro de 1994 |
| O Grande Mestre e Saori Kido, estão preocupados com o desaparecimento da Armadura de Sagitário. Enquanto isso Seiya chega à Jamir, mas só encontra Kiki, que lhe diz que no topo de uma montanha, há uma fonte onde existe a água da vida, com a qual eles poderiam curar a visão de Shiryu. Seiya chega até o topo e encontra a fonte. Kiki, é atacado por Arachne de Tarântula, mas Seiya aparece e o enfrenta. Auxiliado por um dos Cavaleiros de Aço, Seiya vence o Cavaleiro de Prata. | |                                                          |                                                              |

### Os Cavaleiros de Ouro
| N.º | Título original | Título no Brasil Título em Portugal                          | Exibição original                                                |
| --- | --- | ------------------------------------------------------------ | ---------------------------------------------------------------- |
| 36 | "Incrível! As Doze Armaduras de Ouro" Transliteração: "Odoroki! Jyūni tai ni Gōrudo Kurosu" (em japonês: 驚き! 12体のゴールドクロス)                              | As Doze Armaduras de Ouro                                    | 4 de Julho de 1987 30 de Maio de 1993 20 de Outubro de 1994      |
| Seiya está internado no hospital e se recuperando das lutas recentes. Enquanto isso, o Grande Mestre pensa que a Armadura de Ouro está com os Cavaleiros de Bronze e por isso, convoca um Cavaleiro de Ouro, Milo de Escorpião, para acabar com eles. O Grande Mestre lhe fala sobre a derrota dos Cavaleiros de Prata e da suposta "traição" dos Cavaleiros de Ouro de Áries e Libra. No entanto, Aiolia, o Cavaleiro de Ouro de Leão, chega nesse momento e pede ao Grande Mestre, para que ele o deixe destruir os Cavaleiros de Bronze no lugar de Milo. O Grande Mestre aceita o pedido, após Aiolia dizer que se fosse preciso, ele mesmo derrotaria Milo para realizar a missão. Milo questiona esta escolha, uma vez que Aiolia é o irmão mais novo de Aiolos, o Cavaleiro de Ouro de Sagitário, que foi acusado de traição por tentar matar Athena há 13 anos. No hospital, Seiya é surpreendido por Shaina e então, foge para uma floresta para evitar o combate. Shaina, revela novamente o seu rosto e diz-lhe, que as únicas opções para uma amazona cujo rosto foi visto são matar esse homem ou então amá-lo. | |                                                              |                                                                  |
| 37 | "O Clamor da Máscara! O Amor ou a Morte?" Transliteração: "Kamen ga Sakebu! Ai ka Shi ka" (em japonês: 仮面が叫ぶ! 愛か死か)                                      | A Decisão da Armadura de Sagitário —— (não foi exibido)      | 11 de Julho de 1987 21 de Outubro de 1994                        |
| Shaina continua tentando provocar Seiya para lutar, mas ele não a considera como sua inimiga. Ambos sentem um cosmo poderoso e tentam fugir, mas é tarde demais. Aiolia de Leão aparece para matar Seiya seguindo as ordens do Grande Mestre. Anteriormente, Seiya era um conhecido de Aiolia por causa de sua estadia no Santuário, durante o treinamento para obter a Armadura de Pégaso. Shaina tenta proteger Seiya de Aiolia, mas é derrotada com um único dedo. Seiya ataca Aiolia com o Meteoros de Pégaso, mas seu ataque é inútil contra o Cavaleiro de Leão. Aiolia então, revela que os golpes dos Cavaleiros de Ouro se movem na velocidade da luz. Aiolia ataca Seiya, mas o golpe é recebido por Shaina, que fica no caminho, no último momento. Shaina mortalmente ferida, finalmente revela a Seiya que está apaixonada por ele e desmaia. Aiolia tenta se desculpar pelo ataque contra Shaina, mas Seiya enfurecido, o golpeia no rosto por ter batido em uma mulher. Aiolia tinha deixado ele acertar o golpe de propósito e reconhece que estava errado, comprometendo-se em levar Shaina para o Santuário para que ela pudesse se recuperar. Nesse momento surgem Sirius de Cão Maior, Dio de Mosca e Algethi de Hércules, três Cavaleiros de Prata que seguiam Aiolia por ordens do Grande Mestre. Eles atacam Seiya um por um e em seguida, os três de uma vez. Mas quando a morte do Pégaso parecia certa, surge a armadura dourada de Sagitário, que é separada e montada para proteger o corpo de Seiya. Apenas a energia resultante da união de ambos já é suficiente para acabar com os três Cavaleiros de Prata em um instante. | |                                                              |                                                                  |
| 38 | "Colisão! Os Cavaleiros de Ouro" Transliteração: "Gekitotsu! Gōrudo Seinto" (em japonês: 激突! ゴールドセイント)                                                  | Ataquem Cavaleiros de Ouro! A Revelação de Saori             | 18 de Julho de 1987 24 de Outubro de 1994 19 de Setembro de 1999 |
| Agora que Seiya está usando a Armadura de Ouro de Sagitário, Aiolia o confronta. Seiya consegue esquivar-se do primeiro ataque de Aiolia e contra-ataca, conseguindo golpeá-lo. Mas, Aiolia decide usar todo o seu poder e ataca Seiya à queima-roupa, derrubando-o facilmente. Quando Aiolia está prestes a matar Seiya, Saori aparece e se revela como Athena, dizendo o que ocorreu no Santuário treze anos antes. Apesar disso, Aiolia suspeita dela e tenta atacar Saori, com um de seus ataques, porque, em sua lógica, a verdadeira Athena não seria afetada. Seiya se levanta e segura o ataque de Aiolia. Nessa hora, o espírito de Aiolos repreende seu irmão por atacar Athena e Seiya ajudado pelo cosmo do Cavaleiro de Sagitário, devolve o ataque de Aiolia de volta. Aiolia reconhece Saori como a verdadeira deusa Athena e promete lealdade a ela. | |                                                              |                                                                  |
| 39 | "Velocidade da Luz! O Poderoso Golpe que Ultrapassa Mach" Transliteração: "Kōsoku! Mahha wo Koeru Kyōken" (em japonês: 光速! マッハを越える強拳)                  | Shiryu Contra o Máscara da Morte Shiryu e a Máscara da Morte | 25 de Julho de 1987 25 de Outubro de 1994                        |
| Shiryu continua nos Cinco Picos Antigos e apesar de ter tomado a água da vida, ainda não recuperou a vista. No entanto, ele está determinado a voltar a lutar ao lado de Seiya e seus companheiros. O Mestre Ancião explica a Shiryu que existem doze Cavaleiros de Ouro, que são protegidos pelas doze constelações da eclíptica atravessada pelo sol. Nessa hora, surge Deathmask, o Cavaleiro de Ouro de Câncer, que foi enviado pelo Grande Mestre para assassinar o Mestre Ancião, que não é outro senão, o Cavaleiro de Ouro de Libra. Shiryu protege seu mestre e enfrenta Deathmask, mas não é páreo para ele, quando aparece Mu vindo de Jamir, que revela ser o Cavaleiro de Ouro de Áries. Como está em desvantagem, Deathmask decide se retirar, mas desafia o Dragão para ir até o Santuário, para que assim eles terminassem sua luta inacabada. | |                                                              |                                                                  |
| 40 | "Vamos! A Nossa Partida" Transliteração: "Ikuzo! Oretachi no Tabidachi" (em japonês: 行くぞ! 俺たちの旅立ち)                                                      | A Partida A Caminho do Santuário                             | 1 de Agosto de 1987 26 de Outubro de 1994                        |
| Saori, Seiya e Hyoga decidem partir para o Santuário e derrotar o Grande Mestre. No entanto, eles estão preocupados com Shun que ainda não chegou. A razão para o atraso é que June, a Amazona de Camaleão, começou a enfrentá-lo, para evitar que ele partisse para o Santuário. June ama Shun, por isso não quer que ele se exponha a tamanho perigo. June revela que Milo de Escorpião, matou o mestre Albiore e muitos dos cavaleiros e aspirantes da Ilha de Andrômeda, local onde Shun treinou para conseguir sua armadura de Bronze. Shun decidido a partir com seus amigos, derrota June e lhe diz que é importante a sua participação nessa batalha. No entanto, Leda e Spica, dois cavaleiros sem constelação da Ilha de Andrômeda, tentam matar Shun, para assim conseguirem reconciliar sua ilha com o Santuário. | |                                                              |                                                                  |
| 41 | "A Grande Batalha do Santuário! Athena em Grande Perigo" Transliteração: "Sankuchuari Daikessen! Atena Saidai no Kiki" (em japonês: 聖域大決戦! アテナ最大の危機) | A Crise de Atena O Ataque ao Santuário                       | 8 de Agosto de 1987 27 de Outubro de 1994                        |
| Shun vence Leda e Spica e vai ao encontro de seus amigos. Saori, Seiya, Hyoga, Shun e Tatsumi embarcam em um avião, que os leva para a Grécia. Enquanto isso, no Santuário, Aiolia confronta o Grande Mestre e revela, que agora sabe de toda a verdade que ocorreu há treze anos. O Grande Mestre então, decide ele mesmo acabar com Aiolia e o ataca, com um golpe na velocidade da luz. Mas neste momento, Shaka, o Cavaleiro de Ouro de Virgem, aparece e começa a enfrentar Aiolia. Uma vez na Grécia, os Cavaleiros de Bronze encontram um guia que se oferece para levá-los até o Grande Mestre. Além disso, Shiryu também aparece e se junta a eles. O guia explica que para chegarem até o Grande Mestre, os Cavaleiros de Bronze precisam atravessar as doze casas do Zodíaco que são protegidas pelos guerreiros mais poderosos de Athena, os Cavaleiros de Ouro. Então, o guia misterioso, se revela como um Cavaleiro de Prata e ataca os Cavaleiros com suas flechas. Seiya consegue derrotar facilmente o inimigo, mas uma de suas flechas atravessa o peito de Saori e agora ela está correndo risco de vida. | |                                                              |                                                                  |

### A Batalha das Doze Casas
| N.º | Título original | Título no Brasil Título em Portugal                                     | Exibição original                            |
| --- | --- | ----------------------------------------------------------------------- | -------------------------------------------- |
| 42 | "Cosmo Supremo! O Sétimo Sentido" Transliteração: "Kyūkyoku no Kosumo! Sebun Senshizu" (em japonês: 究極のコスモ! セブンセンシズ)                                 | Cosmo Final O Sétimo Sentido                                            | 15 de Agosto de 1987 28 de Outubro de 1994   |
| O Grande Mestre é o único que pode remover a flecha do peito de Saori. No entanto, os Cavaleiros de Bronze têm somente doze horas para atravessar as doze casas, porque a flecha está afundando cada vez mais no peito da deusa e assim acabará perfurando seu coração. Seiya e seus companheiros decidem ir rapidamente e chegam à casa de Áries, onde encontram Mu, que os convence a reparar suas armaduras. Mu explica-lhes que para derrotarem os Cavaleiros de Ouro, eles devem despertar o Sétimo Sentido. Uma vez com as suas armaduras consertadas, os Cavaleiros de Bronze chegam à casa de Touro e começam a enfrentar o Cavaleiro de Ouro, Aldebaran. | |                                                                         |                                              |
| 43 | "Big Bang! Batalha na Casa de Touro" Transliteração: "Biggu Ban! Kingyūkyū no Batoru" (em japonês: ビッグバン! 金牛宮の戦闘)                                      | Batalha na Casa de Touro O Signo do Touro                               | 22 de Agosto de 1987 31 de Outubro de 1994   |
| Aldebaran, usando seu grande poder, ataca os quatro Cavaleiros de Bronze e deixa Hyoga, Shiryu e Shun inconscientes. Seiya sozinho, tenta enfrentá-lo, mas o Cavaleiro de Touro é muito poderoso e consegue lutar com ele, com os braços cruzados. Depois de ser atacado pelo Grande Chifre, Seiya descobre um meio de quebrar a postura ofensiva-defensiva de Aldebaran golpeando-o na velocidade da luz com o Meteoros de Pégaso. Assim, Seiya consegue ver todos os movimentos de ataque de Aldebaran. | |                                                                         |                                              |
| 44 | "Casa de Gêmeos! O Labirinto de Luz e Escuridão" Transliteração: "Sōjikyū! Hikari to Yami no Meikyū" (em japonês: 双児宮! 光と闇の迷宮)                           | Gêmeos, o Labirinto de Luz e Sombra A Casa de Gémeos                    | 29 de Agosto de 1987 1 de Novembro de 1994   |
| Seiya se defende dos golpes de Aldebaran e consegue cortar o chifre do capacete do Touro. Aldebaran se surpreende com o poder e a determinação do Cavaleiro de Pégaso e o deixa passar da Casa de Touro. Mas, os outros Cavaleiros de Bronze precisam enfrentar Aldebaran, para que ele os deixe passar. Shiryu, Hyoga e Shun atacam juntos e conseguem congelar os braços de Aldebaran que finalmente, os permite passar da Casa de Touro. Os quatro Cavaleiros de Bronze entram na casa de Gêmeos, mas lá, descobrem que ela tem um labirinto onde a luz e a sombra são misturados. Toda vez que eles saem, voltam mais uma vez na entrada, porém na última vez encontram duas casas de Gêmeos. Os Cavaleiros de Bronze se separam em dois grupos: Hyoga e Shun entram na casa à esquerda e Seiya e Shiryu entram na casa à direita. Por fim, o Cavaleiro de Ouro de Gêmeos aparece para enfrentar Hyoga e Shun. | |                                                                         |                                              |
| 45 | "Terror! À Deriva em Outra Dimensão" Transliteração: "Kyōfu! I Jigen e no Hyōryū" (em japonês: 恐怖! 異次元への漂流)                                              | Enviados para uma Outra Dimensão Uma Outra Dimensão                     | 5 de Setembro de 1987 2 de Novembro de 1994  |
| Hyoga ataca o Cavaleiro de Gêmeos com o Pó de Diamante e depois com o Trovão Aurora Ataque porém, ambos os ataques são devolvidos. Na outra casa, Seiya e Shiryu também encontram o Cavaleiro de Ouro de Gêmeos. Seiya tenta atacá-lo, mas, é impedido por Shiryu que graças à sua cegueira, não pode sentir a cosmo energia de Gêmeos e assim, descobre que não existe inimigo algum na frente deles. Desta forma, eles conseguem sair da casa de Gêmeos. No entanto, na outra casa, Hyoga acaba desmaiado, após receber os seus golpes de volta e agora, é a vez de Shun enfrentar Gêmeos. Usando o golpe Outra Dimensão, Gêmeos tenta derrotar Shun, que consegue se salvar graças as suas correntes que se prendem na casa. No entanto, Hyoga acaba sendo enviado para outra dimensão. O Cavaleiro de Gêmeos repete seu ataque, mas o usa mais poderoso desta vez. O golpe é tão forte, que parece que Shun não conseguirá resistir. | |                                                                         |                                              |
| 46 | "Clamem! A Ofensiva e Defensiva da Corrente Nebulosa" Transliteração: "Hoero! Kōbō Ittai no Nebyura Chēn" (em japonês: 吠えろ! 攻防一体の星雲鎖)                  | A Corrente Nebulosa de Andrômeda Ataca Desta Vez O Destino de Andrómeda | 12 de Setembro de 1987 3 de Novembro de 1994 |
| Shun está quase sendo mandado para Outra Dimensão quando o Cavaleiro de Gêmeos, que na verdade é o Grande Mestre, é impedido no último momento, por outra cosmo energia. Esse grande poder pertence a Ikki, que está curando as feridas de sua armadura dentro de um vulcão e se preparando para a batalha contra os Cavaleiros de Ouro. Na Casa de Gêmeos, a ilusão desaparece e Shun tem a opção de sair de lá, mas está preocupado com o destino de Hyoga. O Grande Mestre começa a lutar novamente contra Shun e retorna com a ilusão do Cavaleiro de Ouro de Gêmeos. O Mestre repete o mesmo ataque e tenta enviar Shun para outra dimensão. Mas nesse momento, Shun desperta o seu cosmo e usando todo seu poder, consegue se proteger dos ataques do inimigo com a Defesa Circular. Em seguida, Shun utiliza o golpe Onda Relâmpago e assim, sua corrente se torna triangular, específica para o ataque. A Corrente de Andrômeda se torna muito mais veloz e poderosa do que antes e parte para cima de Gêmeos percorrendo uma trajetória de zigue-zague, simulando o trajeto de um relâmpago, o que permite atingir o inimigo por vários lados e ângulos em um único golpe. Como resultado, a Corrente possui maior intensidade para perfurar e destruir armaduras, além de descarregar cargas elétricas de 10.000 volts ao contato com o corpo da vítima. Simultaneamente, a Corrente de ponta circular fica inativa, preparada para proteger o corpo de Shun a qualquer instante. Segundo Shun, este ataque encontra o inimigo onde ele estiver, mesmo que esteja a milhares de anos-luz. Assim, a Corrente de Andrômeda penetra na ilusão e acerta o Grande Mestre, que controlava a armadura de Gêmeos dentro de sua sala. Surpreso com o ataque, o Grande Mestre permite que Andrômeda avance para a próxima casa. Shun traz suas correntes de volta e elas conseguem arrancar o colar usado pelo Grande Mestre. No entanto, Hyoga, que conseguiu escapar da Outra Dimensão, finalmente desperta em uma das Doze Casas e na frente dele, surge outro Cavaleiro de Ouro. | |                                                                         |                                              |
| 47 | "Adeus Hyoga! Descanse, Bravo Herói" Transliteração: "Saraba Hyōga! Yūsha yo Nemure" (em japonês: さらば氷河! 勇者よ眠れ)                                         | O Corajoso Hyoga Descansa em Paz Um Digno Fim de um Príncipe            | 19 de Setembro de 1987 4 de Novembro de 1994 |
| Camus, o Cavaleiro de Ouro de Aquário, se apresenta à Hyoga na Casa de Libra. Camus tinha sido o treinador do Cavaleiro de Cristal e Hyoga o considera como seu mestre também. Foi Camus que salvou Hyoga do golpe Outra Dimensão do Cavaleiro de Gêmeos e assim, o Cisne foi parar na Casa de Libra. No entanto, Camus recomenda à Hyoga para ir embora do Santuário ou do contrário, irá matá-lo. Hyoga se recusa, pois precisa salvar Athena e também não ataca Camus, por causa do respeito que ele tem com seu mestre. No entanto, Aquário o ataca sem piedade com a intenção de fazê-lo lutar de verdade, mas Hyoga não reage. Como sua última tentativa de provocar o Cisne, Camus usa o seu grande poder para afundar o barco onde Natassia, a mãe falecida de Hyoga, estava sepultada e assim, ela cai a grandes profundidades no mar congelado. Hyoga, furioso, ataca Camus violentamente, porém seus ataques são detidos facilmente pelo Cavaleiro de Aquário, que conhece todas as suas técnicas. Camus então, se dá conta que apesar de seus esforços para que Hyoga atinja o Sétimo Sentido, este não conseguirá, porque não rompeu o vínculo que tem com sua mãe. Por considerar que Hyoga não é um Cavaleiro forte o bastante para aquela batalha, Camus acredita que outro Cavaleiro de Ouro possa matá-lo e decide ele mesmo acabar com a vida do Cisne, utilizando o seu golpe mais poderoso: Execução Aurora. Hyoga aparentemente morre. Seiya e Shiryu que estão a caminho da Casa de Câncer e Shun que havia acabado de sair da Casa de Gêmeos, sentem o Cosmo de Hyoga desaparecer. Camus, em um ato de respeito por aquele que também foi seu aluno, enterra Hyoga em um caixão de gelo. | |                                                                         |                                              |
| 48 | "Dragão! Revivido do Mundo da Morte" Transliteração: "Doragon! Yomigaere Shi no Kuni kara" (em japonês: ドラゴン! 甦れ死の国から)                                 | O Dragão Volta do Mundo dos Mortos O País das Sombras                   | 26 de Setembro de 1987 7 de Novembro de 1994 |
| Seiya e Shiryu chegam à Casa de Câncer. Dentro da Casa, eles encontram no piso e nas paredes, cabeças de pessoas mortas. Então, surge Deathmask, que explica que essas pessoas foram assassinadas por ele e estão lá na Casa de Câncer, porque representam seus troféus. Shiryu decide lutar sozinho contra Deathmask, enquanto Seiya parte para a Casa de Leão. Shiryu, no entanto, não é páreo para o inimigo e após receber o golpe Ondas do Inferno, acaba sendo enviado para o Yomotsu, a entrada para o mundo dos mortos. Com a ajuda de Athena, o espírito de Shiryu consegue voltar ao seu corpo morto na Casa de Câncer e assim, ele tenta lutar novamente contra Deathmask. Porém, seus ataques não surtem efeito contra o Cavaleiro de Câncer que o envia novamente para o Yomotsu. | |                                                                         |                                              |
| 49 | "Amor! A Oração de Shunrei" Transliteração: "Ai! Shunrei no Inori" (em japonês: 愛! 春麗の祈り)                                                                   | Shunrei Reza por Shiryu O Poço do Inferno                               | 10 de Outubro de 1987 8 de Novembro de 1994  |
| Shunrei vê uma estrela cadente e começa a rezar por Shiryu, recordando sua infância com ele nos Cinco Picos Antigos. Deathmask segue Shiryu até o Yomotsu para garantir que ele não voltará dessa vez. O Cavaleiro de Câncer leva e arrasta o Dragão até a entrada para o mundo dos mortos e tenta jogá-lo no buraco. Mas nessa hora, Deathmask sente a energia causada pelas orações de Shunrei, que o atrapalha. Usando a sua telecinese, Deathmask ataca Shunrei à distância e a joga para as profundezas da cachoeira de Rozan. Shiryu enfurecido, aumenta seu cosmo ao máximo e começa a mostrar para Deathmask, a terrível raiva do Dragão. | |                                                                         |                                              |
| 50 | "Levante-se Dragão! O Cosmo da Cólera de Shiryu" Transliteração: "Nobore Ryū! Shiryū Okori no Kosumo" (em japonês: 昇れ龍! 紫龍怒りのコスモ)                      | Levante-se Dragão A Justiça Triunfa                                     | 17 de Outubro de 1987 9 de Novembro de 1994  |
| Shiryu ataca furiosamente Deathmask que se surpreende com o poder do Cavaleiro de Dragão. Porém, seus ataques são inúteis, porque a Armadura de Ouro está protegendo o Câncer. Shiryu volta a ficar em desvantagem e está prestes a ser jogado no mundo dos mortos por Deathmask. No entanto, Shiryu faz uma última tentativa e ataca a perna de seu inimigo. O golpe tem efeito porque a parte da Armadura que cobria a perna do Câncer é removida por sua própria vontade. Em seguida, as outras partes da Armadura de Ouro se recusam a proteger Deathmask e o abandonam, por ele ser um Cavaleiro mal, que não luta pela justiça. Deathmask se surpreende por aquilo estar acontecendo e entra em desespero. No entanto, Shiryu também retira sua Armadura de Bronze de Dragão, para que eles lutassem nas mesmas condições. Deathmask fica confiante, mas o Cosmo de Shiryu continua maior que o dele e após desferir o Cólera do Dragão, consegue finalmente derrotar o Câncer e lançá-lo para o mundo dos mortos. Desta forma, seu espírito consegue voltar para o seu corpo na Casa de Câncer e graças a esse esforço, Shiryu consegue recuperar sua visão. O Mestre Ancião se comunica diretamente com Shiryu e lhe-dá a boa notícia que Shunrei sobreviveu. Shun chega a Casa de Câncer e se encontra com Shiryu e os dois partem para a Casa de Leão. | |                                                                         |                                              |
| 51 | "Por Quê!? O Leão Dourado Mostra suas Presas" Transliteração: "Naze da! Kiba wo Muita Ōgon no Shishi" (em japonês: なぜだ! 牙をむいた黄金の獅子)                  | Por Que Leão Tenta Matar Seiya? No Antro do Leão                        | 24 de Outubro de 1987 10 de Novembro de 1994 |
| Seiya se encontra com Aiolia na Casa de Leão, mas ele não está disposto a deixá-lo passar. Apesar de ter jurado lealdade a Saori e a ter reconhecido como Athena, Aiolia está totalmente diferente e disposto a matar Seiya. Aiolia ataca o Cavaleiro de Pégaso com sua técnica especial, o Relâmpago de Plasma. Marin retorna ao Santuário, uma vez que descobre que Seiya e os outros Cavaleiros de Bronze entraram nas doze casas, mas encontra um aspirante de Cavaleiro que tenta impedi-la. Depois de muitas dificuldades, Seiya enfim consegue esquivar-se dos ataques de Aiolia e após aumentar o seu cosmo ao máximo, golpeia o Cavaleiro de Leão na velocidade da luz. | |                                                                         |                                              |
| 52 | "Arles! O Lendário Satã Imperial" Transliteração: "Āresu! Dentsetsu no Maō Ken" (em japonês: アーレス! 伝説の魔皇拳)                                              | O Golpe Satânico de Ares O Raio Satânico                                | 31 de Outubro de 1987 11 de Novembro de 1994 |
| Aiolia, após receber o golpe de Seiya se torna um ser maligno. Desta vez, ele ataca Seiya com todo o seu poder e demonstra a diferença de níveis entre eles. Seiya fica praticamente indefeso contra os ataques de Aiolia. No meio da luta, Seiya acaba quebrando uma das pernas, o que piora a sua situação na batalha. Enquanto isso, Shaina se recupera do ataque de Aiolia no Oriente. Cassios, o seu discípulo, fica cuidando dela e se preocupa muito com sua mestra. Ele diz à Shaina que Seiya está no Santuário e enfrentando Aiolia. Cassios diz que Aiolia teve sua mente dominada pelo golpe Satã Imperial do Grande Mestre e apenas voltará ao normal, quando matar seu adversário. Sabendo disso, Shaina tentar ir para as Doze Casas, mas Cassios a impede, deixando-a inconsciente. Enquanto isso, Aiolia está prestes a assassinar Seiya. | |                                                                         |                                              |
| 53 | "Um Homem! Cassios Morre por Amor" Transliteração: "Otoko da! Kashiosu Ai ni Shisu" (em japonês: 男だ! カシオス愛に死す)                                          | Cássius Morre por Amor O Sacrifício                                     | 7 de Novembro de 1987 1 de Maio de 1995      |
| Shiryu e Shun chegam a Casa de Leão, mas são impedidos de entrar por Cassios. Quando tudo parece perdido para Seiya, Cassios intervém e tenta segurar Aiolia tempo o bastante para que Pégaso passasse pela Casa. No entanto, o esforço é inútil porque Aiolia se liberta facilmente e deixa Cassios gravemente ferido. Aiolia tenta atacar Seiya novamente, mas Cassios detém o golpe com seu corpo e fica à beira da morte. Seiya, emocionado com o esforço de seu antigo rival, alcança o Sétimo Sentido por alguns minutos, o que lhe permite atacar Aiolia com o Meteoros de Pégaso e assim faz com que o Leão finalmente volte ao normal. Mas, Cassios acaba morrendo e Seiya chora por ele ter sacrificado sua vida para salvá-lo. | |                                                                         |                                              |
| 54 | "Ikki! A Fênix Privada de suas Asas" Transliteração: "Ikki! Tsubasa wo Mogareta Fushichō" (em japonês: 一輝! 翼をもがれた不死鳥)                                  | Ikki, a Ave Fênix sem Asas Os Piores Inimigos                           | 14 de Novembro de 1987 2 de Maio de 1995     |
| Aiolia, já recuperado do feitiço do Grande Mestre, lamenta o que ocorreu à Cassios e cura Seiya e sua perna ferida. Aiolia informa para os Cavaleiros de Bronze terem muito cuidado no combate contra o adversário seguinte, que é nada menos que Shaka de Virgem, o Cavaleiro de Ouro com o poder mais próximo de um Deus. Aiolia diz que os Cavaleiros devem evitar a todo custo que Shaka abra seus olhos durante a luta. Enquanto isso, na Ilha Canon, os soldados do Grande Mestre perguntam aos moradores onde está Ikki de Fênix. Ikki salva uma menina e o chefe da aldeia, após acabar facilmente com os soldados. De repente, surgem dois Cavaleiros de Prata: Shiva de Pavão e Aghora de Lótus. Os dois são discípulos de Shaka e começam a enfrentar Fênix. Ikki tenta golpear Shiva, mas seus ataques não tem nenhum efeito. Então, ele usa o Golpe Fantasma de Fênix, mas Shiva não é afetado. Ikki, na verdade, está sendo paralisado pelos poderes mentais de Shaka à longa distância. A vantagem agora é dos dois discípulos que juntos, atacam Ikki, que quase cai dentro de um vulcão. Então, Aghora começa a levitar, meditar e assim, consegue paralisar os movimentos de Ikki. | |                                                                         |                                              |
| 55 | "Laços de Amizade! A Súplica de Athena" Transliteração: "Yūjō no Kizuna! Atena no Sakebi" (em japonês: 友情のきずな! アテナの叫び)                                | A Súplica de Atena Atena Vem em Socorro                                 | 21 de Novembro de 1987 3 de Maio de 1995     |
| Ikki está quase sendo derrotado pelos dois discípulos de Shaka. Athena tenta ajudá-lo mas não consegue, porque Shaka a impede. No Santuário, Shaka ainda está paralisando Ikki à distância, mas Athena enfim, consegue interromper o Cavaleiro de Virgem. Ikki finalmente pode lutar o quanto quiser e usar todo o seu poder. Shiva e Aghora combinam seus ataques e tentam derrotar Ikki, mas falham e assim, ele os mata com o Ave Fênix. Seiya, Shun e Shiryu chegam à Casa de Virgem e encontram Shaka, que os aguarda muito confiante. | |                                                                         |                                              |
| 56 | "Shaka! O Homem mais Próximo de Deus" Transliteração: "Shaka! Mottomo Kami ni Chikai Otoko" (em japonês: シャカ! もっとも神に近い男)                              | Shaka, o Cavaleiro Mais Próximo de Deus A Descida aos Infernos          | 28 de Novembro de 1987 4 de Maio de 1995     |
| Seiya é o primeiro a atacar Shaka, mas é facilmente derrotado pelo poderoso Cosmo do Cavaleiro de Virgem. Shiryu, em seguida, começa a atacar com o Cólera do Dragão, mas Shaka consegue parar o ataque com apenas uma mão e também o deixa fora de combate. Shun também tenta atacar, mas suas correntes se voltam contra ele, que cai vencido. Shaka então, usa o golpe Rendição Divina e deixa os três Cavaleiros de Bronze inconscientes. Quando Shaka está prestes a matar Shun, acaba sendo interrompido por Ikki, que começa a enfrentá-lo. Shaka usa o golpe Ciclo das Seis Existências e tenta enviar Ikki para um dos 6 mundos do inferno. | |                                                                         |                                              |
| 57 | "O Medo do Vazio! Shaka Abre os Olhos" Transliteração: "Mu no Kyōfu! Me wo Aketa Shaka" (em japonês: 無の恐怖! 目をあけたシャカ)                                  | Shaka Abre os Olhos O Suplício de Fénix                                 | 5 de Dezembro de 1987 8 de Maio de 1995      |
| Shaka pergunta em qual dos mundos caiu o espírito de Ikki. No entanto, este se levanta imediatamente e o ataca com o Golpe Fantasma de Fênix. Mas mesmo assim, não consegue afetar Shaka. O ataque de Ikki se volta contra ele mesmo que acaba sofrendo uma alucinação, quando se vê como uma criança carregando seu irmão Shun em torno de inúmeros espinhos formados pelas almas de crianças que morreram e não encontraram a salvação. Shaka destrói facilmente a Armadura de Fênix com um simples golpe, mas Ikki consegue fugir do seu ataque principal. Depois de correr por vários quilômetros, Ikki percebe que não mudou de local e que está na palma da mão de Buda. A Armadura de Fênix, porém, consegue renascer das cinzas e Ikki ataca Shaka com o Ave Fênix. Mas, o ataque também se mostra inofensivo contra o Cavaleiro de Virgem. Shaka finalmente decide usar o seu golpe mais poderoso para destruir Ikki, o Tesouro do Céu. Shaka abre os olhos e além da Armadura de Fênix novamente, consegue destruir os cinco sentidos de Ikki, um por um: a visão, o olfato, a audição, o tato e a fala. Ikki está em apuros e grita pedindo socorro a Athena. | |                                                                         |                                              |
| 58 | "Heróico! Ikki é Derrotado por Amizade" Transliteração: "Sōretsu! Yūjō ni Chitta Ikki" (em japonês: 壮烈! 友情に散った一輝)                                       | lkki Morre Corajosamente por Amizade A Vontade do Fénix                 | 12 de Dezembro de 1987 9 de Maio de 1995     |
| Shaka tenta enviar Ikki de volta para um dos 6 mundos do inferno agora que ele perdeu seus cinco sentidos, mas é interrompido por Shun. Ikki ordena mentalmente à Shun para não intervir na batalha. Nessa hora, o Cosmo de Fênix começa a despertar e a crescer mais e mais. Ao mesmo tempo, Seiya e Shiryu acordam e percebem que Shaka abriu os olhos. Shaka então, percebe que Ikki ainda possui o Sexto Sentido e o ataca novamente com seu Tesouro do Céu. Aparentemente, Ikki é agora um cadáver vivo, embora seu Cosmo continue a crescer ainda mais, até que enfim, consegue atingir o Sétimo Sentido. Graças a isso, Ikki imobiliza Shaka e usando todo o poder de seu Cosmo, parte para outra dimensão levando com ele o Cavaleiro de Ouro, restando apenas a Armadura de Virgem vazia. Shun chora pela suposta morte de seu irmão, mas decide ir em frente com Seiya e Shiryu. | |                                                                         |                                              |
| 59 | "Reviva Cisne! Vida, Morte, Amor e..." Transliteração: "Yomigaere Hakuchō! Iki to Shi to Ai to" (em japonês: 甦れ白鳥! 生と死と愛と)                              | Hyoga Volta à Vida A Prisão de Gelo                                     | 19 de Dezembro de 1987 10 de Maio de 1995    |
| Aiolia carrega o corpo de Cassios para enterrá-lo quando se encontra com Shaina, que ao saber da morte de seu discípulo, tenta partir para as Doze Casas, mas é impedida pelo Leão. Seiya, Shiryu e Shun chegam à casa de Libra. Sabendo que esta casa é guardada pelo Mestre Ancião de Shiryu, eles entram sem medo, mas se surpreendem ao encontrarem Hyoga sepultado no Caixão de Gelo. Seiya sente o Cosmo de Hyoga e descobre que ele ainda está vivo, mas quando tenta libertá-lo, seus golpes nem sequer arranham o Caixão de Gelo. Shiryu então diz, que o Mestre Ancião uma vez havia lhe dito, que os objetos de gelo criados por Camus de Aquário são indestrutíveis e nem mesmo os Cavaleiros de Ouro, conseguiriam destruí-los. Felizmente, o Mestre Ancião envia sua Armadura de Ouro, que é equipada com várias armas, das quais apenas o Cavaleiro de Libra tem a permissão de Athena para usá-las. Shiryu usa a espada de ouro e consegue finalmente libertar Hyoga do gelo, mas o Cavaleiro de Cisne ainda está congelado por causa do ar frio de Camus. Então Shun, decide ficar na Casa de Libra para tentar salvar Hyoga aquecendo o seu corpo com o seu Cosmo. | |                                                                         |                                              |
| 60 | "Hyoga Revivido! Uma Vida em Risco" Transliteração: "Hyōga Fukkatsu! Kono Inochi Kakete" (em japonês: 氷河復活! この命かけて)                                     | O Renascer de Hyoga A Ressurreição                                      | 26 de Dezembro de 1987 11 de Maio de 1995    |
| Shun usa todo o poder do seu Cosmo para aquecer Hyoga, mas com isso, coloca sua própria vida em perigo. Seiya e Shiryu chegam à Casa de Escorpião e nesse momento, sentem que Shun está se sacrificando para salvar Hyoga. Os dois decidem voltar para a Casa de Libra. No entanto, Milo aparece e uma nova batalha começa. Shiryu o ataca com o Cólera do Dragão, mas não consegue afetar Milo. Seiya tenta golpeá-lo com o Meteoros de Pégaso, mas consegue apenas arranhar o rosto de Milo. O Cavaleiro de Escorpião decide mostrar a diferença de níveis que existe entre eles e os ataca na velocidade da luz com o golpe Restrição. Seiya e Shiryu são feridos com o veneno do Escorpião. Nessa hora, surge Hyoga, trazendo Shun nos braços, que tinha desmaiado por causa do seu esforço. | |                                                                         |                                              |
| 61 | "Rendição ou Morte! Estas Asas Estão no Limite" Transliteração: "Kōfuku ka Shi ka! Kono Tsubasa aru Kagiri" (em japonês: 降伏か死か! この翼ある限り)              | Renda-se ou Morrerá! A Rendição ou a Morte                              | 9 de Janeiro de 1988 15 de Maio de 1995      |
| Hyoga decide enfrentar Milo sozinho e o imobiliza com o golpe Círculo de Gelo, para que Seiya e Shiryu passassem para a próxima Casa levando Shun. Hyoga e Milo começam a batalha. Milo ataca Hyoga com sua Agulha Escarlate e o deixa bastante ferido. Hyoga utiliza o Pó de Diamante, mas seu ataque parece ineficaz contra o Cavaleiro de Escorpião. Milo está prestes a desferir o último golpe, Agulha Escarlate de Antares, quando percebe que Hyoga conseguiu congelar suas pernas. Hyoga aplica em Milo o golpe Trovão Aurora Ataque e atinge em cheio o Cavaleiro de Ouro. Enquanto isso, os outros Cavaleiros de Bronze, chegam ao Santuário: Jabu, Ichi, Geki, Nachi e Ban protegem Saori de um grupo de soldados enviados pelo Grande Mestre. | |                                                                         |                                              |
| 62 | "Avante Hyoga! Grande Herói Orgulhoso" Transliteração: "Susume Hyōga! Hokori Takaki Yūsha" (em japonês: 進め氷河! 誇り高き勇者)                                   | Hyoga, o Guerreiro Corajoso A Fúria de Vencer                           | 16 de Janeiro de 1988 16 de Maio de 1995     |
| Milo não é afetado pelo último ataque de Hyoga. No entanto, as feridas causadas pela Agulha Escarlate começam a sangrar, enfraquecendo ainda mais Hyoga, que perde seus cinco sentidos, lentamente. Milo revela à Hyoga, o objetivo que Camus tinha, quando o enfrentou na Casa de Libra. Apesar disso, Hyoga quer continuar lutando. Milo, por respeito a ele, decide enfrentá-lo com toda sua força. Ambos se atacam mutuamente, até que Milo consegue atingir o peito de Hyoga com o último golpe, Antares. Hyoga perde a luta e fica agonizando. Milo, no entanto, se surpreende ao notar que sua Armadura de Ouro foi congelada no último momento e que se não fosse por ela, ele teria morrido primeiro. Milo reconhece que o Cosmo de Hyoga se tornou mais forte que o dele naquela hora. Surpreso com o poder do Cavaleiro de Cisne, Milo aplica um golpe em Hyoga e assim consegue parar o sangramento. Hyoga avança lentamente para a próxima Casa. Milo, no entanto, pensava que apenas tinha prolongado sua vida por mais algumas horas, pois logo, Hyoga enfrentaria novamente Camus de Aquário, o Cavaleiro de Ouro que era mais poderoso que o de Escorpião. | |                                                                         |                                              |
| 63 | "Ressoem! As Armaduras de Ouro do Santuário" Transliteração: "Hibike! Sankuchuari no Gōrudo Kurosu" (em japonês: 響け! 聖域のゴールドクロス)                      | Todas as Armaduras de Ouro Reuniram-se no Santuário! O Ceptro de Atena  | 23 de Janeiro de 1988 17 de Maio de 1995     |
| Na entrada das Doze Casas, Tatsumi espera impacientemente a Geki, que se comprometeu a buscar o báculo de Athena. Quando Geki chega, Tatsumi coloca o bastão na mão de Saori e gera uma energia que atrai a Armadura de Ouro de Sagitário. Assim, todas as Armaduras de Ouro estão presentes no Santuário e elas começam a criar ressonância uma com as outras. Em seguida, a Armadura de Sagitário chega até a Casa de Sagitário, onde estão Seiya, Shiryu e Shun. A Armadura de Sagitário atira uma flecha dourada contra Seiya. | |                                                                         |                                              |
| 64 | "Jovens! Confio Athena a Vocês" Transliteração: "Shōnen yo! Kimitachi ni Atena wo Takusu" (em japonês: 少年よ! 君たちにアテナを託す)                              | Juramos Proteger Atena! O Testamento de Aiolos                          | 30 de Janeiro de 1988 18 de Maio de 1995     |
| Seiya consegue escapar da flecha dourada de Sagitário que abre um buraco na parede. Os Cavaleiros de Bronze entram lá dentro, inclusive Hyoga, que os tinha alcançado. Os quatro Cavaleiros enfrentam muitos obstáculos difíceis, mas depois de despertarem os seus Cosmos, continuam em frente. Então, os Cavaleiros de Bronze voltam novamente à Casa de Sagitário. A Armadura de Ouro de Sagitário relança outra flecha contra a parede e revela o testamento de Aiolos que diz: "Aos jovens que aqui chegaram, eu lhes confio Athena". Os Cavaleiros de Bronze se comovem com o testamento e juram proteger Athena, cumprindo a vontade de Aiolos. | |                                                                         |                                              |
| 65 | "A Espada Sagrada Ruge! Shura Contra Dragão" Transliteração: "Unaru Seiken! Shura tai Doragon" (em japonês: うなる聖剣! シュラ対ドラゴン)                         | A Espada Sagrada Ruge O Fio da Espada                                   | 6 de Fevereiro de 1988 22 de Maio de 1995    |
| Shiryu, Seiya, Shun e Hyoga chegam na Casa de Capricórnio. Lá dentro, não encontram nenhum Cavaleiro Dourado, mas apenas uma estátua de Athena entregando Excalibur, a espada sagrada, para o Cavaleiro de Capricórnio. Uma vez fora da casa, eles são atacados de surpresa, mas Shiryu consegue adverti-los a tempo e assim, os protege contra um segundo ataque. Em seguida, o Cavaleiro de Ouro, Shura de Capricórnio, se apresenta como o mais fiel à deusa Athena. Seiya, Hyoga e Shun avançam para a próxima Casa, esperando que Shiryu vença o combate e os alcance. Shura ataca Shiryu com o grande poder da Excalibur. Além disso, Shura confessa que foi ele quem matou Aiolos, por ele ter se voltado contra o Grande Mestre. Há 13 anos, o Cavaleiro de Sagitário tentava escapar com a bebê Saori do Santuário, quando Shura os encontrou e após derrotar Aiolos, sentiu o Cosmo da Deusa e decidiu não matá-la, acreditando que aquela Athena era uma impostora. Então, Shiryu diz à Shura que Aiolos sobreviveu ao ataque e depois de fugir do Santuário, entregou a bebê Athena e a Armadura de Ouro de Sagitário à Mitsumasa Kido e morreu, logo em seguida. Shura não acredita nele e continua seu combate contra Shiryu. Devido ao ataque de Shura, a Armadura de Dragão é facilmente destruída. Shiryu está em desvantagem, mas mesmo assim não desiste e começa a acender o seu Cosmo. | |                                                                         |                                              |
| 66 | "Oh, Shiryu! Extinguindo-se nas Estrelas" Transliteração: "Aa Shiryū! Hoshi to Natte Kiyu" (em japonês: ああ紫龍! 星となって消ゆ)                                 | Shiryu se Transforma numa Estrela Cadente O Derradeiro Dragão           | 13 de Fevereiro de 1988 23 de Maio de 1995   |
| Shura se surpreende com o enorme Cosmo de Shiryu. O Cavaleiro de Bronze recorda as palavras do Mestre Ancião, que ele jamais deveria usar o Cólera do Dragão após queimar seu Cosmo por completo ou iria morrer. A explosão causada por maximizar o seu Cosmo consegue derrotar qualquer inimigo, mas também pode acabar com sua vida. Shiryu, decide arriscar tudo e executar o seu golpe. Shura descobre o ponto fraco de Shiryu e o apunha-la no peito, na altura do coração. Shiryu aproveita a situação e quebra os ossos do braço esquerdo de Shura. Shiryu, ferido, faz uma nova tentativa e Shura repete o mesmo ataque, desta vez com o braço direito. Mas, Shiryu não desfere o golpe e deixa ser atingido de propósito, aumentando o seu Cosmo ao máximo e conseguindo finalmente despertar o Sétimo Sentido. Dessa forma, Shiryu consegue cortar o braço direito de Shura e assim, utiliza o seu golpe secreto: o Último Dragão. Ambos são lançados para o céu em alta velocidade, enquanto a Casa de Capricórnio desmorona completamente. Shura, surpreendido com o poder do Cavaleiro de Dragão, finalmente reconhece que Saori é Athena e lamenta o que aconteceu à Aiolos. Os dois seguem subindo até sair do planeta Terra e por fim, desaparecem. Seiya, Hyoga e Shun choram pela suposta morte de Shiryu, assim como Shunrei e o Mestre Ancião. Shiryu se sacrifica em nome de seus amigos e de Athena. | |                                                                         |                                              |
| 67 | "Adeus! Meu Mestre e Meus Amigos" Transliteração: "Saraba! Waga Shi yo Waga Tomo yo" (em japonês: さらば! 我が師よ我が友よ)                                       | Adeus ao Meu Mestre e aos Meus Amigos O Zero Absoluto                   | 20 de Fevereiro de 1988 24 de Maio de 1995   |
| Hyoga, Shun e Seiya chegam à Casa de Aquário onde encontram Camus. Hyoga decide lutar sozinho e Camus aceita, permitindo que Seiya e Shun passassem. Hyoga está determinado a mostrar a Camus como melhorou como Cavaleiro. No entanto, o ar frio de Hyoga não é suficiente para derrotar Camus. Aquário lembra à Hyoga que para vencer um Cavaleiro de Ouro, é necessário que ele atinja o Zero Absoluto, a temperatura mais baixa que um Cavaleiro do frio pode chegar. Hyoga tenta fazer o seu melhor, mas é inútil. Camus tenta prender Hyoga novamente no Caixão de Gelo, afirmando que nem mesmo as armas da Armadura de Libra serão capazes de libertá-lo dessa vez. Tudo parece perdido para Hyoga, quando ele começa a lembrar dos esforços de seus amigos e do sacrifício de Shiryu e finalmente, libera todo o poder do seu Cosmo, conseguindo sozinho destruir o Caixão de Gelo. Camus se surpreende com Hyoga e ambos se atacam ao mesmo tempo, lançando um poderoso ar congelante, um contra o outro. Hyoga fica inconsciente e tem sua Armadura de Bronze de Cisne destruída, mas atira todo o ar frio contra Camus, conseguindo congelar parte da Armadura de Ouro de Aquário. Camus então, se dá conta que Hyoga finalmente conseguiu alcançar o Sétimo Sentido e também o Zero Absoluto, tornando seu ar tão frio quanto o dele. Porém, Camus acredita que Hyoga já não pode fazer mais nada contra ele e decide usar a Execução Aurora. Para sua surpresa, Hyoga consegue realizar o mesmo ataque e o choque de ar frio explode na Casa de Aquário. Seiya e Shun sentem o Cosmo de Hyoga desaparecer e ele se despede dos dois, deixando cair sobre eles um floco de neve. Hyoga e Camus são congelados por causa da grande explosão de ataques da Execução Aurora. Camus diz estar muito orgulhoso de Hyoga, por ele finalmente ter conseguido superar o seu mestre, mas lamenta não poder ajudá-lo e cai morto. Hyoga finalmente entende que Camus fez tudo aquilo para que ele alcançasse o Zero Absoluto e atingisse o Sétimo Sentido, mas já é tarde demais e ele cai exausto, sem forças.                                                                             | |                                                                         |                                              |
| 68 | "Belo Guerreiro! Aphrodite" Transliteração: "Bi no Senshi! Afurodīte" (em japonês: 美の戦士! アフロディーテ)                                                      | Um Maravilhoso Guerreiro: Afrodite O Tornado Nebuloso                   | 27 de Fevereiro de 1988 25 de Maio de 1995   |
| Seiya e Shun chegam à última Casa, a de Peixes. Aphrodite, o Cavaleiro de Ouro de Peixes, os espera na entrada e Shun decide enfrentá-lo sozinho. Seiya consegue passar por Aphrodite, mas este garante à Shun, que Pégaso irá morrer antes de chegar à Sala do Grande do Mestre. Quando Seiya atravessa a Casa de Peixes, encontra o caminho para a Sala do Mestre, que é coberto por rosas vermelhas. Apesar disso, Seiya continua, mas gradualmente acaba enfraquecendo pelo efeito das rosas, até que finalmente cai inconsciente. E Shun, precisa derrotar Aphrodite, se quiser salvar Seiya. | |                                                                         |                                              |
| 69 | "Rosa Demoníaca! O Doce Aroma da Morte" Transliteração: "Demon Rōzu! Amaki Shi no Kaori" (em japonês: デモンローズ! 甘き死の香り)                                 | O Doce Aroma da Morte Um Perfume Mortal                                 | 12 de Março de 1988 29 de Maio de 1995       |
| Aphrodite revela que ajudou Milo de Escorpião, em sua invasão às Ilhas Andrômeda e que foi ele quem matou Albiore, o mestre de Shun. A batalha entre Aphrodite e Shun, é então iniciada. Aphrodite ataca Shun com suas Rosas Diabólicas Reais, deixando-o ferido. Shun usa as suas Correntes para se defender dos ataques de Aphrodite com a Defesa Circular. Aphrodite então, cria um turbilhão de pétalas de rosas e desaparece nele, ocultando sua presença. Shun consegue encontrá-lo com as Ondas Relâmpago e quando está prestes a atacá-lo com a Corrente de Andrômeda, Aphrodite consegue deter o ataque com uma rosa negra. | |                                                                         |                                              |
| 70 | "Descanse em Paz! O Último Sorriso de Shun" Transliteração: "Yasuraka ni! Shun, Saigo no Bishō" (em japonês: 安らかに! 瞬、最後の微笑)                            | Durma em Paz, Shun A Rosa Escarlate                                     | 19 de Março de 1988 30 de Maio de 1995       |
| Aphrodite ataca Shun com as Rosas Piranhas e destrói facilmente a Armadura de Andrômeda. Shun é muito ferido, mas não desiste e depois de queimar seu Cosmo, finalmente atinge o Sétimo Sentido e lança o seu ataque mais poderoso, a Corrente Nebulosa. Aphrodite é imobilizado sobre o grande vapor formado por Shun. O Cavaleiro de Peixes decide usar seu último golpe, a Rosa Branca. Shun o adverte que se ele atirar essa rosa, irá matá-lo com a Tempestade Nebulosa, mas Aphrodite o ignora. A Rosa Branca é presa no peito de Shun, que por sua vez, atinge Aphrodite com a Tempestade Nebulosa e finalmente, o mata. Porém, Shun acaba gravemente ferido e cai quase morto ao lado de Aphrodite. Ao mesmo tempo, Shaina derrota os soldados do Grande Mestre, enquanto Marin parte para salvar Seiya. | |                                                                         |                                              |
| 71 | "O Relógio de Fogo se Extingue! A Verdadeira Identidade do Grande Mestre" Transliteração: "Kieru Hidokei! Kyōkō no Shōtai" (em japonês: 消える火時計! 教皇の正体) | O Relógio de Fogo se Extingue O Ceptro da Vitória                       | 26 de Março de 1988 31 de Maio de 1995       |
| Marin atravessa a Casa de Peixes e encontra Seiya desmaiado. Ela coloca sua máscara sobre ele e tenta levá-lo para a Sala do Grande Mestre. Seiya recupera a consciência, mas Marin acaba sendo envenenada por causa das Rosas Diabólicas Reais de Aphrodite. Seiya devolve a máscara à Marin, achando que ela é sua irmã Seika e em seguida, destrói as Rosas Diabólicas Reais usando os Meteoros de Pegáso. Shaina chega e fica cuidando de Marin, enquanto Seiya, parte para a Sala do Grande Mestre. Chegando lá, Seiya se encontra com ele, que não parece ser um homem mal e que está arrependido por suas ações. O Grande Mestre diz que o escudo da estátua de Athena, pode destruir a flecha que está no peito de Saori. Seiya então, tenta ir pegar o escudo, quando inesperadamente, o Grande Mestre começa a mudar, ficando com sua personalidade maligna e assim, ataca o Cavaleiro de Pégaso. O Grande Mestre chama sua Armadura, em seguida, se revela como o Cavaleiro de Ouro de Gêmeos. Seiya quase é enviado para a Outra Dimensão, quando as duas personalidades de Gêmeos entram em conflito e assim, ele consegue escapar do golpe. Porém, a personalidade maligna de Gêmeos se mantém dominante e ele começa a remover os cinco sentidos de Seiya. | |                                                                         |                                              |
| 72 | "Vá, Seiya! Supere a Morte dos Amigos" Transliteração: "Ike Seiya! Tomo no Shi wo Koete" (em japonês: 行け星矢! 友の死をこえて)                                   | Não Perca Seus Amigos Seiya A Última Prova                              | 9 de Abril de 1988 1 de Junho de 1995        |
| Seiya é abatido pelo poderoso Cavaleiro de Gêmeos, que o deixa sem seus cinco sentidos e assim, ele não consegue fazer nada contra o inimigo. Seiya é o único Cavaleiro vivo depois que aparentemente Ikki, Shiryu, Hyoga e Shun sacrificaram suas vidas e está quase sendo derrotado por Gêmeos. Nessa hora, na Casa de Áries, Mu que é o Cavaleiro que possui a melhor telecinesia entre os Cavaleiros de Ouro, é chamado por Shaka, que pede sua ajuda, para ajudá-lo à voltar da outra dimensão, trazendo consigo outra pessoa. Shaka reaparece na Casa de Virgem, junto com Ikki e depois de fazer renascer a Armadura de Fênix, o manda ir imediatamente ajudar Seiya. Quando tudo parece perdido para Seiya, Ikki aparece e desafia Gêmeos. Então, Seiya continua avançando lentamente para o Templo de Athena. Gêmeos decide não perder tempo com Ikki e depois de lançá-lo para bem longe, corre rapidamente para impedir Seiya. Quando o Relógio das Doze Horas está prestes a se apagar, assim como a vida de Athena, Seiya consegue finalmente entrar no templo da Deusa e apontar o escudo na direção de Saori, conseguindo assim, remover a flecha de Ptolemy. Finalmente, Athena foi salva por Seiya e pelos Cavaleiros de Bronze. | |                                                                         |                                              |
| 73 | "Reúnam-se, Amigos! Em Prol de Athena" Transliteração: "Tsudoe Tomo yo! Atena no Moto ni" (em japonês: 集え友よ! アテナのもとに)                                  | Amigos, Reúnam-se com Atena! A Luz de Atena                             | 16 de Abril de 1988 5 de Junho de 1995       |
| Athena recuperada, se levanta e parte com os Cavaleiros de Bronze para as Doze Casas. O Mestre Ancião de Libra se comunica com os Cavaleiros de Ouro restantes no Santuário. Libra revela para eles que o Grande Mestre é na verdade Saga, o Cavaleiro de Ouro de Gêmeos. Há 13 anos, Saga assassinou o verdadeiro Grande Mestre e tomou o seu lugar. Saga tentou matar a bebê Athena, mas foi impedido por Aiolos, que fugiu do Santuário com ela. Conhecendo a verdade, os Cavaleiros de Ouro juram lealdade à Athena e cada um deles, deixa as suas respectivas Casas e acompanham Saori, para irem juntos ao encontro de Saga. Athena encontra Hyoga, Shun e até mesmo Shiryu (que tentou se sacrificar com Shura) e consegue curá-los, para que sigam adiante com ela. Saga fica furioso e determinado a matar Seiya, por arruinar seus planos. Ikki tenta interferir, mas é facilmente derrotado por Saga. Athena finalmente chega no local da batalha, acompanhada pelos Cavaleiros de Bronze e os Cavaleiros de Ouro. Shiryu, Hyoga e Shun veem Seiya ferido e optam por lutar, mas Saga é muito poderoso e os vence facilmente. Saga ainda desafia os Cavaleiros de Ouro, confiante que ele é o mais forte de todos. Seiya no entanto, sente a presença de seus amigos e se levanta. Os quatro Cavaleiros de Bronze juntam os seus Cosmos com o de Seiya, que golpeia Saga com o seu golpe mais poderoso: o Cometa de Pégaso. Saga acaba sendo lançado para bem longe. O esforço desse golpe foi tão grande, que Seiya tem sua Armadura de Pégaso destruída e ele cai no chão esgotado sem forças, assim como Ikki, Shiryu, Hyoga e Shun. Saga, no entanto, retorna ileso, mas a Armadura de Gêmeos abandona o seu corpo, por causa de sua alma maligna. Ainda assim, ele insiste em atacar Athena, mas o seu lado bom o detêm a tempo de desferir o seu golpe e com o braço esquerdo, Saga agarra o báculo de Saori e o atinge em seu peito, suicidando-se. A alma maligna deixa o corpo de Saga e ele pede desculpas à Athena, morrendo nos braços da Deusa. Saori lamenta por seus Cavaleiros terem se sacrificado tanto e mostra o seu amor por eles e principalmente, por Seiya. | |                                                                         |                                              |

## Saga de Asgard
| N.º | Título original | Título no Brasil Título em Portugal                                                   | Exibição original                             |
| --- | --- | ------------------------------------------------------------------------------------- | --------------------------------------------- |
| 74 | "Inimigos do Pólo Norte! Os Lendários Guerreiros Deuses" Transliteração: "Kyokuhoku no Teki! Densetsu no Goddo Uōriā" (em japonês: 極北の敵! 伝説の神闘士)              | Inimigos do Extremo Norte! Os Lendários Guerreiros Deuses Os Inimigos do Grande Norte | 23 de Abril de 1988 6 de Junho de 1995        |
| Após Saga de Gêmeos ser finalmente derrotado e a terrível batalha das Doze Casas terminar, tem-se início uma nova história. Em Asgard, uma terra coberta de neve e gelo no norte da Europa, uma menina conhecida como Hilda de Polaris, surge como representante do Deus nórdico Odin. Hilda ora para preservar a paz na sua terra, quando de repente, uma força misteriosa fala com ela, pedindo-lhe para destruir o Santuário. Hilda se recusa e acaba sendo atacada por uma forte correnteza do oceano. Quando ela se recupera, um anel estranho é colocado em seu dedo. Depois disso, Hilda convoca os 7 Guerreiros Deuses, os guardiões mais fortes de Asgard: Thor de Phecda, da estrela Gama; Fenrir de Alioth, da estrela Épsilon; Syd de Mizar, da estrela Zeta; Hägen de Merak, da estrela Beta; Alberich de Megrez, da estrela Delta; Mime de Benetnasch, da estrela Eta e Siegfried de Dubhe, da estrela Alfa. Todos os guerreiros se reúnem prontos para servirem Hilda. Syd de Mizar é enviado para o Santuário e derrota facilmente Aldebaran de Touro. Syd, em seguida, chega ao Japão e sai atrás de Saori. Ele derrota Jabu, Nachi, Ban, Geki e Ichi facilmente. Contudo, Seiya e Shun chegam nesse momento com suas novas Armaduras de Pégaso e Andrômeda, que foram revividas com o sangue dos Cavaleiros de Ouro. Seiya e Shun começam a enfrentar Syd e percebem que ele é tão forte quanto os Cavaleiros de Ouro. Nessa hora, surgem Ikki, Shiryu e Hyoga com suas novas Armaduras de Fênix, Dragão e Cisne. Syd então, decide recuar mas avisa a Saori, que o objetivo de Hilda é dominar o Santuário. Então, Saori e seus Cavaleiros planejam partir para Asgard. | |                                                                                       |                                               |
| 75 | "Hilda! A Deusa Enfeitiçada pelo Demônio" Transliteração: "Hiruda! Akuma ni Miirareta Megami" (em japonês: ヒルダ! 悪魔に魅入られた女神)                                | Hilda, a Deusa Enfeitiçada pelo Diabo O Anel Maldito                                  | 30 de Abril de 1988 7 de Junho de 1995        |
| Hyoga é o primeiro a chegar em Asgard e encontra Freya, a irmã mais nova de Hilda. Os soldados de Asgard tentam convencer Freya para voltar com a sua irmã, mas ela se recusa, na esperança de que Athena conseguirá trazer Hilda de volta. Hyoga derrota os soldados. Então, Saori aparece frente à Hyoga e Freya. Seiya, Shun e Kiki também chegam e Freya explica que Hilda não está agindo como ela mesma. A pior parte de tudo isso, é que o mundo está agora em perigo. Hilda estava orando para manter as calotas polares normais. Mas desde que ela começou a usar o Anel Nibelungo, parou de orar e assim, as calotas polares estão derretendo e irão inundar a Terra. Nesse momento, surgem Hilda e seus Guerreiros Deuses, diante de Athena e seus Cavaleiros. O Anel Nibelungo transforma seu usuário em um ser maligno e foi o que ocorreu com Hilda. A sacerdotisa do Deus nórdico Odin então, parte para o seu Palácio Valhalla, enquanto os seus Guerreiros Deuses se separam, cada um indo para um local em Asgard. A missão dos Cavaleiros de Bronze agora, é chegar até o Palácio de Valhalla e remover o anel do dedo de Hilda para que ela possa voltar ao normal. Mas antes disso, precisam derrotar os Guerreiros Deuses que portam as 7 Safiras de Odin. Athena decide parar as calotas polares do derretimento, mas com seu poder, ela só pode impedi-las durante algum tempo e assim, está arriscando a sua vida para proteger a Terra. | |                                                                                       |                                               |
| 76 | "O Gigante Thor! O Cosmo do Ódio" Transliteração: "Kyojin Tōru! Zōo no Kosumo" (em japonês: 巨人トール! 憎悪のコスモ)                                                   | O Cosmo de Thor está Cheio de Ódio Os Machados de Gamma                               | 7 de Maio de 1988 8 de Junho de 1995          |
| Seiya, Hyoga e Shun correm para encontrar o Palácio de Valhalla, mas encontram em seu caminho, Thor. Shun e Hyoga ficam inconscientes após serem atacados pelo Guerreiro Deus, da estrela Gama. Seiya tenta enfrentá-lo, mas é golpeado pelo Hércules Titânico de Thor e fica em desvantagem. O Cavaleiro de Pégaso se levanta e ataca o inimigo com seu Meteoros de Pégaso, mas Thor é capaz de bloqueá-los. Seiya então, começa a se lembrar da batalha das 12 Casas e de como foi capaz de superar tantas dificuldades para salvar Athena. O Pégaso então, ataca Thor novamente na velocidade da luz e consegue enterrá-lo na neve. No entanto, o Guerreiro Deus nã sofre nada e ainda mostra um Cosmo cheio de ódio. Thor explica que apenas Hilda conseguirá trazer a paz para a humanidade e por isso, eles estão dispostos a assumir o controle do Santuário e do mundo. Seiya tenta explicar que Hilda está possuída, mas Thor o ignora e o golpeia novamente com o Hércules Titânico. | |                                                                                       |                                               |
| 77 | "As Lágrimas do Gigante! Morrendo pela Causa de Hilda" Transliteração: "Kyosei no Namida! Hiruda no Tame ni Shisu" (em japonês: 巨星の涙! ヒルダのために死す)           | Thor Morre por Hilda A Safira de Odin                                                 | 14 de Maio de 1988 12 de Junho de 1995        |
| Thor atinge Seiya que cai em um penhasco de gelo. No entanto, ele é resgatado por Shiryu, que veio dos Cinco Picos Antigos de Rozan trazendo informações do Mestre Ancião. O Mestre revela que para remover o Anel de Nibelungo, é preciso possuir a lendária espada Balmung. Para recuperar a espada, os Cavaleiros de Bronze precisam obter as sete Safiras de Odin, que são guardadas pelos Guerreiros Deuses. Shiryu tenta acordar Hyoga e Shun, enquanto Seiya luta contra Thor, ainda em desvantagem. O Cosmo de Saori arde intensamente e consegue recuperar Seiya dos golpes de Thor, que se levanta e continua lutando. Thor se surpreende com Seiya e começa a ter dúvidas sobre Hilda. No passado, Thor caçava nas florestas perto do Palácio Valhalla e dava a sua caça para os pobres de Asgard. Contudo, Thor foi caçado pelos soldados de Asgard, quando Hilda chegou e pediu desculpas a ele, curando seus ferimentos. Logo, Thor se tornou um Guerreiro Deus e tinha a certeza do amor de Hilda com Asgard. Desde que a personalidade de Hilda mudou, Thor tem dúvidas sobre suas intenções, mas ele as ignora e continua a lutar. Depois de Pégaso conseguir bloquear os ataques de Thor, ambos usam suas técnicas novamente em um ataque mortal, que termina com a vitória de Seiya. Thor pede a Seiya para salvar Hilda e trazê-la de volta como ela era antes, e depois, cai no chão, morto. Seiya pega a primeira Safira de Odin. Os quatro Cavaleiros de Bronze se separam para derrotar os outros Guerreiros Deuses e assim, chegarem ao Palácio Valhalla. | |                                                                                       |                                               |
| 78 | "Mostrando os Caninos! Fenrir, o Lobo do Norte" Transliteração: "Kiba Muku! Kita no Ōkami Fenriru" (em japonês: 牙むく! 北の狼フェンリル)                               | Fenrir! O Lobo do Norte Mostra seus Caninos A Garra do Lobo                           | 21 de Maio de 1988 13 de Junho de 1995        |
| Shiryu continua seu caminho para encontrar o próximo Guerreiro Deus. É revelado que quando Shiryu usou o Último Dragão para derrotar Shura, o Cavaleiro de Capricórnio arrependido de seus pecados, lhe protegeu no último instante com sua Armadura de Ouro e empurrou-o de volta à Terra, dizendo-lhe em suas últimas palavras, para proteger Athena. Em uma cachoeira congelada, Shiryu é subitamente atacado por uma matilha de lobos, enviados pelo Guerreiro Deus, Fenrir de Alioth. No entanto, Shiryu consegue matar os lobos com seu Cólera do Dragão. Enfurecido, Fenrir decide lutar contra Shiryu e depois de atacá-lo várias vezes com a Garra do Lobo Assassino, consegue ferir seus olhos, quase cegando-o. Shiryu o ataca com o Cólera do Dragão, mas Fenrir é capaz de evitar o golpe e se prepara para matar o Cavaleiro. | |                                                                                       |                                               |
| 79 | "Tristeza! O Destino da Alcatéia do Norte" Transliteração: "Aware! Nōzan Gunrōken no Shukumei" (em japonês: 哀れ! ノーザン群狼拳の宿命)                                 | Pobres Lobos do Norte Os Lobos Vem em Socorro                                         | 28 de Maio de 1988 14 de Junho de 1995        |
| Shiryu parece não ser páreo para os ataques implacáveis de Fenrir. Seus amigos sentem que ele está em perigo, mas não podem ajudá-lo, pois precisam ir imediatamente para o Palácio de Valhalla. Enquanto isso, Hyoga é seguido por outro Guerreiro Deus. Lembrando do sacrifício de Shura, Shiryu se levanta novamente e tenta convencer Fenrir que Hilda está possuída. Fenrir, no entanto, não acredita nas pessoas e só confia em seus lobos. Ele então, diz à Shiryu a razão de sua desconfiança. Anos antes, quando Fenrir tinha seis anos de idade, ele fazia parte de uma distinta família. Um dia, ele, seus pais e seus amigos montaram seus cavalos e foram passear. De repente, um enorme urso apareceu e assassinou sua mãe e seu pai, enquanto seus amigos o abandonaram, fugindo correndo. Só então, uma matilha de lobos veio em seu socorro. Daquele dia em diante, Fenrir foi criado por aqueles lobos e cuidou deles desde então. Mais tarde, Fenrir tornou-se o Guerreiro Deus de Alioth, da estrela Épsilon e jurou lealdade à Hilda. Shiryu é atingido novamente pelos lobos, quando o Cosmo de Athena consegue revitalizar o Dragão. Contudo, Fenrir continua atacando ferozmente Shiryu, que não consegue se defender. | |                                                                                       |                                               |
| 80 | "A Extinção na Avalanche! O Uivo Triste" Transliteração: "Hyōgen ni Kiyu! Kanashiki Tōboe" (em japonês: 氷原に消ゆ! 悲しき遠吠え)                                       | Lamentos do Gelo O Uivo do Lobo                                                       | 4 de Junho de 1988 15 de Junho de 1995        |
| Fenrir está com a luta ganha e prestes a desferir o golpe final contra Shiryu. O Cavaleiro então, tem uma ideia e utiliza o Cólera do Dragão contra a cachoeira congelada, causando uma enorme avalanche com ele e Fenrir sendo apanhados na mesma. A avalanche termina e os lobos procuram desesperadamente por Fenrir, enquanto Shiryu emerge dos escombros. Os lobos encontram Fenrir, mas ele morre por causa da grande avalanche. Shiryu consegue a Safira de Odin, mas quando tenta se afastar daquele local, os lobos o atacam e assim, todos caem em um abismo. Os lobos morrem e Shiryu fica desmaiado. Enquanto isso, Hyoga encontra Hägen de Merak, o Guerreiro Deus de Beta. Hägen, está irritado com Hyoga porque acredita que Freya o enganou com ele. Hyoga utiliza o Pó de Diamante, porém seu ataque é inútil contra Hägen. | |                                                                                       |                                               |
| 81 | "Freya! A Luta Mortal pelo Amor" Transliteração: "Furea! Ai-yue no Shitō" (em japonês: フレア! 愛ゆえの死闘)                                                            | A Batalha Mortal de Freya A Gruta Infernal                                            | 11 de Junho de 1988 19 de Junho de 1995       |
| Hägen dispara um poderoso ar frio conhecido como Força Congelante contra Hyoga, mas é inútil contra o Cavaleiro de Cisne. Hyoga, então, diz a Hägen que ele tinha se deixado ser capturado de propósito pelos soldados de Asgard, para descobrir o que aconteceu com Hilda. Hyoga foi até mesmo torturado severamente por Thor. Mas, Freya veio à cela de Hyoga e o libertou, esperando que Athena e seus Cavaleiros pudessem ajudá-la a salvar sua irmã e Asgard. Hägen se recusa a ouvir e ataca Hyoga novamente. O Guerreiro Deus lembra que era o melhor amigo de Freya durante a sua infância e um dos guerreiros mais leais à Hilda. Hägen percebe que não pode afetar Hyoga com o seu ar frio e decide fugir para uma caverna. Hyoga sai atrás dele e de repente, começa a sentir muito calor e acaba encontrando um rio enorme de lava, o único lugar quente em Asgard. Por ter sido treinado na Sibéria, Hyoga jamais tinha sentido tanto calor. Com isso, Hägen ataca Hyoga, que começa a ficar em desvantagem. Kiki sente o Cosmo de Hyoga enfraquecer. Freya, desesperada, dirige-se até o local da batalha para impedi-los de continuar. | |                                                                                       |                                               |
| 82 | "Dance, Cisne! O Inferno Escaldante no Gelo" Transliteração: "Mae Hakuchō! Hyōchū no Shakunetsu Jigoku" (em japonês: 舞え白鳥! 氷中の灼熱地獄)                          | Cisne, Erga-se do Inferno Ardente! O Sacrifício de Freya                              | 18 de Junho de 1988 20 de Junho de 1995       |
| Hyoga está confuso sobre o porquê de Hägen conseguir suportar tanto calor. Hägen diz que recebeu o traje Robe de Merak após se tornar um Guerreiro Deus, pois passou muitos anos treinando naquele lugar desde sua infância e assim, consegue dominar ambas as técnicas de gelo e fogo. Hyoga tenta atacá-lo com o Trovão Aurora Ataque, mas não consegue afetá-lo. Por fim, Hyoga cai sem forças e quando Hägen está prestes a lançá-lo na lava, Freya aparece, tentando dizer a ele sobre Hilda e o Anel Nibelungo. No entanto, Hägen acredita que é Freya que está sendo manipulada por Hyoga, Athena e os outros Cavaleiros. Hägen está prestes a atacar Hyoga, mas Freya entra em seu caminho, recusando-se a se mover. Hägen hesita por alguns minutos, mas logo, acaba não se importando mais com Freya e lança sua técnica, quando Hyoga consegue salvá-la a tempo. Hägen tenta atacar Hyoga novamente com o Raio de Fogo. Hyoga então, lembra do sacrifício de seu mestre Camus de Aquário, para que ele dominasse o Zero Absoluto. E irritado por Hägen ter atacado Freya, Hyoga finalmente o mata com a Execução Aurora. Kiki chega nesse momento, enquanto Freya chora pela morte de Hägen. | |                                                                                       |                                               |
| 83 | "A Harpa Encantada! O Prelúdio da Morte que Atrai Shun" Transliteração: "Ayashi no Tategoto! Shun wo Izanau Shi no Jyokyoku" (em japonês: 妖しの竪琴! 瞬を誘う死の序曲) | Harpa Misteriosa. O Prelúdio Que Atrai Shun Para a Morte A Harpa Misteriosa           | 25 de Junho de 1988 21 de Junho de 1995       |
| Depois de criarem um túmulo para Hägen, Hyoga deixa Kiki cuidando de Freya e se dirige para o Palácio de Valhalla. Hilda está irritada porque já perdeu três de seus Guerreiros Deuses, mas ainda continua confiante, já que os Cavaleiros de Bronze estão feridos. Seiya começa a se lembrar quando Aiolia de Leão, Milo de Escorpião, Aldebaran de Touro, Shaka de Virgem e Mu de Áries deram uma porção de seu sangue, a fim de reviverem suas cinco Armaduras de Bronze. Os Cavaleiros de Ouro fizeram este sacrifício como agradecimento aos Cavaleiros de Bronze por eles terem resgatado Athena. Enquanto isso, Shun escuta uma linda música sendo tocada por uma harpa mágica e assim, encontra o quarto Guerreiro Deus, Mime de Benetnasch, da estrela Eta. Mime consegue atacar Shun com golpes na velocidade da luz. Shun tenta atacá-lo com a Corrente de Andrômeda, mas Mime cria imagens falsas de si mesmo, enganando suas correntes. Shun também não consegue sentir nenhuma ameaça vindo de Mime e assim, o ataque e a defesa da Corrente de Andrômeda se tornam inúteis contra o Guerreiro Deus. Shun é então questionado por Mime que lhe pergunta, qual a razão para a sua luta, já que nunca conseguirá trazer a paz ao mundo, não importando quantos adversários ele derrote. Nessa hora, o Cosmo de Ikki conversa com Shun e lhe diz para acreditar no futuro e jamais desistir, pois sua batalha tem um propósito: salvar Athena. Renovado com as palavras do irmão, Shun resolve continuar sua batalha contra Mime. | |                                                                                       |                                               |
| 84 | "Sentença de Morte! O Réquiem de Cordas" Transliteração: "Shi no Senkoku! Sutoringā Rekuiemu" (em japonês: 死の宣告! ストリンガー葬送曲)                                | Condenado à Morte! O Réquiem de Cordas Melodia Mortal                                 | 2 de Julho de 1988 22 de Junho de 1995        |
| Mime utiliza novamente suas ilusões para confundir Shun, mas por causa do brilho do sol, Andrômeda consegue enfim atacar o Guerreiro Deus de Eta. Shun consegue prender suas correntes no braço de Mime, mas ele se liberta facilmente com um simples movimento. Shun então, percebe que Mime não está lutando por Hilda e que também não gosta de lutar. Em desvantagem, Shun resolve arriscar tudo no seu último golpe e após retirar sua Armadura de Andrômeda e suas correntes, ataca Mime com a Corrente Nebulosa. Mime fica imóvel sobre o grande vapor formado por Shun, contudo este não pretende matá-lo, apenas pegar sua Safira de Odin. Mime se recusa a entregá-la e Shun não vê outra escolha, senão atacá-lo com a Tempestade Nebulosa. Entretanto, Mime consegue resistir ao ataque graças as cordas de sua harpa de Benetnasch, que se seguram em um pilar e bloqueiam o golpe de Shun. Surpreso com o poder do Cavaleiro de Andrômeda, Mime elogia a técnica de Shun dizendo que o subestimou e decide enfim, usar o seu ataque mais poderoso, o Réquiem de Cordas. Shun acaba sendo amarrado nas cordas da harpa mágica de Mime, que lhe causam sérios ferimentos. Mime começa a tocar sua melodia e avisa que quando terminá-la, Shun estará morto. Andrômeda tenta se libertar das cordas, mas não consegue. Mime está prestes a tocar o último acorde que irá esquartejar Shun, quando nesse exato momento, as penas de Fênix cortam facilmente as cordas de sua harpa mágica. | |                                                                                       |                                               |
| 85 | "O Luto do Herói! O Ódio Congelado" Transliteração: "Kanashimi no Yūsha! Itetsuita Zōo" (em japonês: 哀しみの勇者! 凍てついた憎悪)                                      | Um Guerreiro Triste e Corajoso A Horrível Verdade                                     | 9 de Julho de 1988 28 de Agosto de 1995       |
| Ikki consegue salvar Shun do ataque mortal de Mime e assume a luta. Ikki é capaz de escapar dos ataques à velocidade da luz de Mime, graças a sua batalha contra Saga e também resiste a sua técnica de ilusão. Apesar disso, ele tem dificuldades para enfrentar o Guerreiro Deus de Eta e o combate entre os dois fica bastante equilibrado. Enquanto Ikki está lutando, assim como Shun, ele também não sentia o espírito de luta de Mime e nem qualquer ódio dentro dele. Mime então, revela seu passado de infância. Foi criado por seu pai adotivo Folker, um poderoso guerreiro de Asgard, respeitado por todos, que o obrigava a treinar. Um dia, Mime encontrou um medalhão com uma foto dele como um bebê e seus pais verdadeiros. Folker revela que ele os matou. Quando Asgard estava em guerra com um país vizinho, Folker matou os pais de Mime e o tomou para criá-lo, como seu filho adotivo. Ao descobrir isso, Mime assassinou Folker com um único golpe. Desde então, Mime depositou todo o seu ódio em suas técnicas, tornando-se muito poderoso e mostrando-se calmo durante as lutas, não revelando nunca, sua vontade de matar. Ikki então, aplica o Golpe Fantasma de Fênix, o que lhe permite ver as memórias verdadeiras de Mime, escondidas há muito tempo. Quando Folker morreu, ele pediu perdão pelo que aconteceu. Folker na verdade, não tinha a intenção de matar o pai de Mime, mas ele tolamente o atacou. Folker se defendeu, mas com isso, acidentalmente acabou matando tanto ele quanto sua mãe. Depois de enterrá-los, Folker decidiu cuidar de Mime e o amava como se fosse seu filho. E Mime, mesmo o odiando pelo que aconteceu, no fundo, ainda amava Folker como seu pai. No entanto, Mime, que agora finalmente mostrou todo o seu ódio, está determinado a destruir Ikki, por achar que este brincou com o seu passado. | |                                                                                       |                                               |
| 86 | "Fênix! As Asas Escarlates Flamejantes" Transliteração: "Fushichō! Shinku ni Moeru Tsubasa" (em japonês: 不死鳥! 真紅に燃える翼)                                        | Fênix e suas Asas Ardentes O Confronto Final                                          | 16 de Julho de 1988 29 de Agosto de 1995      |
| Ikki diz à Mime que este odeia a si mesmo por ter matado seu pai e para se redimir do seu crime, devia salvar Asgard da ira de Hilda. Mime, em seguida, se lembra de como Folker treinou-o, porque sabia que ele seria escolhido como um Guerreiro Deus para proteger Asgard. Ikki e Mime se atacam mutuamente com seus golpes, mas o combate continua equilibrado. Por fim, Mime decide utilizar o Réquiem de Cordas e assim, consegue prender Ikki, destruindo a Armadura de Fênix e prestes a matá-lo com sua harpa. Shun tenta ajudar seu irmão, mas Ikki o impede. Quando Mime está quase terminando a melodia final, Ikki queima seu Cosmo ao máximo e atinge o Sétimo Sentido, conseguindo assim se libertar das cordas. Em seguida, Ikki dispara o Ave Fênix contra Mime e além de derrubá-lo, consegue destruir sua harpa. Ikki então, lhe diz que acredita em um futuro onde ele e seus amigos conseguirão viver em paz e está disposto a lutar por ele. Mime, disposto a acreditar no que Ikki disse, remove seu Robe de Benetnasch e enfrenta o Fênix uma última vez, para ver se o que ele disse é mesmo verdade. Ambos os guerreiros se atacam um contra o outro. Ikki fica gravemente ferido, mas é Mime que perde sua vida. Antes de morrer, Mime perdoa o seu pai Folker e diz que quando renascesse, gostaria de ser amigo de Ikki e Shun, em um mundo pacífico. Além disso, ele confia a ambos o futuro de Asgard, mencionando que irá encontrar os seus pais e Folker no paraíso. Shun consegue a Safira de Odin e Ikki lhe diz para seguir em frente, enquanto ele cai inconsciente, exausto da batalha. No Palácio Valhalla, Siegfried e Syd sentem o Cosmo de Mime desaparecer e decidem enfrentar os Cavaleiros. No entanto, Alberich de Megrez da estrela Delta, zomba da lealdade de ambos para com Hilda e jura ele mesmo destruir os Cavaleiros usando sua inteligência. | |                                                                                       |                                               |
| 87 | "A Ametista Demoníaca! O Cemitério dos Cavaleiros" Transliteração: "Ma no Amejisuto! Seinto no Hakaba" (em japonês: 魔の紫水晶! セイントの墓場)                         | A Couraça Ametista O Cemitério de Ametista                                            | 23 de Julho de 1988 30 de Agosto de 1995      |
| Alberich deixa o Palácio Valhalla e sai à procura dos Cavaleiros para derrotá-los. Alberich sempre odiou Hilda e planeja secretamente recuperar as Safiras de Odin para si mesmo e assim, dominar Asgard. Marin de Águia que tinha chegado para ajudar Seiya, o encontra na Floresta Amaldiçoada de Asgard. Alberich, então, revela a Marin que eles estão na área de sua "coleção" de vítimas, onde estão guerreiros esqueléticos presos em um invólucro de ametista. Marin derruba Alberich, mas ele a engana pulverizando ácido em seu rosto. Seiya sente que Marin está em perigo e corre para ajudá-la. Marin tenta atacar com seu Lampejo da Águia, mas o golpe se mostra inútil contra o Guerreiro Deus. Alberich desencadeia a sua técnica Couraça de Ametista e prende Marin em um caixão de ametista. Seiya finalmente encontra Alberich e o ataca. Alberich é derrubado pelos Meteoros de Pégaso. Seiya então, vê Marin presa e Alberich revela que sua força vital será absorvida pela ametista até que não sobre nada dela além de seus ossos. Alberich diz que se ele morrer, Marin nunca será libertada, mas que irá poupá-la se Seiya lhe entregar a Safira de Odin de Thor. No entanto, Marin diz à Seiya para não se importar com ela e derrotar Alberich. Agora, o Cavaleiro de Pégaso fica indeciso, pois precisa derrotar o Guerreiro Deus, mas também salvar sua mestra. | |                                                                                       |                                               |
| 88 | "A Espada de Fogo! A Ambição Terrível" Transliteração: "Honō no Ken! Osorubeki Yabō" (em japonês: 炎の剣! 恐るべき野望)                                                 | A Espada de Fogo! A Ambição Maligna A Espada Flamejante                               | 30 de Julho de 1988 31 de Agosto de 1995      |
| Seiya se lembra de como Marin foi importante para ele, mas sabe que precisa salvar Athena e Asgard, então decide derrotar Alberich. No entanto, Alberich revela sua Espada de Fogo. Esta espada não é comum, pois além de ser muito resistente e extremamente afiada, possui uma chama que é de sua própria natureza. Alberich pode controlar como quiser sua espada e a poderosa chama que esta abriga, pode retalhar e queimar tudo à sua frente. Alberich tenta cortar Seiya com ela e está disposto a ganhar, não se importando com o que for preciso. Seiya consegue desarmar Alberich, mas por uma distração, acaba também sendo preso pela Couraça Ametista. Com isso, Alberich consegue recuperar a Safira de Thor. Hyoga sente o Cosmo de Seiya desaparecendo e corre para encontrá-lo. Hyoga encontra Seiya e Marin presos na Ametista. Nessa hora, surge Alberich, que tenta convencê-lo a entregar a sua Safira de Odin. É revelado que Alberich estava no local onde Hilda foi possuída pelo Anel de Nibelungo. Contudo, ele optou por manter isso em segredo, tendo planos de reunir todas as sete Safiras de Odin e com a espada Balmung, matar Hilda, a fim de governar Asgard e o mundo. Hyoga não tem escolha a não ser lutar. No entanto, Alberich o ataca com a Espada de Fogo e está prestes a cortar Hyoga. | |                                                                                       |                                               |
| 89 | "Sacrifício para o Mal! A Floresta dos Espíritos" Transliteração: "Jaaku no Ikeni e! Seirei-tachi no Mori" (em japonês: 邪悪のいけにえ! 精霊たちの森)                   | O Sacrifício para o Mal! A Floresta dos Espíritos Os Espíritos da Natureza            | 13 de Agosto de 1988 4 de Setembro de 1995    |
| Hyoga se salva e golpeia Alberich com todas as suas técnicas, uma após a outra, mas todas parecem ser ineficazes contra o Guerreiro Deus. Enquanto isso, Shiryu finalmente desperta e parte para o campo de batalha. Alberich então, leva Hyoga para dentro da floresta, onde revela sua técnica secreta: Unidade da Natureza. Essa técnica foi transmitida por Alberich através de seus ancestrais, onde os espíritos da floresta ganham vida e atacam o inimigo. Shiryu sente que Hyoga está em perigo e tenta encontrá-lo. Hyoga esforça-se para se levantar e lutar, mas Alberich está prestes a prendê-lo na Ametista, quando Shiryu aparece e o salva. Exausto, Hyoga cai inconsciente. Alberich revela que seu ancestral lutou com o mestre de Shiryu, enquanto ainda eram jovens, cerca de 200 anos antes. O Mestre Ancião conseguiu ver através da Unidade da Natureza, tornando-se assim, o vencedor da luta. Alberich tenta atacar Shiryu com a Couraça Ametista, porém seu golpe é inútil contra o Escudo do Dragão. Alberich então, ataca Shiryu com a Unidade da Natureza. Assim como o seu mestre fez há muito tempo, Shiryu enfrenta um dos Alberich. | |                                                                                       |                                               |
| 90 | "Não Volte Atrás Seiya! O Cosmo do Dragão Ascendente" Transliteração: "Furimuku na Seiya! Shōryū no Kosumo" (em japonês: ふり向くな星矢! 昇龍のコスモ)                  | Não Olhe Para Trás Seiya! A Última Cartada                                            | 20 de Agosto de 1988 5 de Setembro de 1995    |
| Shiryu tem dificuldades para se defender da Unidade da Natureza de Alberich. O Mestre Ancião fala com ele, dizendo-lhe para permanecer imóvel e se tornar parte da natureza. Os espíritos, em seguida, liberam Shiryu. No entanto, assim que Shiryu muda novamente, os espíritos voltam a atacá-lo. O Dragão torna-se parte da natureza de novo. No entanto, Alberich faz de tudo para que ele possa se distrair e perder sua concentração. Alberich ainda revela à Shiryu o seu plano para dominar o mundo. Irado por Alberich estar disposto a trair seus companheiros, Shiryu jura salvar Hilda, Athena e Asgard. Shiryu decide remover sua Armadura de Dragão, a fim de contra-atacar o Guerreiro Deus, conseguindo ver através da Couraça Ametista e percebe que Alberich não pode combiná-la com a Unidade da Natureza. Arriscando sua vida, Shiryu mata Alberich com o Cólera do Dragão e com isso, consegue libertar Marin e Seiya. Marin tenta recuperar a sua força, enquanto Seiya e Hyoga partem para o Palácio Valhalla, com quatro Safiras de Odin. Com cinco Guerreiros Deuses derrotados, Syd de Mizar de Zeta está determinado a derrotar os Cavaleiros de Athena. Shun é o primeiro a chegar ao Palácio Valhalla. | |                                                                                       |                                               |
| 91 | "Queime, Shun! O Mistério Oculto das Presas Negras" Transliteração: "Moe yo Shun! Kuroi Kiba ni Kakusatera Nazo" (em japonês: 燃えよ瞬! 黒い牙に隠された謎)             | O Segredo de Shido de Mizar A Estrela Secundária                                      | 27 de Agosto de 1988 6 de Setembro de 1995    |
| Shun entra no Palácio Valhalla e encontra Syd de Mizar, que se recorda do último encontro deles no Japão. Seiya e Hyoga também chegam e querem ajudar Shun, mas este se recusa, porque está em melhores condições de lutar do que os dois. Assim, Seiya e Hyoga partem para encontrar Hilda, enquanto Shun enfrenta sozinho Syd. Ao mesmo tempo, uma figura misteriosa os fica observando. Shun ataca com a Corrente de Andrômeda, mas seu ataque é inútil contra o ar frio de Syd. Na floresta, Shaina chega e encontra Marin, que então lhe diz, sobre como Aldebaran foi derrotado. O Cavaleiro de Touro revelou à Marin que enquanto enfrentava Syd, sofreu um ataque poderoso por trás, que o derrotou. Foi por isso que Marin veio até Asgard, pois pretendia avisar Seiya, mas acabou sendo impedida por Alberich. Freya revela quea estrela Zeta possui uma sombra mortal, porque tem duas estrelas individuais: Mizar e Alcor. Shaina então, parte para encontrar Seiya e avisá-lo sobre Syd. Hyoga e Seiya encontram a entrada que os levará até Hilda. Contudo, ambos são atacados pelas costas e ficam inconscientes, enquanto uma poderosa corrente de ar frio, bloqueia a entrada com uma parede de gelo. Shun tenta fazer o seu melhor e contra-ataca, mas Syd consegue congelar suas correntes. O Guerreiro Deus então, ataca o Cavaleiro de Andrômeda com suas Garras do Tigre Negro enquanto a figura misteriosa de antes, fica observando a batalha. | |                                                                                       |                                               |
| 92 | "Redemoinho! A Última Tempestade da Nebulosa de Shun" Transliteração: "Uzumake! Shun Kyūkyoku no Nebyura Sutōmu" (em japonês: うずまけ! 瞬究極の星雲嵐)                 | Shun, Tente um Último Golpe O Segredo da Esfera Azul                                  | 3 de Setembro de 1988 7 de Setembro de 1995   |
| Syd revela à Shun que Seiya e Hyoga em breve estarão mortos, devido ao terrível ar frio do Palácio Valhalla. Shun luta para derrotar Syd, a fim de resgatar seus amigos, mas suas correntes são ineficazes. Syd utiliza a sua técnica final contra Shun, o Impulso Azul. Shun está quase sendo derrotado quando Ikki conversa com ele, pedindo-lhe, para não abandonar seus amigos e Athena, lembrando-o de quando mostrou seu verdadeiro poder na Batalha das 12 Casas. Shun então, lembra de sua batalha contra Aphrodite e assim, resolve continuar lutando. Ele retira sua Armadura e suas Correntes de Andrômeda e concentrando o seu Cosmo ao máximo, utiliza a Tempestade Nebulosa contra o Guerreiro Deus. Syd tenta contra-atacar com seu Impulso Azul, mas não é páreo para Shun e acaba sendo derrotado. No entanto, no momento em que Shun o derrotou, o guerreiro misterioso tentou atacá-lo, quando Shaina apareceu e tomou o golpe em seu lugar. Shun consegue a Safira de Odin de Syd, quando o homem misterioso emerge das sombras, revelando ser Bud, o Guerreiro Deus de Alcor, da estrela Zeta. Bud diz que foi ele que derrotou Aldebaran de Touro, atacando-o pelas costas. Bud exige de Shun, as Safiras de Syd e Mime que estão com ele e o proíbe de avançar até o local onde está Hilda. Siegfried fica surpreso, pois ninguém sabia da existência de Bud até aquele momento. Bud sempre agiu como a sombra de Syd e ocultando a sua presença. Contudo, Hilda sabia sobre Bud esse tempo todo. Shaina tenta enfrentá-lo, mas é rapidamente derrotada. Bud usa o golpe Garras do Tigre das Sombras e também consegue derrotar Shun. Quando o Guerreiro Deus de Alcor está prestes a matá-los, Ikki chega a tempo de salvá-los. | |                                                                                       |                                               |
| 93 | "Bud! As Estrelas Gêmeas do Destino" Transliteração: "Bado! Shukumei no Futago-sei" (em japonês: バド! 宿命の双子星)                                                    | Bado e Shido, os Gêmeos do Destino Os Gémeos do Destino                               | 10 de Setembro de 1988 11 de Setembro de 1995 |
| Ikki aparece após sua batalha com Mime, determinado a não abandonar Shun. Bud, irritado com o vínculo fraterno dos dois irmãos, começa a atacar, dizendo que a compaixão de Ikki é inútil. Ikki consegue derrubar o capacete de Bud e seu rosto finalmente é mostrado, sendo exatamente igual ao de Syd. Bud então, revela que Syd é seu irmão gêmeo. Ikki pergunta porque Bud não ajudou seu irmão quando ele foi derrotado por Shun e ele responde, que se Syd morresse, conseguiria enfim se tornar o verdadeiro Guerreiro Deus de Zeta e já não seria mais uma sombra. Ikki tenta atacar, mas Bud evita facilmente seus golpes, porque ele observou a sua batalha com Mime e agora conhece as suas técnicas. Bud começa a contra-atacar Ikki, enquanto Shun se esforça para ajudar seu irmão. Enquanto luta, Bud revela que no dia que ele e Syd nasceram, seus pais tiveram que escolher um dos dois para criar, porque em Asgard, gêmeos eram odiados. Temendo que destruíssem sua família, o pai dos dois relutantemente abandonou a criança Bud em uma floresta, onde um morador encontrou-o e o criou, enquanto Syd teve a sorte de ficar com sua família rica. Anos mais tarde, durante uma caça, Bud encontrou seu irmão Syd e percebeu que ambos tinham os mesmos punhais e que eles eram da mesma família. Como Syd tinha saído para passear com sua família, Bud finalmente compreendeu que tinha sido abandonado por eles. Enfurecido, Bud decidiu que seria superior à Syd. Mais tarde, ele foi escolhido como um Guerreiro Deus, mas como a sombra de Syd. Hilda disse à Bud que deveria ficar sempre escondido, mas se Syd morresse, ele se tornaria o Guerreiro Deus de Zeta, em seu lugar. Ikki, levanta-se, e por amor ao seu irmão Shun, jura vencer a batalha. | |                                                                                       |                                               |
| 94 | "Laço Fraterno! Descanse em sua Terra Natal Syd" Transliteração: "Kyōdai no Kizuna! Shido yo Sokoku ni Nemure" (em japonês: 兄弟の絆! シドよ祖国に眠れ)                 | Laços Entre Irmãos Laços de Sangue                                                    | 17 de Setembro de 1988 12 de Setembro de 1995 |
| Ikki parece não ser páreo para Bud. Shun tenta ajudar o irmão e ambos atacam juntos, mas são derrubados facilmente por Bud. Ikki, em seguida, usa o Golpe Fantasma de Fênix contra Bud. Em sua mente, Bud derrota Syd, mas por alguma razão, ele não pode dar-lhe o golpe final. Ikki então, descobre que Bud tentou ajudar Syd durante sua batalha contra Shun, embora ele negasse e afirmasse que queria ver seu irmão morto. Bud tenta atacar com o golpe Garras do Tigre das Sombras mas Ikki, consegue atingi-lo com o Ave Fênix e finalmente vence a luta, deixando o Guerreiro Deus muito ferido. De repente, Syd se levanta e parte para cima de Ikki, tentando prendê-lo para que Bud pudesse derrotá-lo. Syd está morrendo e por isso, o título de Guerreiro Deus de Zeta, seria de Bud de qualquer maneira. Ikki revela que Syd sempre soube da existência do seu irmão. Syd confirma isso, dizendo que ele e seus pais nunca pararam de se preocupar com Bud. Syd também está disposto a retribuir o seu irmão, pois Bud sempre o ajudou e além de tentar salvar sua vida, o amava secretamente. Ikki diz à Bud que não vai tentar parar o seu ataque, mas ele não consegue atacá-lo e desiste da luta. Syd morre naquele momento e Bud, percebe que o que prendia a ele era o amor que tinha por seu irmão. Enquanto isso, Hyoga desperta e usa todo o seu poder para destruir a parede de gelo criado por Bud e assim, abrir caminho para Seiya encontrar Hilda. Como Hyoga está esgotado, Seiya se levanta e parte sozinho para combater Siegfried, o último Guerreiro Deus. | |                                                                                       |                                               |
| 95 | "Nobre Herói! A Ressurreição do Guerreiro Lendário" Transliteração: "Kedakaki Yūsha! Yomigaeru Densetsu no Kishi" (em japonês: 気高き勇者! 甦える伝説の騎士)            | O Herói da Lenda Reviveu! A Espada de Odin                                            | 15 de Outubro de 1988 13 de Setembro de 1995  |
| Bud se retira com Syd em seus braços, com a esperança de acreditar no mundo em que Ikki diz lutar, onde os irmãos que estão separados, possam se reunir e viverem felizes. Bud dirige-se para enterrar seu irmão, esperando que eles possam renascer novamente como amigos. Ikki e Shun então, partem para encontrar Hilda. No caminho, eles encontram Hyoga, totalmente esgotado e resolvem levá-lo junto. Enquanto isso, Saori fica cada vez mais fraca, pois está usando todo o seu poder para deter as calotas polares. Seiya chega a sala do castelo onde está a estátua de Odin e finalmente se encontra com Hilda, mas agora terá de enfrentar o último e mais poderoso dos Guerreiros Deuses: Siegfried de Dubhe, da estrela Alpha. Siegfried é a reencarnação de um guerreiro com o mesmo nome, que se tornou imortal depois de derrotar um dragão e tomar banho com seu sangue. Siegfried se esquiva facilmente dos ataques de Seiya e consegue derrubá-lo com sua técnica Espada de Odin. Ikki, Shun e Hyoga chegam nesse momento. Ao mesmo tempo, Shiryu que havia desmaiado após sua batalha com Alberich, finalmente se levanta e parte para ajudar seus amigos. Ikki começa a enfrentar Siegfried, mas não é páreo para ele. Hyoga e Shun também são derrotados. Siegfried então, lamenta a morte de seu amigo Hägen e se lembra que eles eram os Guerreiros Deuses mais leais à Hilda e à Asgard. Seiya, no entanto, se levanta, pronto para lutar contra o Guerreiro Deus novamente. Siegfried começa a ter dúvidas sobre Hilda, após Seiya dizer que ela está possuída. Siegfried então, decide exterminar Seiya com o seu ataque mais poderoso, quando Shaina entra na frente para receber o golpe em seu lugar, porém, ambos são lançados para bem longe. | |                                                                                       |                                               |
| 96 | "Dragão contra Dragão! Uma Chance de Vencer em Cem Mil" Transliteração: "Ryū tai Ryū! Jyūmanbun no Ichiro no Shōki" (em japonês: 龍対龍! 十万分の一秒の勝機)            | Dragões em Luta Tudo por Tudo                                                         | 22 de Outubro de 1988 14 de Setembro de 1995  |
| Shiryu chega e começa a enfrentar Siegfried, sem sua Armadura de Bronze de Dragão. Shiryu começa a atacá-lo, mas não pode fazer nada contra o Guerreiro Deus e se pergunta se ele é realmente imortal, assim como a lenda. Siegfried ataca Shiryu com a Espada de Odin. Shiryu, desesperado, pensa em se sacrificar novamente utilizando o seu ataque suicida, o Último Dragão, quando o espírito de Shura conversa com ele e lhe diz para não fazer isso, caso contrário, deixará de proteger Athena e também destruirá a Safira de Odin. Shiryu então, se lembra dos ensinamentos do Mestre Ancião e recorda que assim como seu ancestral, Siegfried possuí um ponto fraco, semelhante ao do Cavaleiro de Dragão. Quando o ancestral de Siegfried matou o dragão e se banhou com seu sangue para se tornar imortal, uma folha de árvore caiu sobre seu corpo, na altura do coração, tornando essa parte desprotegida. Mais tarde, ele foi atingido naquele local por uma lança, atirada por um inimigo e morreu. Shiryu diz à Seiya para ele prestar muita atenção em sua luta e após queimar o seu Cosmo, consegue atingir Siegfried em seu ponto fraco, com o Cólera do Dragão. Contudo, Siegfried resiste ao ataque e derrota Shiryu com o Vendaval do Dragão. Apesar disso, o Guerreiro Deus se surpreende com a astúcia do Cavaleiro de Dragão. Mas Shiryu fica satisfeito, porque conseguiu mostrar à Seiya o ponto fraco de Siegfried e assim, desmaia, sem forças para continuar o combate. Seiya se levanta por causa do esforço de seus amigos, disposto a lutar mais uma vez com Siegfried. Enquanto isso, Hilda sente a presença de alguém, que talvez tenha alguma relação com o ser que lhe colocou o Anel de Nibelungo. Agora, Seiya tenta acertar o coração de seu inimigo, mas Siegfried é muito poderoso. | |                                                                                       |                                               |
| 97 | "Sirene! A Bela Melodia da Morte" Transliteração: "Seirēn! Utsukushiki Shi no Shirabe" (em japonês: 海魔女! 美しき死の調べ)                                             | Um Bruxo do Mar! A Canção da Morte O General de Sereia                                | 29 de Outubro de 1988 18 de Setembro de 1995  |
| Siegfried e Seiya se atacam usando suas técnicas e o Cavaleiro de Pégaso, consegue atingir o coração do Guerreiro Deus, de Alpha. Contudo, Siegfried ainda consegue resistir e golpeia Seiya, que parece não ter forças para continuar. No entanto Saori, Shiryu e seus amigos depositam confiança em Seiya e ele se levanta novamente, após queimar seu Cosmo. Siegfried se surpreende com a persistência do seu adversário e continua suas dúvidas sobre quem está representando a verdadeira justiça: se é mesmo Hilda ou então Athena. Hilda então, decide ela mesma acabar com Seiya, mas é impedida por Siegfried, que detém o seu ataque. Siegfried, determinado a descobrir toda a verdade, resolve usar toda a sua força no golpe final contra Seiya, que por sua vez, o contra-ataca com os Meteoros de Pégaso. Seiya, depois de queimar seu Cosmo ao máximo, consegue golpeiar mais uma vez o peito de Siegfried e finalmente o vence. Nessa hora, surge um homem tocando uma flauta mágica que se apresenta como um dos Generais Marinas de Poseidon, Sorrento de Sirene. Sorrento tinha vindo do Santuário Subaquático, sob às ordens de Poseidon e revela que o Deus do Mar tomou o controle de Hilda com o Anel de Nibelungo, a fim de governar o mundo e que também pretende matar Athena. Seiya tenta lutar contra Sorrento, mas este o ataca com sua música que afeta a mente do Pégaso, deixando-o vulnerável. Siegfried, após finalmente descobrir toda a verdade sobre Hilda, entrega sua Safira de Odin para Seiya e lhe confia o futuro de Asgard e do mundo. Em seguida, ele parte para cima de Sorrento, que o ataca com a Sinfonia Final da Morte. Assim como a Sirene da mitologia grega, o golpe de Sorrento atrai seus adversários com uma bela melodia. Porém, a música enfraquece os cinco sentidos do adversário, reduzindo o seu Cosmo a 1%. Siegfried cobre suas orelhas para evitar o ataque, mas seu esforço é inútil. Então, ele destrói seus tímpanos para parar de ouvir a música, mas Sorrento lhe diz, que o ataque vai diretamente para o cérebro, tornando assim, desnecessária qualquer tentativa de bloquear o som. Apesar disso, Siegfried continua seguindo em frente, até que finalmente, consegue prender Sorrento e usando suas últimas forças, utiliza um golpe suicida, subindo rapidamente para o céu e sacrificando-se, na tentativa de matar o General Marina. Seiya jura que a morte de Siegfried não será em vão e que depois dele derrotar Hilda, enfrentará Poseidon. Com todas as Sete Safiras de Odin nas mãos, Seiya agora deve enfrentar Hilda, a fim de salvar Athena. | |                                                                                       |                                               |
| 98 | "Aparição Milagrosa! O Robe de Odin" Transliteração: "Kiseki no Shutsugen! Ōdīn Rōbu" (em japonês: 奇跡の出現! オーディーンローブ)                                      | A Milagrosa Aparição da Armadura de Odin A Armadura de Odin                           | 5 de Novembro de 1988 19 de Setembro de 1995  |
| Hilda tenta matar Seiya com seu poder maligno. Seiya tenta derrotar a vilã, mas não pode matá-la, caso contrário, Asgard e o mundo estarão perdidos. Hilda ataca Seiya, que cai abaixo de um precipício entre a estátua de Odin e do Palácio Valhalla. Quando Seiya está prestes a desistir, o espírito de Saga de Gêmeos conversa com ele, lembrando-o da batalha de ambos e de como foi capaz de despertar o Sétimo Sentido para enfrentá-lo e salvar Athena. Renovado com as palavras de Saga, Seiya eleva seu Cosmo e consegue subir de volta, se dirigindo para a estátua de Odin. Hilda tenta impedir Seiya atacando-o. Nessa hora, Ikki, Shiryu, Hyoga e Shun se levantam e lutam contra Hilda para ajudar seu amigo. Quando finalmente chega até a estátua, Seiya pede a ajuda de Odin, mas nada acontece. De repente, as Safiras de Odin saem voando pelo ar e se reúnem em frente da estátua. Cada Safira é colocada na coroa de Odin. Assim, Seiya consegue vestir o Robe de Odin, com a lendária espada Balmung. Odin então, fala com Seiya através de seu Cosmo e diz-lhe para avançar e proteger Asgard. Com as forças e as crenças renovadas, Seiya ataca Hilda com a espada Balmung. | |                                                                                       |                                               |
| 99 | "Athena! A Nobre Prece Eterna" Transliteração: "Atena yo! Kedakaki Eien no Inori" (em japonês: アテナよ! 気高き永遠の祈り)                                              | Atena! Minha Oração por Você Vitória Amarga                                           | 12 de Novembro de 1988 20 de Setembro de 1995 |
| Seiya consegue destruir o Anel de Nibelungo e finalmente salva Hilda. O Robe de Odin remove-se do corpo de Seiya, que completou sua missão. No entanto, Hilda acaba desmaiando e Seiya fica com medo de tê-la matado, pois não era a sua intenção, afinal a sacerdotisa foi possuída por Poseidon e era inocente. Nesse momento, Athena, completamente exausta por usar toda a sua Cosmo Energia, cai no chão, sem forças. Asgard começa a desmoronar e a inundação parece iminente. Como a inundação continua, os cadáveres dos Guerreiros Deuses (incluindo Bud, que presumivelmente morreu na tempestade de neve) são mostrados. Quando Seiya crê que todos os sacrifícios foram em vão, o Cosmo de Hilda começa a se manifestar e ela se levanta. Em seguida, Hilda toma a espada Balmung e o Robe de Odin e começa a rezar, suplicando perdão por seus pecados. Seiya, Shaina, Marin e os outros Cavaleiros partem para resgatar Athena. Hilda chora ao lembrar da morte de Siegfried e dos Guerreiros Deuses e da humilhação que passou quando esteve sob o domínio do Deus Poseidon, implorando à Odin que permita que seu Cosmo salve Athena. A inundação, então para e Athena desperta, para o alívio de todos. Hilda pede desculpas a todos e se reconcilia com sua irmã Freya. As coisas parecem estar de volta ao normal, mas uma onda gigante atinge a todos. Quando acordam, eles percebem que Athena desapareceu. Por fim, Athena aparece inconsciente, nos braços do imperador do mar, Poseidon. | |                                                                                       |                                               |

## Saga de Poseidon
| N.º | Título original | Título no Brasil Título em Portugal                                     | Exibição original                             |
| --- | --- | ----------------------------------------------------------------------- | --------------------------------------------- |
| 100 | "O Imperador dos Mares Poseidon! Guerra Santa Novamente" Transliteração: "Kaiō Poseidon! Seisen Futatabi" (em japonês: 海皇ポセイドン! 聖戦ふたたび)                        | Poseidon, o Imperador do Oceano O Abismo Misterioso                     | 19 de Novembro de 1988 21 de Setembro de 1995 |
| No mundo inteiro, começam a ocorrer fortes chuvas e inundações. Tatsumi, Jabu e os outros Cavaleiros de Bronze estão conscientes do pânico e procuram saber o que está acontecendo. Em Asgard, Seiya e Shun voltam até o lugar onde estão Hilda e Freya, com nenhum vestígio do paradeiro de Athena, mas acreditam que Poseidon levou-a para o seu Santuário Subaquático. Athena acorda e encontra Poseidon, mas ela o reconhece como Julian Solo. Saori o conheceu, durante a festa de aniversário de 16 anos de Julian. A família Solo é uma das mais ricas do império marítimo do mundo e Julian, é seu herdeiro. Quando conheceu Saori, Julian a pediu em casamento mas foi rejeitado. Nessa mesma noite, Julian descobriu que ele é a reencarnação de Poseidon, o Deus dos Mares e mais tarde, ficou sabendo que Saori é a reencarnação de Athena, a Deusa da sabedoria. Por causa disso, Julian compreendeu que ele e Saori estavam destinados a se tornarem inimigos. Assim, Poseidon revela suas verdadeiras intenções: acabar com a humanidade através de chuvas torrenciais e inundações devastadoras para que então, comece uma nova era, onde ele e Athena governem a Terra juntos. Depois de tudo, Julian continua apaixonado por Saori. Contudo, Saori o rejeita mais uma vez e está disposta a sacrificar-se para deter suas ambições, enquanto espera a chegada de seus Cavaleiros de Bronze para resgatá-la. Poseidon, também revela que planejou o conflito em Asgard e esperava que o Cosmo de Athena sucumbisse. De volta a Asgard, Hilda e Freya descobrem textos antigos que revelam um caminho para o Santuário de Poseidon. O caminho é um redemoinho gigante e assim, Seiya e Shun saltam dentro dele. Eles chegam ao Santuário debaixo d'água e encontram Thetis de Sereia, uma guerreira leal à Poseidon. Seiya e Shun a perseguem, com a intenção de obrigá-la a dizer onde Saori está. Thetis usa sua técnica Cilada de Coral. Nessa hora, surge o General Marina de Dragão Marinho, que ataca os Cavaleiros de Bronze. | |                                                                         |                                               |
| 101 | "Destruam! Os Gigantescos Pilares dos Sete Mares" Transliteração: "Uchikudake! Nanatsu no Umi no Manmosu Pirā" (em japonês: 打ち砕け! 七つの海の巨大柱)                     | Destruam Todos os Pilares dos Sete Mares! Os Pilares dos Sete Mares     | 26 de Novembro de 1988 25 de Setembro de 1995 |
| Os Cavaleiros de Bronze se levantam e exigem saber onde Athena está, mas o Dragão Marinho está desapontado porque esperava encontrar os Cavaleiros de Ouro. Então, ele manda os seus subordinados Marinas acabarem com Seiya e Shun, porém, todos são derrotados em poucos segundos pelos dois Cavaleiros. Enquanto isso, Poseidon leva Athena para um lugar onde ela terá a chance de salvar a humanidade, sacrificando sua vida. Poseidon explica que o Santuário Subaquático possuí sete Pilares que sustentam os sete mares: o Pacífico Norte, Pacífico Sul, Atlântico Norte, Atlântico Sul, Oceano Índico, Oceano Ártico e Oceano Antártico. O oitavo Pilar se localiza no Oceano Central, que é o que mantém o mar em sua totalidade e também, é o principal de todos. Se ele for destruído, o Santuário Subaquático deixará de existir. A água que chove sobre a Terra cai sobre Athena, que agora está presa no interior do Pilar Principal e com isso, a sala ficará inundada e irá afogar a Deusa. Além disso, os sete Pilares estão sendo protegidos pelos Generais Marinas, os guerreiros do mais alto escalão de Poseidon, que segundo ele, são tão ou até mais poderosos que os Cavaleiros de Ouro. O Dragão Marinho volta para guardar o seu Pilar enquanto Thetis explica à Seiya e Shun, que Saori está se sacrificando no Pilar Principal. A única maneira dos Cavaleiros de Bronze resgatarem Athena é destruindo o Pilar Principal, mas para isso, precisam aniquilar os outros sete Pilares e derrotarem os sete Generais Marinas. Com sua missão clara, Seiya e Shun se separam e partem para os oceanos. Em Rozan, Kiki leva Shiryu de volta para Asgard que também chega ao Santuário de Poseidon. Depois de derrotar mais soldados Marinas, Seiya chega ao Pilar do Pacífico Norte. Ele lança um ataque para destruir o pilar, mas acaba sendo bloqueado por Baian, o General Marina de Cavalo Marinho. Hyoga volta à Asgard e também mergulha no redemoinho, que o levará até o Santuário de Poseidon. Seiya tenta combater Baian com os Meteoros de Pégaso, mas este consegue bloquear os seus golpes com uma barreira invisível. Baian então, golpeia Seiya com o seu Sopro Divino. | |                                                                         |                                               |
| 102 | "Brilho Misterioso! A Armadura de Bronze Dourada" Transliteração: "Shinpi no Kagayaki! Kin'iro no Buronzu Kurosu" (em japonês: 神秘の輝き! 金色の青銅聖衣)                  | O Misterioso Brilho Dourado da Armadura de Bronze O Brilho Misterioso   | 3 de Dezembro de 1988 26 de Setembro de 1995  |
| Seiya é atacado duas vezes pelo Sopro Divino de Baian e ainda sim, consegue resistir ao combate. Baian, decide usar o seu ataque mais poderoso, Ventos de Furacão, que envia Seiya por todo o caminho até a superfície do Oceano Pacífico. Seiya, no entanto, consegue retornar ao campo de batalha, determinado a vencer. Por causa da luta que teve com o Cavaleiro de Prata, Misty de Lagarto, Seiya é capaz de romper a parede defensiva de Baian. Shun chega ao Pilar do Pacífico Sul e encontra uma mulher misteriosa, que se transforma em um demônio. Ela o ataca, mas Shun é capaz de se defender com a Defesa Circular. Por fim, surge o General Marina, Io de Scylla, que começa a enfrentar Shun. Voltando no Pilar do Pacífico Norte, a Armadura de Bronze de Seiya, começa a brilhar como uma Armadura de Ouro. Seiya explica que isso ocorreu devido o sangue dos Cavaleiros de Ouro, que reviveram as Armaduras de Bronze e assim, elas se transformaram nas de Ouro, por alguns minutos. Grato pelo que os Cavaleiros de Ouro fizeram por ele, Seiya ataca novamente Baian. Enquanto isso, Thetis fica no caminho de Shiryu, mas Kiki consegue distraí-la com sua telecinese e assim, o Dragão parte para os Pilares. Kiki, no entanto, é apenas um aspirante de Cavaleiro e não é páreo para a sereia. Baian fica confuso sobre Seiya ganhar vantagem sobre ele e assim, as Escamas de Cavalo Marinho começam a rachar, devido aos Meteoros de Pégaso. Baian ataca novamente, mas agora suas técnicas são inúteis contra Seiya. Após queimar seu Cosmo ao máximo, Seiya atinge o Sétimo Sentido e sua Armadura de Pégaso se torna dourada novamente. Com um poderoso Cometa de Pégaso, Seiya derrota Baian. Shiryu e Hyoga chegam nesse momento e encontram Seiya que explica tudo para eles. Os Cavaleiros de Bronze, então, dirigem-se a diferentes Pilares enquanto Seiya fica para trás, pois ainda não destruiu o pilar do Pacífico Norte. | |                                                                         |                                               |
| 103 | "Cuidado, Shun! As Presas da Besta Demoníaca" Transliteração: "Ayaushi Shun! Osorubeki Majū no Kiba" (em japonês: 危うし瞬! 恐るべき魔獣の牙)                               | Shun é Atacado pelas Seis Bestas de Scylla A Teia de Andrómeda          | 10 de Dezembro de 1988 27 de Setembro de 1995 |
| Seiya tenta destruir o Pilar do Pacífico Norte, mas seus golpes nem sequer conseguem arranhá-lo. Baian, antes de morrer, diz à Seiya que ele nunca será capaz de destruir o Pilar. Enquanto isso, Kiki é salvo por Shaina de Serpentário, que trouxe a Armadura de Ouro de Libra com ela, sob às ordens do Mestre Ancião. Seiya planeja destruir o Pilar utilizando o seu próprio corpo, mas Kiki o impede a tempo e lhe entrega a Armadura de Libra. Shaina fica para trás para lutar contra Thetis. Usando o escudo direito da Armadura de Libra, Seiya finalmente destrói o Pilar do Pacífico Norte. Como o Pilar é destruído, o Santuário treme e uma parte do mar desce. Os Cavaleiros e Thetis percebem que o primeiro Pilar foi destruído também. Hyoga e Shiryu se separaram para irem para diferentes Pilares. Seiya diz à Kiki para encontrar Shun e lhe entregar a Armadura de Libra. Ao mesmo tempo, Shun que luta contra Io, lembra da lenda de Scylla, a mulher que se transformava em seis bestas horríveis (águia, lobo, abelha rainha, serpente, vampiro e urso) e quando um navio navegou perto de sua toca, os marinheiros conhecerão os seus horríveis destinos. Io de Scylla começa seu ataque com a Águia Poderosa e quebra a defesa de Shun. Em seguida, ele usa os golpes Fúria do Lobo, Ferrão da Abelha Rainha e Serpente Assassina, que ferem gravemente Shun. Depois disso, Io utiliza o Ataque Vampiro, que faz Shun perder uma grande quantidade de sangue. Finalmente, Io dispara o Urso Infernal e aparenta ter a luta ganha. No entanto, o General Marina não atacou Shun com sua força total, pois queria permitir ao Cavaleiro de Andrômeda, a "honra" de escolher o ataque que iria matá-lo. Quando Io tenta usar novamente o Ferrão da Abelha Rainha, Shun utiliza suas correntes que se transformam em uma Teia de Aranha de Andrômeda. Assim, Shun consegue se proteger do ataque mortal de Scylla, permitindo-lhe destruir sua abelha rainha. | |                                                                         |                                               |
| 104 | "Morte à Besta Demoníaca! A Indestrutível Corrente Dourada" Transliteração: "Majū Shishubeshi! Fumetsu no Gōrudo Chēn" (em japonês: 魔獣死すべし! 不滅の黄金鎖)             | Morte às Bestas pela Poderosa Corrente Dourada O Nascimento de Poseidon | 17 de Dezembro de 1988 28 de Setembro de 1995 |
| Io de Scylla tenta atacar com a Águia Poderosa, quando Shun utiliza a Rede de Andrômeda e destrói a águia. Shun não quer lutar, mas Io não desiste e continua atacando-o com a Serpente Assassina. Shun a destrói com a Espiral de Andrômeda. Ao mesmo tempo, Poseidon fala com Athena sobre a noite em que se conheceram. Julian Solo tinha ido para o Cabo Sounion e encontrou o tridente de Poseidon. Thetis apareceu e lhe disse que Poseidon estava reencarnado nele e levou-o para o Santuário Submarino, para que ele o governasse. As Escamas de Poseidon cobriram Julian e a partir deste dia, passou a governar os Oceanos, disposto a destruir a humanidade por contaminar o planeta dos Deuses concedidos a eles. No entanto, Athena ainda tem fé em seus Cavaleiros. Io segue atacando com o Ataque Vampiro, mas Shun consegue impedi-lo com o Boomerang de Andrômeda. Io utiliza a Fúria do Lobo e Shun consegue destruir o ataque com a Armadilha de Andrômeda. Finalmente, Io usa o Urso Infernal e Shun se defende com a Grande Captura de Andrômeda, destruindo assim, as Seis Bestas de Scylla e quebrando suas Escamas. Shun, agora se concentra em destruir o Pilar do Pacífico Sul, mas seus ataques não funcionam. Io, decide usar o seu golpe mais poderoso e ataca Shun com o Tornado Violento. Enquanto isso, Shiryu chega até o Pilar do Oceano Índico e começa a enfrentar Krishna de Chrysaor e sua Lança de Ouro. Shun se levanta e continua tentando destruir o Pilar, para a grande surpresa de Io. Decidido a matar Shun de uma vez por todas, Io tenta utilizar o Tornado Violento novamente, quando Andrômeda consegue capturar Scylla. Nessa hora, a Armadura de Bronze de Shun também se torna de Ouro. | |                                                                         |                                               |
| 105 | "Excalibur! O Espírito de Shura no Braço Direito" Transliteração: "Ekusukaribā! Uwan ni Yadoru Shura no Tamashī" (em japonês: 聖剣! 右腕に宿るシュラの魂)                   | Excalibur Habita no Braço de Shiryu Excalibur!                          | 24 de Dezembro de 1988 2 de Outubro de 1995   |
| Shun percebe que sua Armadura se tornou dourada devido o sangue dos Cavaleiros de Ouro, mas Io de Scylla, lhe assegura que o Pilar jamais será destruído. Nem mesmo os Cavaleiros de Ouro podem fazê-lo. Shun decide sacrificar sua vida para tentar destruir o Pilar, quando Kiki chega a tempo de impedi-lo e lhe entrega a Armadura de Ouro de Libra. Usando o nunchaku direito, Shun finalmente consegue derrubar o Pilar, mas Io sacrifica-se para salvá-lo, sem sucesso. Antes de morrer, Io diz a Shun que ele não deve ter compaixão para com os seus inimigos ou então, acabará perdendo a sua vida também. Enquanto isso, Shiryu continua sua batalha com Krishna de Chrysaor, no Pilar do Oceano Índico. Krishna utiliza sua Lança Relâmpago e consegue atravessar o Escudo do Dragão e o corpo de Shiryu. O Cavaleiro de Bronze mantém a lança em seu corpo em uma tentativa de quebrá-la, mas não consegue. Quando a esperança parece perdida, o espírito de Shura de Capricórnio, conversa com Shiryu e lhe revela uma coisa que fez, quando salvou sua vida. Shura usou o poder que lhe restava para fortalecer o braço direito de Shiryu, o que lhe permite usar a lendária espada, Excalibur. Shiryu se levanta e enfrenta Krishna novamente. Ambas as armas se chocam, mas o escudo consegue parar a lança. O escudo e a Armadura de Dragão se tornam dourados e Shiryu, tenta usar a Excalibur, mas o golpe não funciona. Krishna acredita que Shiryu depende muito de sua Armadura e assim, o Dragão decide removê-la, arriscando sua vida para despertar a Excalibur. Finalmente, Shiryu consegue cortar a lança de Krishna, juntamente com as Escamas de Chrysaor. Shiryu pede Krishna para se render, mas de repente, este senta em posição de lótus e medita em plena levitação pelo ar, graças ao seu Kundalini, desencadeando um poderoso Cosmo. | |                                                                         |                                               |
| 106 | "Sonho Cruel! Encontro com o Odor da Morte" Transliteração: "Yume Muzan! Saikai wa Shi no Nioi" (em japonês: 夢無残! 再会は死の匂い)                                        | Seiya Encontra o seu Ente Mais Querido A Armadilha dos 7 Pilares        | 14 de Janeiro de 1989 3 de Outubro de 1995    |
| Krishna utiliza o seu golpe mais poderoso, o Maha Roshini e assim, alcança o seu mantra passado, conseguindo criar uma barreira inquebrável, que impede os ataques de Shiryu. Mesmo utilizando o Cólera do Dragão, Shiryu não é capaz de quebrar a barreira. Krishna explica que seu Cosmo, conhecido como Chakra, é formado por sete pontos vitais. A menos que Shiryu destrua esses pontos, a barreira não será quebrada. Além disso, o golpe cria uma explosão de cosmo-energia, propagando poderosos feixes de luzes intensos. Shiryu tenta atacá-lo mais uma vez, quando acaba sendo atingido pela barreira e com isso, fica cego novamente. Quando a batalha parece perdida, Shiryu invoca Athena, queima seu Cosmo ao máximo e assim atinge o Sétimo Sentido, conseguindo com isso, enxergar os sete pontos vitais de Krishna. Usando todo o poder da Excalibur, Shiryu finalmente destrói todos os pontos vitais de uma vez só e assim, consegue matar Krishna. A barreira de Krishna era tão forte que pôde reduzir o poder de impacto da Excalibur, porque do contrário, ele seria partido em dois. Ao mesmo tempo, Hyoga chega ao Pilar do Oceano Antártico, mas, se surpreende ao encontrar ninguém menos que Camus de Aquário. Hyoga o ataca sabendo que ele é um impostor, já que o verdadeiro Camus morreu na Batalha das 12 Casas. Contudo, o inimigo bloqueia o seu ataque e tentando provar que ele é realmente Camus, ataca Hyoga usando a Execução Aurora. Hyoga fica comovido ao acreditar que seu mestre ainda está vivo. Kiki chega ao Pilar do Oceano Índico e encontra Shiryu. O Cavaleiro de Dragão usa a espada de Libra e destrói o Pilar do Oceano Índico. Enquanto isso, Seiya também chega ao Pilar do Oceano Antártico e encontra Marin, dizendo-lhe para voltar com ela. Seiya acha estranho, uma vez que Marin nunca expressou suas emoções. Marin revela que ela é Seika, a irmã perdida de Seiya e assim, remove sua máscara, para lhe mostrar que é verdade. Ela abraça Seiya que fica sem reação. Muito feliz por finalmente ter encontrado sua irmã, Seiya a abraça de volta, contudo, uma sombra sinistra aparece. Shun também chega ao Pilar do Oceano Antártico e se surpreende ao encontrar Seiya e Hyoga derrotados, com apenas um golpe. De repente, Ikki aparece atrás dele e o ataca. | |                                                                         |                                               |
| 107 | "Caçador de Corações! O Impiedoso Lymnades" Transliteração: "Kokoro no Karyūdo! Ryumunadesu Mujō" (em japonês: 心の狩人! リュムナデス無情)                                  | Lymnades, o Malvado O Demónio das Águas                                 | 21 de Janeiro de 1989 4 de Outubro de 1995    |
| Shun se surpreende com Ikki e pergunta a ele, o porquê de estar atacando-o. Ikki, de repente, se transforma e revela sua verdadeira identidade: Kasa de Lymnades. Este General Marina possui a capacidade de ler as mentes de seus inimigos e assim, pode assumir a aparência de seus entes queridos. Camus e Seika foram os disfarces utilizados por Kasa para derrotar Hyoga e Seiya. Shun ataca Kasa por ferir seus amigos e enganar seus corações. Kasa é capturado pela Corrente de Andrômeda, mas então, ele se transforma em Ikki novamente, uma vez que sabe que Shun não conseguirá atacá-lo. Por fim, Kasa utiliza o golpe Salamandra Satânica e derrota Shun. Quando o General Marina está prestes a desferir o golpe final contra Shun, ele sente um poderoso Cosmo vindo em sua direção, que o golpeia. Este Cosmo pertence a Ikki, que veio para socorrer Shun e os outros. Kasa é atingido pelo Golpe Fantasma de Fênix de Ikki e na ilusão, ele se recusa a lutar contra si mesmo. Decidido a se vingar de Kasa por este brincar com os sentimentos dos seus amigos e do seu irmão, Ikki golpeia ferozmente o General Marina de Lymnades. Kasa tenta atacar com a Salamandra Satânica, mas seu golpe é facilmente bloqueado por Ikki, que o contra-ataca com seu Ave Fênix, mostrando sua superioridade. Kasa desesperado, se transforma em Shun, na esperança de derrotar Ikki. Porém, para sua decepção, Ikki não é iludido e assim, o Fênix golpeia Kasa fortemente no coração, causando-lhe a sua morte. Antes de morrer, Kasa consegue ler a mente de Ikki e encontra em sua memória, a mulher que ele sempre amou e jamais esqueceu, Esmeralda. Kasa então, imagina como seria, se ele tivesse matado Ikki através dessa ilusão. Ikki reconhece que se Kasa tivesse descobrido sobre Esmeralda anteriormente, ele estaria morto por causa de sua ilusão, mas Lymnades foi muito ingênuo ao se transformar em Shun, que estava caído no chão, desmaiado. Kiki chega ao Pilar do Oceano Antártico e entrega a Armadura de Libra para Ikki. O Cavaleiro de Fênix consegue parar o sangramento das feridas de seus amigos e usa o Tridente de Libra para destruir o Pilar do Oceano Antártico. | |                                                                         |                                               |
| 108 | "Isaac! O Homem com o Coração de Gelo" Transliteração: "Aizakku! Kōri no Kokoro wo Motsu Otoko" (em japonês: アイザック! 氷の心を持つ男)                                    | Isaak, o Homem que Esqueceu os Sentimentos Isaak, o Traidor             | 11 de Fevereiro de 1989 5 de Outubro de 1995  |
| Ikki decide ir sozinho para o Templo de Poseidon e deixa seus amigos para trás. Ele também diz à Kiki que, se os Cavaleiros vivem ou morrem, isso dependerá da força de seus respectivos Cosmos. Ikki parte para o Templo de Poseidon, esperando que seus amigos se recuperem logo e se concentra em salvar Athena. Hyoga se levanta nesse momento, fraco e totalmente humilhado, por ter sido salvo por Ikki. Hyoga decide controlar suas emoções e ser forte durante a batalha, exatamente como Camus lhe ensinou. Ele então, chega até o Pilar do Oceano Ártico e sente um ar frio familiar. O General Marina desse Pilar aparece e revela ser Isaac de Kraken, o colega de treinamento de Hyoga, quando este treinou com o Cavaleiro de Cristal. Isaac começa a atacar Hyoga, que confuso, se pergunta porque ele mudou, deixando de lutar pela justiça. Quando crianças, Isaac e Hyoga eram amigos e cresceram juntos, durante o passar dos anos, no treinamento com o Cavaleiro de Cristal. O sonho de Isaac era tornar-se um poderoso Cavaleiro e lutar por justiça para proteger a Terra. Isaac pensava que o objetivo de Hyoga também fosse o mesmo. No presente, Hyoga nota que Isaac perdeu seu olho esquerdo e que agora possui uma grande cicatriz. Hyoga sente muita pena de Isaac e lhe permite que ele destrua um de seus olhos. Isaac, no entanto, consegue apenas ferir sua pálpebra. O General Marina então, lembra Hyoga da lenda de Kraken. O Kraken era um monstro marinho usado para devorar navios de uma só vez, mas atacava apenas as pessoas com más intenções. Isaac queria ter a crueldade do Kraken para derrotar o mal e lutar pela paz. Um dia, Isaac descobriu a verdadeira razão para Hyoga se tornar um Cavaleiro. Hyoga queria possuir o poder de um Cavaleiro do Frio, para ser capaz de destruir o gelo onde estava o navio afundado com sua falecida mãe. Irritado e decepcionado, Isaac ataca Hyoga, mas, ao mesmo tempo, mostra-lhe como quebrar as calotas. Isaac também alertou Hyoga que, se ele nadasse para o fundo, uma forte correnteza de gelo iria prendê-lo e ele nunca mais conseguiria voltar. Hyoga conseguiu quebrar a calota de gelo, mas quando estava prestes à encontrar sua mãe, acabou sendo pego pela forte correnteza. Isaac chegou nesse momento e nadou para baixo afim de resgatar seu amigo, que tinha ficado inconsciente. De repente, a correnteza pegou ambos. O olho de Isaac foi ferido por uma estalactite e ele tentou desesperadamente, quebrar um buraco na camada de gelo. Isaac conseguiu salvar Hyoga, mas acabou sendo arrastado através do oceano, que o levou até o Santuário de Poseidon. Isaac descobriu meses depois, que Hyoga se tornou o Cavaleiro de Bronze de Cisne e que lutou contra o Santuário, matando assim, os seus dois mestres: o Cavaleiro de Cristal e Camus de Aquário. Foi quando Isaac decidiu se tornar um General Marina. Após lhe contar tudo, Isaac ataca o seu ex-amigo com o golpe Aurora Boreal. | |                                                                         |                                               |
| 109 | "Aguente Firme, Kiki! Uma Triste Batalha Mortal" Transliteração: "Ganbare Kiki! Kanashiki Shitō" (em japonês: がんばれ貴鬼! 哀しき死闘)                                     | Tome Cuidado Ikki! Outra Triste Batalha Mortal Uma Nova Vitória         | 18 de Fevereiro de 1989 9 de Outubro de 1995  |
| Hyoga tenta dizer à Isaac que ele está errado, mas este insulta os seus antigos mestres, afirmando que eles não eram fortes o suficiente para proteger o mundo. Shun se recupera e diz à Kiki para encontrar Hyoga, enquanto ele parte para o próximo Pilar. Isaac continua atacando Hyoga, conseguindo nocauteá-lo. Nessa hora, Kiki aparece e Isaac o ataca, afim de pegar a Armadura de Libra e impedir a destruição de mais Pilares. Kiki se recusa a deixar a caixa, enquanto Issac o pisa, impiedosamente. Kiki está arriscando a si mesmo, assim como seus amigos, pois ele tem a esperança de se tornar um Cavaleiro de Athena algum dia. Hyoga então, se levanta e deixa Kiki descansando, enquanto enfrenta Isaac novamente. Hyoga queima seu Cosmo ao máximo até atingir o Sétimo Sentido e ataca Isaac com o Pó de Diamante. Isaac se recupera e vê as imagens de Cristal e Camus por trás de Hyoga. Isaac tenta atacar novamente, mas Hyoga bloqueia seus golpes. A Armadura de Cisne então, se transforma em Ouro. Hyoga tenta mais uma vez, convencer Isaac de desistir da luta. No Santuário de Athena, Mu de Áries e Aiolia de Leão, sentem os Cosmos dos Cavaleiros de Bronze no Santuário de Poseidon. Aiolia pretende ajudar os Cavaleiros de Bronze, mas Mu o impede, por causa das ordens do Mestre Ancião, para que eles permanecessem no Santuário. Isaac prepara mais uma Aurora Boreal, enquanto Hyoga, não vê outra escolha, a não ser utilizar a Execução Aurora e com isso, o derrota. Isaac, prestes a morrer, fica orgulhoso de Hyoga, que finalmente conseguiu deixar de lado seus sentimentos. Hyoga usa o Tonfá de Libra para destruir o Pilar do Oceano Ártico. Antes de morrer, Isaac adverte Hyoga sobre o homem que começou esta batalha horrível. Ikki se dirige para o Templo de Poseidon, quando surge em seu caminho para impedi-lo, o General Marina de Dragão Marinho. | |                                                                         |                                               |
| 110 | "Ouçam! A Bela Canção de Athena" Transliteração: "Kike! Utsukushiki Atena no Utagoe" (em japonês: 聞け! 美しきアテナの歌声)                                                 | Ouça a Bela Canção de Atena! O Canto de Atena                           | 25 de Fevereiro de 1989 10 de Outubro de 1995 |
| Ikki começa a enfrentar o Dragão Marinho e percebe que seu inimigo possui um Cosmo que não lhe é estranho. O General Marina ataca Ikki utilizando o seu golpe mais poderoso: a Explosão Galáctica. Ikki é lançado para bem longe, mas consegue sobreviver e exige que o Dragão Marinho lhe revele sua verdadeira identidade. O Dragão Marinho, então tira o seu capacete e revela ser Kanon, o irmão gêmeo de Saga de Gêmeos. A diferença entre os dois irmãos, é que enquanto Saga possuía duas faces, uma boa e outra má, Kanon possui apenas uma, que é a pura maldade. Kanon envia Ikki para outra dimensão, usando seu Triângulo Dourado, que se assemelha ao Triângulo das Bermudas. Em seguida, ele afirma que irá governar tanto a terra quanto o mar. Seiya se recupera do ataque de Kasa de Lymnades, após sentir o Cosmo enfraquecido de Saori. Shaina ainda está lutando contra Thetis e consegue derrotá-la com suas Garras de Trovão. Shaina chega ao templo de Poseidon confiante, pois acredita que Julian Solo é apenas um homem normal que nunca teve qualquer formação como um Cavaleiro. Mas, logo ela percebe o seu erro, quando o Deus dos Mares expõe um poderoso Cosmo, tão forte quanto o de Athena. Shaina tenta atacar, mas Poseidon a imobiliza e a derrota facilmente. Seiya sente o Cosmo de Shaina enfraquecendo e parte para o Templo de Poseidon. Shiryu se recupera de sua batalha com Krishna de Chrysaor e parte para o Templo também. Kanon afirma que fazia parte do seu plano a morte dos Generais Marinas. De repente, ele se encontra com Sorrento de Sirene, que sobreviveu à sua batalha contra Siegfired de Dubhe, de Alpha. Sorrento tem dúvidas se Poseidon realmente começou esta batalha e exige saber a identidade de Kanon e seu envolvimento nisso. Eles, então, sentem um poderoso Cosmo e voltam para proteger os seus Pilares. Shun chega ao Pilar do Atlântico Sul e se surpreende ao encontrar Sorrento, ainda vivo. O General Marina de Sirene, então explica o que o ocorreu. Em sua batalha com Siegfried, Sorrento se soltou e fugiu de seu alcance, o que significa, que o sacrifício do Guerreiro Deus, foi em vão. Shun é atacado pela Sinfonia Final da Morte, mas consegue ser salvo, quando Sorrento interrompe sua música, ao ouvir o canto de Athena no Pilar Principal. | |                                                                         |                                               |
| 111 | "Amigos! Até Mesmo na Hora da Morte" Transliteração: "Tomo yo! Shinu Toki wa Issho da" (em japonês: 友よ! 死ぬ時は一緒だ)                                                   | Amigos Quando Morrem, Morrem Juntos! Um Combate Desesperado             | 11 de Março de 1989 11 de Outubro de 1995     |
| Athena é ouvida por todo Santuário Subaquático. Enquanto isso, Seiya chega ao Templo de Poseidon e encontra Shaina inconsciente. Ele então, descobre que o Pilar Principal está quase cheio de água e que Saori está prestes a morrer. Seiya tentar atacar o Deus dos Mares, mas seus ataques se voltam contra ele mesmo. Poseidon, em seguida, destrói facilmente a Armadura de Pégaso e quando tenta acabar com Seiya, Shiryu chega a tempo de protegê-lo. No Santuário, Milo de Escorpião, Shaka de Virgem e Aldebaran de Touro, se reúnem em torno de Mu e Aiolia. Shiryu tenta atacar Poseidon, sem sucesso. Hyoga também chega, disposto a sacrificar sua vida, junto com seus amigos. Poseidon atinge os três Cavaleiros de Bronze, conseguindo destruir as Armaduras de Dragão e Cisne. Athena, por sua vez, continua cantando, mostrando que ainda está viva e lutando para salvar a Terra. Seiya se levanta de novo, pronto para lutar. Mu impede novamente Aiolia de tentar sair do Santuário, ameaçando-o, que se fosse preciso, mataria o Cavaleiro de Leão. A razão para isso, é que os Cavaleiros de Ouro foram proibidos pelo Mestre Ancião de deixarem suas Casas, por algum motivo ainda não explicado. Nessa hora, um poderoso Cosmo emerge da Casa de Sagitário e se dirige até o Santuário de Poseidon. É o espírito de Aiolos, que tinha enviado a Armadura de Ouro de Sagitário, para proteger Seiya. Enquanto isso, Shun tenta lutar contra Sorrento, mas não consegue impedir a Sinfonia Final da Morte. De repente, Shun queima seu Cosmo ao máximo e atinge o Sétimo Sentido, disparando a Corrente Nebulosa contra Sorrento, impedindo assim, os seus movimentos. Shun implora à Sorrento para render-se, dizendo que este não é uma pessoa má, especialmente porque consegue tocar uma bela melodia e possui um espírito nobre. Sorrento, no entanto, o ignora e quando tenta atacá-lo novamente, acaba sendo derrotado pela Tempestade Nebulosa de Shun. | |                                                                         |                                               |
| 112 | "Duas Almas! O Mistério da Ressurreição de Poseidon" Transliteração: "Futatsu no Tamashī! Poseidon Fukkatsu no Nazo" (em japonês: ふたつの魂! 海皇復活の謎)                 | O Mistério do Renascer de Poseidon A Urna de Atena                      | 18 de Março de 1989 12 de Outubro de 1995     |
| Shun consegue lançar Sorrento para bem longe. Kiki, em seguida, chega ao Pilar do Atlântico Sul e entrega para Shun, a barra tripla de Libra. Shun consegue destruir o Pilar e cai no chão, sem forças. Enquanto isso, Seiya tenta atacar novamente, mas Poseidon envia seus ataques de volta contra ele. Ao mesmo tempo, no Pilar do Atlântico Norte, Ikki consegue voltar e confronta Kanon, dizendo que Saga era mais forte do que seu irmão. Depois de bloquear a Explosão Galáctica, Ikki usa o Golpe Fantasma de Fênix em Kanon e assim, o faz revelar seu segredo. Há 13 anos, Kanon tentou convencer seu irmão, Saga, para matar Athena, que era um bebê na época e também, para assassinar o Grande Mestre que tinha escolhido Aiolos como seu sucessor. Saga, em resposta, prendeu seu irmão na prisão de Cabo Sounion, local onde Athena prendia seus inimigos de guerras antigas. Saga esperava que o mau coração de Kanon fosse purificado com o perdão da Deusa. Kanon, por sua vez, assegurou à Saga que o seu coração era tão mal quanto o dele e que os dois eram iguais. Naquele momento, o mal dentro de Saga despertou (o que mais tarde, começou com seu o reinado de terror no Santuário). Saga então, abandonou Kanon à própria sorte, que por sua vez, jurou algum dia matá-lo e também Athena. Durante seu tempo na prisão, Kanon quase morreu várias vezes, mas um suave Cosmo salvou sua vida. Um dia, Kanon encontrou o Tridente de Poseidon selado por Athena na prisão. Kanon retirou o selo e foi arrastado para o Santuário de Poseidon. Depois de entrar no templo, Kanon acidentalmente libertou a alma de Poseidon e fingindo ser o General Marina de Dragão Marinho, informou o Deus dos Mares que Atena reencarnou na Terra. Poseidon disse à Kanon que sempre quando revive, ele assume o corpo de um membro da família Solo. Neste caso, o membro da família Solo tinha apenas três anos de idade e era Julian. Como Athena ainda era um bebê, ela não poderia fazer nada, enquanto Poseidon dormia no corpo de Julian. Por fim, Poseidon disse à Kanon para acordá-lo em treze anos, que foi quando os Marinas se reuniram. Com Poseidon voltando à dormir, Kanon vestiu as Escamas de Dragão Marinho e assim, conseguiu manipular Julian e os Generais Marinas, com planos para governar tanto a terra quanto o mar. Kanon pretende manter Poseidon dormindo para sempre, enquanto ele domina o mundo. Agora que Ikki sabe da verdade, Kanon está decidido a acabar com ele. No templo de Poseidon, Seiya se levanta de novo e se prepara para disparar a flecha de Sagitário contra o Deus do mar. | |                                                                         |                                               |
| 113 | "Acerte Poseidon! A Flecha Dourada" Transliteração: "Poseidon wo Ute! Ōgon no Ishi" (em japonês: 海皇を射て! 黄金の一矢)                                                    | Flecha Dourada Ataca Poseidon A Flecha Ensanguentada                    | 25 de Março de 1989 16 de Outubro de 1995     |
| Seiya dispara a flecha de Sagitário, mas Poseidon pode controlá-la e a atira de volta contra o coração do Pégaso. Milagrosamente, Seiya sobrevive, graças a Armadura de Ouro. Seiya dispara novamente e Poseidon controla a flecha, com Shaina sendo atingida dessa vez. A Amazona está disposta a se sacrificar por Seiya, dizendo para ele disparar a flecha mais uma vez. Poseidon consegue controlar a flecha novamente, mas é Seiya quem protege Shaina dessa vez. Shiryu se levanta e também é atingindo, protegendo os dois. Hyoga também se levanta e tanto ele quanto Shiryu, estão decididos a servirem de escudos para Seiya. Nessa hora, Shun aparece no Templo de Poseidon e se junta aos seus amigos para proteger Seiya. Os Cavaleiros então, depositam todo o seu Cosmo na flecha de Sagitário. Seiya dispara a flecha uma última vez, esperando que ela não retorne. Poseidon é incapaz de controlá-la e acaba sendo atingido por ela, com seu capacete sendo derrubado. Poseidon fica inconsciente e começa a sangrar, enquanto seu Cosmo desaparece. Seiya e seus amigos passam por ele, acreditando que a batalha terminou e se dirigem para o Pilar Principal. Infelizmente, o impacto da flecha fez com que o verdadeiro Poseidon despertasse no corpo de Julian e agora, ele liberou todo o seu poderoso Cosmo. No Pilar do Atlântico Norte, Ikki e Kanon sentem o Cosmo do verdadeiro Poseidon despertar. Sorrento e Kiki chegam nessa hora, entregando para Ikki o escudo de Libra, para a grande surpresa de Kanon. Sorrento, ao descobrir que foi Kanon quem começou a batalha, permite que Ikki destrua o Pilar do Atlântico Norte. Poseidon ataca Seiya e seus amigos. No Santuário, um feixe de luz deixa a Casa de Aquário e parte para o Templo de Poseidon. Hyoga tenta ajudar Seiya, e, em seguida, o espírito de Camus lhe envia a Armadura de Ouro de Aquário para protegê-lo. Ele então, usa a Execução Aurora para deter o ataque de Poseidon. Contudo, o ataque está prestes a voltar contra Hyoga, quando Shiryu o bloqueia, com o escudo de Libra. Shiryu também foi protegido pela Armadura de Ouro de Libra. Agora, Seiya, Hyoga e Shiryu, protegidos com as Armaduras de Ouro, estão prontos para o confronto final contra Poseidon. | |                                                                         |                                               |
| 114 | "Brilhem, Estrelas da Amizade! A Eterna Lenda dos Jovens" Transliteração: "Kagayake Yūjō no Hoshi yo! Eien no Shōnen Densetsu" (em japonês: 輝け友情の星よ! 永遠の少年伝説) | Viva a Amizade! Longa Vida Lendários Cavaleiros O Combate dos Deuses    | 1 de Abril de 1989 17 de Outubro de 1995      |
| Seiya, Hyoga e Shiryu combinam seus ataques e conseguem derrubar Poseidon. Shiryu tenta destruir o Pilar Principal usando as armas de Libra, mas nenhuma funciona. Enquanto isso, Ikki é impiedosamente atacado por Kanon, que está irritado por não conseguir realizar suas ambições. Mas, Sorrento o impede e quando tenta matar Kanon com sua melodia, para se vingar da morte dos Generais Marinas enganados por ele, Ikki não permite, pois precisa descobrir como prender a alma de Poseidon novamente. Kanon revela que a única maneira para selar a alma do Deus do Mar seria utilizando a Ânfora de Athena. Porém, a Ânfora está dentro do Pilar Principal, onde Saori está quase sendo afogada. Kanon começa a zombar de Ikki, dizendo que eles jamais conseguirão salvar Athena. Ikki então, revela que quando atingiu Kanon com o Golpe Fantasma de Fênix, pôde ver que o Cosmo que salvou a vida do irmão gêmeo de Saga várias vezes no Cabo Sounion, pertencia à Athena. Kanon fica chocado com a revelação, já que Athena era apenas um bebê naquela época. Ikki, por sua vez, abandona a luta e parte para o Templo de Poseidon, desprezando Kanon e dizendo que ele é um adversário, que não vale nem mesmo a pena lutar. Sorrento, sentindo a compaixão de Athena para com a humanidade, finalmente reconhece sua derrota e se despede de Kanon, dizendo que também não vale a pena matá-lo. Seiya e seus amigos são incapazes de destruir o Pilar Principal com as armas de Libra. Seiya pede aos seus amigos para lançarem seu corpo com suas técnicas, a fim de destruir o Pilar desta forma. Shun levanta-se, determinado a lutar. Poseidon desperta novamente, mas, Ikki consegue prendê-lo o tempo suficiente, para que Seiya consiga destruir o Pilar e recuperar a Ânfora de Athena. Shiryu e Hyoga usam o Cólera do Dragão e o Trovão Aurora Ataque e conseguem lançar Seiya, que sai voando em direção ao Pilar. Poseidon se livra facilmente de Ikki e também ataca Shun, Shiryu e Hyoga. Os quatro Cavaleiros queimam seus Cosmos até atingir o Sétimo Sentido e protegem Seiya, que finalmente consegue destruir o Pilar Principal. Seiya emerge dos escombros, com Saori em seus braços. O oceano começa a inundar o Santuário de Poseidon. Athena acorda com sua Ânfora, dizendo à Poseidon para se render. Poseidon lança seu Tridente contra ela, mas Seiya consegue protegê-la. Poseidon lança vários ataques contra Athena, mas graças ao amor por seus Cavaleiros e a humanidade, a Deusa consegue superar a força do Imperador dos Mares. Athena consegue retirar a alma de Poseidon do corpo de Julian, que é arrastada para a Ânfora e selada mais uma vez. Quando o Cosmo de Poseidon desaparece, Athena e seus Cavaleiros percebem que finalmente conseguiram vencer a batalha. Kiki e Shaina se reúnem com seus amigos. Athena então, os teletransporta de volta para a superfície. As inundações e chuvas finalmente terminam. Tatsumi, Jabu, Ban, Ichi, Nachi, Geki, Hilda, Freya, Aiolia, Milo, Shaka, Aldebaran, Mu, Marin, Shunrei e Dohko olham para o céu e veem os espíritos de Aiolos, Saga, Camus e Shura, felizes, porque o mundo finalmente está a salvo. Julian encontra-se inconsciente sobre a superfície com Thetis, agora uma sereia, nadando para longe. Seiya, Shiryu, Hyoga, Shun, Ikki, Kiki e Shaina estão reunidos com Saori. Athena jura que quando o mal voltar a ameaçar a humanidade, não importa quais dificuldades apareçam, ela e seus Cavaleiros sempre continuarão protegendo e amando o mundo em que vivem. | |                                                                         |                                               |

## Saga de Hades

### Fase Santuário
| N.º na série | N.º na temp. | Título original | Título no Brasil Título em Portugal | Exibição original                                              |
| --- | ------------ | --- | ----------------------------------- | -------------------------------------------------------------- |
| 115 | 1            | "O Início de uma Nova Guerra Santa" Transliteração: "Aratanaru Seisen no Hajimari" (em japonês: 新たなる聖戦のはじまり) | O Início de uma Nova Guerra Santa   | 9 de Novembro de 2002 1 de Março de 2007 17 de Outubro de 2009 |
| Já se passaram 243 anos, desde a última Guerra Santa entre Athena e Hades, o Deus do Submundo. Em Rozan, Dohko de Libra, o Mestre Ancião, percebe que enfim chegou o dia em que os 108 Espectros, os soldados do batalhão de Hades, retornaram à Terra. No Santuário, Shaina, Nachi e Ichi encontram várias sepulturas abertas e descobrem que muitos Cavaleiros conseguiram voltar à vida. Na Casa de Áries, uma figura sombria se aproxima de Mu e ele, chocado, começa a se ajoelhar, lhe demonstrando respeito. Se trata de um Cavaleiro, que aparenta ser conhecido há muito tempo por Mu. O Cavaleiro misterioso ordena à Mu que lhe-traga a cabeça de Athena em 12 horas. Mu se recusa e de repente, surgem dois Cavaleiros de Ouro que foram mortos na Batalha das 12 Casas: Deathmask de Câncer e Aphrodite de Peixes. Uma vez que eles venderam suas almas para Hades, este ofereceu-lhes novas vidas e corpos. Os dois também usam Armaduras do Mundo Inferior, que se assemelham muito com suas antigas Armaduras de Ouro. Aphrodite e Deathmask tentam passar pela Casa de Áries, mas Mu os impede com sua Muralha de Cristal. Contudo, o Cavaleiro misterioso destrói facilmente a defesa de Mu e ordena Deathmask e Aphrodite para irem matar Athena. Mu tenta impedi-los, mas é atingido por Deathmask. De repente, Seiya aparece e tenta ajudar Mu. Logo, Seiya se surpreende ao ver os dois Cavaleiros de Ouro vivos novamente. Mu explica que Hades é o inimigo dessa vez e que pretende matar Athena, para assim, governar a Terra. Hades reviveu os Cavaleiros de Ouro para que eles fizessem parte de seu exército de Espectros. Mu também diz que Saori ordenou que Seiya e seus amigos não participassem dessa batalha. Seiya, inconformado, veste sua Armadura de Pégaso e começa a enfrentar Deathmask. Mas, Mu o impede de continuar e ataca Seiya, já que este contrariou as ordens que ele recebeu de Athena. Deathmask então, tenta matar Seiya, mas é impedido por Mu. Por fim, Mu aparentemente destrói Seiya com sua Extinção Estelar. |              | |                                     |                                                                |
| 116 | 2            | "O Trio da Lamentação" Transliteração: "Dōkoku no San'nin" (em japonês: 慟哭の三人)                                     | O Lamento dos Três                  | 9 de Novembro de 2002 5 de Março de 2007                       |
| Mu continua protegendo a Casa de Áries. O Cavaleiro misterioso, no entanto, deduziu que Mu teletransportou Seiya, ao invés de destruí-lo e ordena que Deathmask e Aphrodite, se apressem para matar Athena. Mu não permite que eles passem e furioso pelos dois Cavaleiros de Ouro terem vendido suas almas para Hades, os extermina facilmente com sua Extinção Estelar. Na Cachoeira de Rozan, Dohko de Libra diz à Shunrei, que irá partir e que provavelmente, nunca mais irá voltar. Dohko também pede para Shunrei não deixar Shiryu sair do lado dela e deseja que Seiya e os outros possam finalmente viver em paz, como adolescentes normais. Dohko então parte, contudo, três figuras sombrias se aproximam de Shunrei. No Santuário, Deathmask e Aphrodite desaparecem, porém, mais três figuras se aproximam de Mu. Shaina ordena Nachi e Ichi para incendiarem as sepulturas restantes, enquanto Jabu, descobre que mais três Cavaleiros de Ouro foram revividos. Em Rozan, os três Espectros perguntam à Shunrei sobre o paradeiro de Shiryu. Nessa hora surge Shiryu, ainda cego, por causa da batalha de Poseidon. Os Espectros revelam-se como Algol de Perseu, Capella de Auriga e Dante de Cérbero. Os três Cavaleiros de Prata também foram revividos graças ao poder de Hades. Depois de receber os ataques dos Cavaleiros de Prata, Shiryu facilmente os mata com o Cólera do Dragão. Desobedecendo os pedidos de Shunrei, Shiryu parte para a Grécia. Na Casa de Áries, os Espectros que cercam Mu também se revelam: Shura de Capricórnio, Camus de Aquário e Saga de Gêmeos. Os três Cavaleiros de Ouro também foram ressuscitados por Hades e querem a cabeça de Athena. Mu não pode fazer nada contra o poder dos três ao mesmo tempo e é facilmente derrotado. No entanto, Mu percebe que suas almas estão chorando lágrimas de sangue. O Cavaleiro misterioso então, imobiliza Mu e manda Saga, Shura e Camus matarem Athena. Quando o Cavaleiro de Áries está prestes a receber o golpe final, Dohko aparece e impede o Espectro misterioso, que é ninguém menos que Shion de Áries, o Grande Mestre anterior, que foi morto por Saga e que também, era o mestre de Mu. Dohko fica surpreso ao ver seu velho amigo e companheiro sobrevivente da Guerra Santa anterior, com um corpo de 18 anos de idade, quando era suposto que este teria 261 anos, assim como ele. Dohko acende o relógio de fogo do Santuário, com suas chamas representadas pelos signos das 12 Casas do Zodíaco. Em seguida, Dohko libera Mu da telecinesia de Shion e o manda se juntar a Aiolia e os outros Cavaleiros de Ouro do Santuário, para que juntos, salvem Athena, enquanto ele luta contra seu velho amigo. |              | |                                     |                                                                |
| 117 | 3            | "Nas Sombras Daqueles que se Esforçam" Transliteração: "Ugomeku Mono no Kage" (em japonês: 蠢く者の影)                  | As Sombras dos Mortos               | 14 de Dezembro de 2002 6 de Março de 2007                      |
| No Castelo de Hades, Rhadamanthys de Wyvern, um dos três juízes do Submundo, implora à sua ama Pandora, para dar-lhe permissão para ir ao Santuário, mas ela se recusa dizendo, que os Cavaleiros de Ouro que reviveram, são mais que suficientes para completar a missão. Shun desperta após ter um sonho com uma menina que se assemelha à Pandora. Sentindo que algo está errado, ele dirige-se para o Santuário. Tatsumi, sob às ordens de Saori, tenta segurar Shun, sem sucesso. Mu chega à Casa de Touro e encontra Aldebaran. Contudo, o Cavaleiro de Touro morreu repentinamente e apenas restava um corpo sem vida que logo se desintegrou, sobrando apenas a Armadura de Ouro e uma pequena parte de seu Cosmo. Porém, quem assassinou Aldebaran não foram Saga e os outros, mas sim um Espectro que emerge das sombras: Niobe de Deep, que tinha sido enviado por Rhadamanthys. Enquanto isso, Deathmask e Aphrodite invadem o Castelo de Hades, na esperança de encontrarem o Deus, mas são facilmente derrotados por Rhadamanthys, que os envia para o Yomotsu. Na Casa de Touro, Niobe revela que usou sua Fragrância Profunda, para matar Aldebaran e tenta atacar Mu usando o mesmo golpe. Contudo, Mu consegue se defender com sua Muralha de Cristal e nem sequer luta com Niobe, afirmando que ele já morreu, pois foi atacado pelo Grande Chifre de Albebaran, que teve seu efeito retardado. Mu passa tranquilamente pela Casa de Touro, enquanto o corpo de Niobe é totalmente esmagado. O Cosmo que ainda restava de Aldebaran foi capaz de avisar Mu sobre a técnica do inimigo. O Cavaleiro de Áries chora pela morte do amigo e jura que seu sacrifício não será em vão. Shun encontra em seu caminho Sirius de Cão Maior, Algethi de Hércules e Dio de Mosca, que também foram revividos. Usando sua Corrente de Andrômeda, Shun derrota os 3 Cavaleiros de Prata de uma só vez. Mu dirige-se para a Casa de Gêmeos e se surpreende ao perceber que dois Cosmos poderosos emanam da mesma. Saga, Shura e Camus se encontram com o novo Cavaleiro de Gêmeos que aparece para proteger a Casa. |              | |                                     |                                                                |
| 118 | 4            | "A Expiação do Semideus" Transliteração: "Hanshin no Shokuzai" (em japonês: 半神の贖罪)                                 | A Penitência do Imortal             | 14 de Dezembro de 2002 7 de Março de 2007                      |
| Saga diz à Camus e Shura para continuarem, enquanto ele luta contra o novo Cavaleiro da Casa de Gêmeos. Ao mesmo tempo, Milo de Escorpião chega ao Templo de Athena, acreditando que este Cavaleiro seja um inimigo, mas Saori lhe assegura que ele é um aliado. Saga reconhece o novo guardião e se lembra de todas as suas atrocidades. É seu irmão Kanon, que sobreviveu à batalha de Poseidon e agora está vestindo a Armadura de Ouro de Gêmeos que um dia pertenceu à Saga. Na Sibéria, Hyoga decide nunca mais ver sua mãe novamente, mesmo que ele nunca consiga esquece-la. O Cisne se lembra dos ensinamentos de Camus e da influência que este teve em sua vida. De repente, três figuras misteriosas se aproximam dele: Misty de Lagarto, Moses de Baleia e Babel de Centauro. Os três Cavaleiros de Prata também foram revividos por Hades e tentam derrotar Hyoga. Usando o Trovão Aurora Ataque, Hyoga rapidamente consegue derrotá-los. Contudo, antes de morrer, Babel pede à Hyoga para salvar Athena. No Santuário, Kanon diz à Saga que Athena conseguiu limpar todo o mal que havia em seu coração e que o perdoou. Ele também diz que de agora em diante, lutará por justiça. Apesar de Shura e Camus saírem na frente, ambos foram iludidos pelo Labirinto de Gêmeos. Saga fica humilhado ao ver que aquele mesmo irmão, que um dia conseguiu despertar toda a maldade que havia dentro de seu coração, está agora usando sua Armadura de Ouro e protegendo sua Casa de Gêmeos. Ele tenta atacar Kanon, mas a Armadura de Gêmeos está vazia, pois assim como Saga, ele também consegue controlá-la à distância. Irritado por ver que seu irmão gêmeo conseguiu copiar até mesmo as suas técnicas de luta, Saga dispara uma enorme explosão de energia, que consegue passar por todas as Casas até chegar no Templo de Athena, onde atinge em cheio, o verdadeiro Kanon. Milo aparece nessa hora e acreditando que Kanon ainda é uma ameaça, ordena-lhe para sair imediatamente, dizendo que os Cavaleiros de Ouro restantes, jamais iriam perdoá-lo por tudo que ele fez. Kanon se recusa, dizendo que agora está lutando por Athena. Milo então, o ataca com a Agulha Escarlate. Kanon se recusa a lutar e está disposto a receber todos os golpes de Milo, uma vez que Athena o perdoou. Saori pede à Milo para parar o que está fazendo, mas ele se recusa, devido ao mal causado por Kanon. Kanon recebe as 14 Agulhas Escarlate e começa a sangrar profusamente. Milo usa Antares, a agulha final. Quando Athena acha que esse será o fim de Kanon, Milo se despede deles e volta para a Casa de Escorpião. Mas antes de sair, Milo admite que Kanon agora é realmente um aliado dos Cavaleiros e ao invés vez de usar a Antares, o que ele fez foi parar o sangramento. As Agulhas Escalate foram um teste de Milo para ver se Kanon estava mesmo dizendo a verdade. No entanto, Milo sabia muito bem do quão terrível seria essa batalha contra Hades e pensava que não tinha salvo a vida de Kanon, mas apenas, prolongado a sua vida. Como Kanon foi derrotado, as ilusões do Labirinto de Gêmeos desaparecem e Shura e Camus conseguem finalmente sair da Casa. Saga, com lágrimas de alegria, na esperança de que seu irmão finalmente se regenerou e tornou-se agora um Cavaleiro de Athena, também dirige-se com seus amigos para a Casa de Câncer. |              | |                                     |                                                                |
| 119 | 5            | "Encontro Transitório" Transliteração: "Karisome no Saikai" (em japonês: かりそめの再会)                                | Dívidas do Passado                  | 11 de Janeiro de 2003 8 de Março de 2007                       |
| Saga, Camus e Shura chegam à Casa de Câncer acreditando que não existe nenhum Cavaleiro por lá, já que Deathmask está morto. Porém, quando entram na Casa, percebem que estão na entrada dos vivos e mortos. De repente, surgem zumbis que começam a atacá-los. Enquanto isso, Shiryu finalmente chega ao Santuário e encontra Ikki. Porém, o Fênix tenta convencer Shiryu a desistir de continuar e pede para que ele e os outros Cavaleiros de Bronze não interfiram na Guerra Santa, pois pensa que Athena os considerem como inúteis. Irritado, Shiryu ataca Ikki, dizendo que ele está lutando por Athena e seus amigos. Ikki consegue derrubá-lo e diz que eles não são fortes o suficiente para essa batalha e que ele não participará da luta, apenas assistirá a batalha. Ikki também aponta para Shiryu, a direção onde Seiya foi parar, depois de ser teletransportado por Mu e vai embora, deixando o Dragão surpreso. Na Casa de Câncer, Saga derrota facilmente os zumbis com sua Explosão Galáctica. Shura sente que existem mais Espectros seguindo-os, mas Saga lhe-diz que irá cuidar deles mais tarde, pois eles ainda estão presos na Casa de Câncer. De repente, os três sentem um poderoso Cosmo pertencente à Shaka de Virgem. Shaka estava usando a ilusão do Yomotsu, para distraí-los durante as 12 horas. Saga percebe que o único jeito deles saírem da ilusão de Câncer seria matando Shaka e dispara uma enorme energia sobre a Casa de Virgem. No entanto, Shaka consegue proteger-se com uma poderosa barreira e assim, pôde conter a explosão de energia. Utilizando o golpe Rendição Divina contra a Casa de Câncer, Shaka aparentemente destrói os três Cavaleiros renegados. Shiryu encontra Seiya vivo na arena do Coliseu, devido ao teletransporte de Mu. Shiryu conta à Seiya sobre Ikki e diz entender o porquê dele não querer participar nesta batalha. Ambos os amigos, então partem para as 12 Casas. Enquanto isso, Shion sente os Cosmos de Saga e dos outros desaparecerem e tenta partir para o Templo de Athena, mas Dohko o impede e a batalha entre os dois está prestes a começar. |              | |                                     |                                                                |
| 120 | 6            | "O Antigo Guerreiro" Transliteração: "Inishie no Tōshi" (em japonês: 古の闘士)                                          | O Reencontro Com o Antigo Guerreiro | 11 de Janeiro de 2003 12 de Março de 2007                      |
| Dohko e Shion começam a lutar, mas o Cavaleiro de Libra é superado no poder por causa de sua idade, já que o Grande Mestre de Áries, agora possuí a juventude concedida por Hades. Shiryu sente que o Mestre Ancião está em perigo e diz à Seiya para ir em frente, enquanto ele fica na Casa de Áries para ajudar Dohko. No entanto, Dohko ordena Shiryu para se retirar. Enquanto isso, Hyoga e Shun chegam ao Santuário, mas Shaina e os outros Cavaleiros de Bronze aparecem, para impedi-los de avançar. Hyoga se prepara para atacar, mas Shaina vira as costas e permite-lhes seguir em frente. Shion ataca Dohko e Shiryu, mas a Armadura de Ouro de Libra, aparece nesse momento e salva os dois. E diante dos olhos incrédulos de Shion, o ex-Mestre Ancião começa a rejuvenescer. Após queimar o seu Cosmo, o corpo de Dohko começa a rachar como uma concha e um corpo mais jovem emerge do antigo. Na Guerra Santa anterior, Dohko recebeu a técnica de Misopethamenos de Athena. Por causa disso, Dohko conseguiu manter o seu coração jovem, o que significa, que apesar de se passarem 243 anos, para o Cavaleiro de Libra, foram apenas 243 dias. Dohko então, veste sua Armadura de Ouro após 243 anos e está pronto para a batalha, mas antes disso, ele ordena Shiryu para ajudar Mu e os outros à derrotarem os Espectros que invadiram o Santuário. Shion, por sua vez, decide usar sua técnica suprema, a Revolução Estelar. Antes de Shiryu partir, Dohko lhe diz para prestar muita atenção, pois este irá lhe mostrar e ensinar o seu último golpe: o Cólera dos 100 Dragões. Ambas as técnicas se colidem, causando uma grande explosão e arremessam Shiryu para longe, devido ao impacto. Seiya, Hyoga, Shun, Shiryu e Mu sentem que tanto o Cosmo de Dohko quanto o de Shion desapareceram. |              | |                                     |                                                                |
| 121 | 7            | "O Grupo de Vestes Negras" Transliteração: "Kuroki Koromo no Mure" (em japonês: 黒き衣の群れ)                           | O Ataque dos Espectros              | 8 de Fevereiro de 2003 13 de Março de 2007                     |
| Mu chega à Casa de Câncer, destruída pelo ataque de Shaka. De repente, ele é imobilizado por um grupo de Espectros liderados por Gigant de Ciclope. Esses Espectros resolveram finalmente se mostrar, afim de saberem o que ocorreu com Saga, Camus e Shura, que desapareceram repentinamente. Gigant tenta atacar Mu, mas Seiya chega nessa hora, pedindo para que ele o deixe ajudar na batalha. Gigant, por sua vez, evita os Meteoros de Seiya e o atinge com vários golpes. Então, surge uma estranha criatura viscosa: Myu de Papillon. Este Espectro diz à Gigant e os outros para partirem para a Casa de Leão, enquanto ele se encarrega de Mu e Seiya. Shiryu procura desesperadamente por seu mestre e encontra Hyoga e Shun. Contudo, não havia nenhum vestígio deixado, então eles resolvem continuar o seu caminho. Mu e Seiya são atacados por Myu que se transforma em um enorme inseto e usa seus Fios de Seda para prender os dois em casulos de seda. Shiryu, Hyoga e Shun passam pela Casa de Câncer, sem perceberem que seus amigos estão presos nos casulos. Mu e Seiya conseguem se libertar dos casulos e encontram um outro acima deles, com Papillon dentro. Myu, então, surge em sua forma final e ataca Seiya com sua psicocinese, ficando prestes a matá-lo. Após queimar seu Cosmo ao máximo, Seiya lembra que precisa ajudar seus amigos nessa batalha contra Hades e consegue se libertar da psicocinese de Myu. Surpreso com a persistência do Cavaleiro de Pégaso, Myu permite que Seiya prossiga para a próxima Casa. Mu também lhe diz o mesmo, já que ele se considera mais que suficiente para enfrentar Papillon. Seiya então, parte para a casa de Leão. Mu se esquiva do golpe Encantamento das Fadas de Myu e consegue prender o inimigo com sua Rede de Cristal. Myu, é então morto pela Extinção Estelar. Mu então, dirige-se para a Casa de Leão. |              | |                                     |                                                                |
| 122 | 8            | "Momento de Hesitação" Transliteração: "Shunjun no Toki" (em japonês: 逡巡の刻)                                         | Momento de Hesitação                | 8 de Fevereiro de 2003 14 de Março de 2007                     |
| Aiolia encontra Gigant e seu grupo de Espectros que chegaram à Casa de Leão, ainda em busca de Saga e dos outros, uma vez que eles suspeitavam deles. Cinco Espectros tentam passar pela Casa, mas Aiolia rapidamente os elimina com seu Relâmpago Plasma. No entanto, Raimi de Verme, aparece e prende Aiolia com seus Tentáculos do Verme. Raimi diz aos outros Espectros para seguirem para a próxima Casa. Aiolia sente Cosmos familiares dentro dos Espectros. Seiya consegue alcançar seus amigos e eles seguem juntos para a Casa de Leão. No caminho, eles encontram três Espectros mortos, sem as suas Surplices. Um deles foi congelado, o outro foi cortado e o último tinha marcas de queimaduras, como se tivesse sido atingido por uma grande explosão. Os Cavaleiros de Bronze então, continuam em direção a Casa de Leão. Aiolia, furioso por ter sido enganado por Raimi para que os outros Espectros passassem, liberta-se dos tentáculos e o mata facilmente com sua Cápsula do Poder. Os quatro Cavaleiros de Bronze chegam nessa hora e alertam Aiolia sobre os Espectros mortos e assim, todos partem para a próxima Casa. Gigant e os outros Espectros chegam na Casa de Virgem e não percebem que estão sendo vigiados por Shaka, até que este decide mostrar-se para eles. Shaka bloqueia os ataques dos Espectros com sua barreira. Ele então, retira um rosário com 108 contas, o mesmo número dos Espectros de Hades. Quando um grânulo se torna negro, isso significa que um Espectro morreu. Até agora, 11 Espectros morreram. Gigant fica confuso, pois deveria haver apenas 8 mortos. Shaka está prestes a destruir os Espectros com sua Rendição Divina, quando três deles, conseguem bloquear o seu ataque e o contra-ataca com o Pó de Diamante, a Excalibur e a Explosão Galáctica. Shaka consegue se proteger das técnicas, utilizando sua barreira, contudo, sofre uma leve ferida e começa a sangrar. Conhecendo a verdadeira identidade desses três Espectros, Shaka destrói suas Surplices e revela que eles são Saga, Camus e Shura. A terrível batalha entre Shaka e os três Cavaleiros traidores está prestes a começar. |              | |                                     |                                                                |
| 123 | 9            | "No Limite do Orgulho" Transliteração: "Kyōji no Hate" (em japonês: 矜持の果て)                                         | Além do Orgulho                     | 8 de Março de 2003 15 de Março de 2007                         |
| Shaka questiona Saga e os outros sobre suas verdadeiras intenções e eles lhe-dizem que seu objetivo principal é assassinar Athena. Saga também diz que se Shaka ficar no caminho deles, também será assassinado. Shaka então, permite que os três avancem para a próxima Casa. Gigant se enfurece ao descobrir que Saga, Shura e Camus mataram três dos seus Espectros e os enganaram se fazendo passar por eles. O antigo Cavaleiro de Gêmeos porém, o ignora e o adverte para não pressioná-lo, caso não quisesse ser assassinado também. Gigant e os outros Espectros começam a provocar Shaka dizendo que ele é um covarde, mas quando tentam sair da Casa, o Cavaleiro de Virgem os mata em questão de segundos. Antes de morrer, Gigant diz que Hades irá conceder-lhes a vida eterna, mas Shaka afirma que eles estão enganados. Em seguida, ele impede Saga e os outros e pergunta a eles novamente qual é o seu verdadeiro objetivo, uma vez que eles não estão sendo mais seguidos. Saga, no entanto, volta a dizer que eles realmente pretendem trair Athena e assassiná-la. Conhecendo a verdade, Shaka fica desapontado, pois não esperava essa traição daqueles que um dia foram seus companheiros e jura destruir os três Espectros de uma vez por todas. Então, ele os leva a um jardim ao lado de sua Casa de Virgem, onde se encontram as Árvores Salas Gêmeas, que também era conhecido como o lugar do descanso final de Buda. A batalha começa. Shaka enfrenta Shura e Camus juntos e aparenta ter vantagem na luta, já que os Espectros não estão usando suas Armaduras de Ouro originais. No entanto, por causa da intervenção de Saga, Shaka percebe que não será capaz de vencer os três ao mesmo tempo e por isso, decide utilizar o seu ataque mais poderoso: o Tesouro do Céu. Assim, Virgem consegue eliminar os cinco sentidos dos seus adversários e está com a luta ganha, a menos, é claro, que eles usem a técnica proibida por Athena desde os tempos antigos. Essa técnica pode ser utilizada por três Cavaleiros de Ouro e tem o mesmo poder do Big Bang que criou o universo. Saga, Camus e Shura começam a refletir sobre o uso da técnica, pois se a usarem, estarão condenados para sempre à vergonha eterna e perderão toda a honra que tiveram como Cavaleiros de Ouro, em suas vidas. Os três se convencem que não há outra forma de derrotarem Shaka e se lembram do porquê deles se aliarem à Hades. Seiya, Aiolia e os outros Cavaleiros de Bronze chegam à Casa de Virgem, mas Mu impede a entrada deles para o jardim das Salas Gêmeas, dizendo-lhes que o objetivo de Shaka é morrer propositalmente. Shaka está prestes a eliminar os sentidos finais, mas Saga, Shura e Camus finalmente utilizam a Exclamação de Athena para matá-lo. Enquanto recebe a técnica, Shaka lembra dos ensinamentos de Buda, que sempre conversou com ele desde que era criança, enquanto Athena e os outros Cavaleiros sentem o seu poderoso Cosmo desaparecer e assim, choram, lamentando sua morte. |              | |                                     |                                                                |
| 124 | 10           | "O Confronto Dourado" Transliteração: "Konjiki no Gekitotsu" (em japonês: 金色の激突)                                   | A Exclamação de Atena               | 8 de Março de 2003 19 de Março de 2007                         |
| Shaka continua vivo após receber a Exclamação de Athena, enquanto Saga, Shura e Camus, surpresos, possuem apenas um de seus sentidos, cada um. Shaka então, senta-se sob a Árvore de Gêmeos e escreve uma mensagem com o seu sangue em pétalas de flores e em seguida, as envia para Athena. Shura levanta-se e parte para matar Shaka, mas quando está prestes a golpeá-lo com a Excalibur, percebe que o Cavaleiro de Virgem já está morto e que aquele, era apenas o seu espírito que tinha voltado, para escrever a sua mensagem final. Todos no Santuário ficam comovidos com a morte de Shaka, até mesmo Saga, Shura e Camus. Depois disso, os três Espectros renegados entram novamente na Casa de Virgem e encontram os Cavaleiros de Ouro e Bronze. Aiolia, furioso pela morte de Shaka, ataca todos os três de uma só vez com seu Relâmpago de Plasma, mas é impedido de continuar por Mu. No entanto, mesmo sem seus cinco sentidos, Saga consegue bloquear o seu ataque. Com apenas quatro horas restando, os Cavaleiros renegados estão dispostos a tudo para conseguirem a cabeça de Athena. Enquanto isso, Saori recebe as pétalas da flor com a mensagem de Shaka. A mensagem dizia Arayashiki e Saori enfim, compreende o significado por trás da morte de Shaka. Milo chega à Casa de Virgem, atacando Saga e os outros com sua Agulha Escarlate. Porém, acaba sendo atacado pela Explosão Galáctica de Saga, sendo salvo por Seiya, que consegue avisá-lo para desviar do ataque a tempo. Saga, Camus e Shura decidem utilizar a Exclamação de Athena mais uma vez, afim de acabarem de uma vez com a batalha, já que estão bastante feridos e não possuem poder suficiente para derrotá-los individualmente. Os três começam a ficar na posição para realizarem o golpe proibido de Athena. No entanto, eles se esqueceram que do outro lado também tinham três Cavaleiros de Ouro: Mu, Milo e Aiolia, que também se posicionam para utilizarem a mesma técnica, apesar dos protestos de Seiya e de seus amigos. Sabe-se que se duas Exclamações de Athena se chocarem, seu poder destrutivo aumentará até ao infinito, destruindo todo o Santuário. Como os Cavaleiros de Ouro confiam nos Cavaleiros de Bronze para protegerem Athena, as Exclamações de Athena são lançadas ao mesmo tempo e colidem, causando uma grande explosão. |              | |                                     |                                                                |
| 125 | 11           | "Agitações no Santuário" Transliteração: "Shinkan no Sankuchuari" (em japonês: 震撼の聖域)                              | O Abalo do Santuário                | 12 de Abril de 2003 20 de Março de 2007                        |
| Saga, Shura, Camus, Aiolia, Mu e Milo continuam o confronto utilizando as Exclamações de Athena e o poder utilizado na batalha é tão grande, que acaba sendo sentido por todos que estão no Santuário. Contudo, ambos os lados estão empatados. De repente, Seiya, Shiryu, Hyoga e Shun queimam seus Cosmos ao máximo e contrariando as ordens dos Cavaleiros de Ouro, ajudam a aumentar o poder da Exclamação de Athena e conseguem enfim, derrotar Saga e seu grupo. Porém, uma grande explosão ocorre nesse momento e a Casa de Virgem cai sobre todos. Enquanto isso, Shion e Dohko ainda continuam vivos e o ex-Grande Mestre lamenta as mortes de Aldebaran, Shaka, Deathmask e Aphrodite. Shion também está preocupado com o destino de Saga, Shura, Camus, Mu, Aiolia e Milo. Os Seis Cavaleiros de Ouro sobrevivem, mas Seiya e os outros Cavaleiros de Bronze desaparecem. Em seu templo, Saori pede à Kanon para que ele encontre algo que está nos aposentos do Grande Mestre, deixados por Saga há 13 anos. Aiolia e Milo estão prestes a matar Saga e seu grupo, quando Saori os interrompe e ordena aos Cavaleiros de Ouro para trazerem os três traidores até o seu Templo. Por outro lado, Seiya tem um estranho sonho e se vê ferido no peito, usando uma estranha Armadura. Ele então desperta e junto com seus amigos que também sobreviveram a grande explosão, partem para o Templo de Athena. Na subida até o Templo, Milo fica se perguntando porque seus companheiros traíram a Deusa Athena, enquanto Shura tenta se desculpar com Aiolia, por ter matado seu irmão Aiolos. Quando os Cavaleiros de Ouro finalmente chegam ao Templo, Kanon entrega à Saga uma caixa, contendo um punhal de ouro em seu interior. Há treze anos, Saga, disfarçado de Grande Mestre, tentou matar Athena com este mesmo punhal quando ela era ainda um bebê. Saori diz à Saga para matá-la com o punhal, pois assim, ela finalmente os libertaria de seu sofrimento. Os Cavaleiros de Bronze então, sentem o Cosmo da Deusa Athena desaparecer e descobrem que Saori já está morta. De volta ao Castelo de Hades, Rhadamanthys de Wyvern é informado sobre a morte de Athena e acaba sendo punido por Pandora, ao ter enviado vários Espectros para o Santuário sem sua permissão. No Santuário, Seiya fica inconformado pela morte de Athena e se culpa por não conseguir protegê-la. Nessa hora, aparece Shion dizendo que a verdadeira batalha começará em breve. Os quatro Cavaleiros de Bronze o atacam ao mesmo tempo pensando que ele é um inimigo, mas Shion consegue segurá-los e lhes diz que irá finalmente revelar toda a verdade por trás das mortes de Athena e Shaka. |              | |                                     |                                                                |
| 126 | 12           | "A Armadura de Athena" Transliteração: "Atena no Kurosu" (em japonês: 女神の聖衣)                                       | A Armadura de Atena                 | 12 de Abril de 2003 21 de Março de 2007                        |
| Shion revela que ele e os Cavaleiros de Ouro e de Prata revividos por Hades, nunca tiveram a intenção de trair Athena e jamais iriam machucá-la. No Submundo, Hades veio à Shion e os outros Cavaleiros, reviveu-os e lhes ofereceu um acordo: se eles matassem Athena em 12 horas, seriam recompensados com a vida eterna. Contudo, eles fingiram que obedeciam Hades para chegarem até Athena e despertarem sua Armadura com o seu sangue, se passando por traidores. Os Cavaleiros na verdade, sofreram muito pois, mesmo sendo revividos por Hades, nunca deixaram de lutar por Athena. Shion começa a chorar sobre o sangue de Saori derramado no chão e depois de pegá-lo, vai em direção a estátua de Athena. A estátua começa a brilhar e, em seguida, encolhe para uma versão minúscula de si mesma. Shion explica que essa estátua é na realidade a Armadura de Athena, que precisava de seu sangue para despertar. Shion era o único que sabia do segredo. Shion diz aos Cavaleiros de Bronze que a única maneira que Athena tem para matar Hades é usando essa Armadura e que para chegar onde ele está, a Deusa se deixou ser assassinada e assim despertou o Arayashiki, também conhecido como o 8º Sentido, que lhe permite se mover no mundo dos mortos sem ser controlada pelo Deus do Submundo. E não foi apenas Athena que fez isso, mas Shaka também permitiu que o matassem para assim conseguir alcançar o 8º Sentido. Finalmente, Shion ordena que Seiya, Shiryu, Hyoga e Shun vão para o Submundo e entreguem a Armadura de Athena para Saori. Os quatro Cavaleiros de Bronze devem derrotar Hades de uma vez por todas. Antes de saírem, Shion repara as 4 Armaduras dos Cavaleiros de Bronze com o poderoso sangue de Athena. Ao mesmo tempo, no Castelo de Hades, Saga, Camus e Shura se apresentam à Pandora com o corpo de Athena. Enquanto isso, no lado de fora, Mu, Milo e Aiolia enfrentam Rhadamanthys em uma batalha final. Embora juntos, os três Cavaleiros de Ouro não conseguem fazer nada contra o poderoso Espectro. Dentro do castelo, Saga e outros revelam as suas verdadeiras intenções. Camus congela o Espectro Zelos de Sapo, enquanto Shura, está prestes a assassinar Pandora. Saga está disposto a ir pessoalmente matar Hades. No entanto, os três começam a enfraquecer em um instante. Pandora diz-lhes que isso ocorreu, porque suas novas vidas, juventude e poderes, foram concedidos apenas por 12 horas e após o seu retorno, iriam desaparecer. Mu, Aiolia e Milo são completamente derrotados por Rhadamanthys. Quando o Espectro está prestes a atirar Aiolia para o Kokytos Infernal, Shun aparece para resgatá-lo com a Corrente de Andrômeda. Os quatro Cavaleiros de Bronze chegaram ao Castelo de Hades, prontos para enfrentarem Rhadamanthys. |              | |                                     |                                                                |
| 127 | 13           | "A Manhã da Determinação" Transliteração: "Ketsui no Asa" (em japonês: 決意の朝)                                        | Rumo ao Inferno                     | 12 de Abril de 2003 22 de Março de 2007                        |
| Seiya e os outros Cavaleiros de Bronze tentam lutar contra Rhadamanthys. No entanto, eles são impedidos pelos Cavaleiros de Ouro, que lhes dizem que sua tarefa agora, é ajudarem o grupo de Saga. Aiolia, Mu e Milo usam seus últimos golpes na tentativa de derrotarem Rhadamanthys e assim, conseguem permitir que os Cavaleiros de Bronze encontrem a sala, onde estão Saga e os outros. Os Cavaleiros de Ouro são atirados para o Submundo por Rhadamanthys e presumivelmente, acabam perdendo suas vidas. Uma vez dentro do castelo, os 4 Cavaleiros de Bronze espiam Pandora, Zelos e os 3 Cavaleiros de Ouro que estão prestes a morrer. Pandora deixa o Castelo e parte para encontrar Hades, enquanto Zelos fica vigiando os Cavaleiros. Zelos, por sua vez, começa a golpear Camus por este tê-lo congelado anteriormente. Contudo, o Espectro se vê surpreendido quando os 4 Cavaleiros de Bronze resolvem finalmente se mostrar. Pandora não presta atenção e continua se afastando, mas fica surpresa ao ver Shun, que lhe parece familiar. Hyoga mata Zelos, porque ele estava pisando em Camus, com sua Execução Aurora. Por fim, terminam as vidas que Hades concedeu à Saga, Shura e Camus e eles se despendem dos Cavaleiros, pedindo-lhes, para que protejam Athena custe o que custar. Os quatro Cavaleiros de Bronze tentam ir atrás de Pandora, porém Rhadamanthys, aparece e começa a enfrentá-los. Depois de se gabar, dizendo que derrotou facilmente Aiolia, Milo e Mu, Rhadamanthys mostra vantagem sobre os Cavaleiros de Bronze. Quando tudo parece perdido, Seiya se levanta novamente e continua lutando. Quando o Espectro está prestes a lançar Seiya para o Submundo, Shiryu, Hyoga e Shun atacam ao mesmo tempo, mas Rhadamanthys consegue detê-los com sua técnica Destruição Máxima. Seiya utiliza o Cometa de Pégaso e consegue danificar a Surplice de Rhadamanthys. Por fim, Seiya e Rhadamanthys caem no buraco que se conecta ao inferno e pelo qual, Pandora tinha descido antes. Shiryu, Hyoga e Shun decidem seguir Seiya pelo Submundo, lembrando-se sempre da promessa que fizeram à Saga e os outros, que era lutar por Athena. Enquanto isso, no Santuário, Shion, confiante de que os Cavaleiros de Bronze também despertarão o Oitavo Sentido, se despede de seu velho amigo Dohko e desaparece, após terminarem as suas 12 horas de vida concedidas por Hades. Dohko então, resolve partir para o Submundo e é acompanhado por Kanon, que agora está vestindo a Armadura de Ouro de Gêmeos. Ambos tem a intenção de ajudarem os Cavaleiros de Bronze em sua batalha contra o Imperador Hades. |              | |                                     |                                                                |

### Fase Inferno
| N.º na série | N.º na temp. | Título original | Título no Brasil Título em Portugal | Exibição original                              |
| --- | ------------ | --- | ----------------------------------- | ---------------------------------------------- |
| 128 | 14           | "Atravessem! O Rio Aqueronte" Transliteração: "Watare! Akerōn no Kawa" (em japonês: 渡れ! アケローンの河)                            | Cruzem o Rio Aqueronte              | 17 de Dezembro de 2005 2 de Dezembro de 2010   |
| Shun, Hyoga e Shiryu estão prestes a saltarem no Portal do Inferno onde Seiya e Rhadamanthys caíram. Nessa hora, surge Dohko dizendo-lhes, que primeiro devem despertar o Oitavo Sentido, se quiserem entrar no mundo dos mortos vivos. Shaka e Athena alcançaram o Oitavo Sentido e assim, conseguiram chegar ao Submundo com vida. Os 4 Cavaleiros de Bronze então, elevam seus Cosmos e se jogam no Portal do Inferno. Seiya, que havia conseguido alcançar o 8º Sentido, acorda na entrada do Submundo e encontra Shun. Agora, ambos devem se apressar e encontrar Saori para lhes-entregar sua Armadura de Athena. Seiya e Shun chegam ao Rio Aqueronte e encontram um barco com um Espectro, Charon de Aqueronte. Charon transporta as pessoas mortas através do Rio Aqueronte. Começa a lutar contra os Cavaleiros, mas oferece-lhes uma carona em troca de dinheiro. Shun oferece um pingente de ouro que ele tinha desde criança. Apesar de Charon dizer que isto não é suficiente, aceita dar-lhes uma carona. No meio do caminho, Charon tenta lançar Seiya para fora do barco, que cai no Rio Aqueronte e é arrastado para o fundo por pessoas mortas, que tentaram atravessar a nado. Charon alega que fez isso porque o pagamento de Shun permitia que ele os levasse até aquele lugar. Contudo, Shun consegue salvar Seiya com suas correntes. Seiya se levanta e ataca Charon com os Meteoros de Pégaso e assim, o Espectro acaba caindo para fora do barco, dessa vez. Charon é puxado pelos mortos para o fundo do rio e desesperado, pede para que os Cavaleiros o salvem porque sem sua ajuda, os dois ficariam vagando para sempre pelo rio. Embora Seiya desconfie das intenções de Charon, Shun o resgata. Porém, Charon tenta traí-los novamente, quando o Espectro vê os olhos de Shun e nota nele, uma expressão que nunca tinha visto antes, acreditando que talvez Andrômeda tivesse uma chance de chegar aos Campos Elísios. Charon então, diz que irá levá-los para o outro lado e ainda devolve o pingente para Shun. Contudo, Charon avisa que quando chegarem ao outro lado, eles acertarão suas contas. Quando chegam a superfície, Charon explica que o inferno é dividido em 8 Prisões, 3 Vales, 10 Fossos e 4 Esferas. Então, Charon continua sua batalha contra Seiya. Por ter visto as técnicas de Charon, Seiya consegue matar o Espectro com seu Meteoros de Pégaso. Hyoga, Shiryu, Dohko e Kanon também chegam ao Submundo, mas estão em diferentes partes do mesmo. Seiya e Shun chegam à primeira prisão, conhecida como A Casa do Julgamento. |              | |                                     |                                                |
| 129 | 15           | "O Tribunal Silencioso" Transliteração: "Shizukanaru Hōtei" (em japonês: 静かなる法廷)                                               | O Julgamento Silencioso             | 17 de Dezembro de 2005 3 de Dezembro de 2010   |
| Shun e Seiya entram na primeira prisão e encontram Markino de Esqueleto, um Espectro que os leva até Lune de Balron, o responsável por julgar os mortos e enviá-los para seu inferno apropriado. Markino fica histérico com Seiya por causa de seus espirros e lhe diz que naquele lugar, não é permitido fazer qualquer barulho pois se seu mestre ouvir, ele será punido. Lune então aparece, dizendo que está substituindo Minos de Griffon, um dos três Juízes do Inferno. Lune fica surpreso por não encontrar os nomes de Seiya e Shun em seu livro, quando de repente, entra Markino gritando que os Cavaleiros de Athena atravessaram o Rio Aqueronte. Markino é então morto por Lune, que usa seu Chicote de Fogo, por ele ter quebrado o silêncio da Casa do Julgamento. Lune prossegue com o julgamento e por fim, lhes dá a sentença de serem jogados vivos em um dos infernos. Lune usa o seu golpe Reencarnação e mostra à Seiya todos os seus pecados cometidos durante a sua vida. Seiya começa a se lembrar de suas travessuras de infância e dos combates que teve com os adversários que ele derrotou, após ter se tornado um Cavaleiro de Athena. Lune diz que o pecado mais grave que Seiya cometeu, foi justamente matar violentamente muitas pessoas no passado, mesmo que estivesse lutando por justiça. Seiya, no entanto, tenta explicar suas ações, mas Lune o ignora e o envia para o primeiro vale da Sexta Prisão, onde as pessoas que utilizam a violência contra os outros para suas justificativas, perdem suas almas dentro de um lago de sangue fervente. Porém, antes de cair, Seiya é salvo pelas Correntes de Andrômeda de Shun, que o resgata de volta para o tribunal. Lune então, percebe que Shun é idêntico ao Imperador Hades, exceto pela cor do cabelo e em seguida, o ataca com seu Chicote de Fogo conseguindo cortá-lo em pedaços. Nessa hora, surge uma sombra terrível que acaba por ser mesmo o Imperador Hades, que repreende Lune por este ter-lhe esquartejado seu novo corpo. Hades ordena que Lune recupere o seu corpo exatamente como ele era antes. Lune desesperado, saí correndo imediatamente da Casa do Tribunal e encontra a cabeça de Shun, no lado de fora. Então, surge Rhadamanthys que lhe diz que tudo isso não passa de uma ilusão. Seiya e Shun, na verdade estão bem. Lune descobre que na realidade, havia sido controlado por uma ilusão provocada por Kanon de Gêmeos, que aparece nesse momento. Kanon pretendia que Lune o levasse até onde está Hades. Em seguida, Kanon destrói Lune facilmente e desafia Rhadamanthys, dizendo que ele apenas conseguiu derrotar Aiolia, Mu e Milo, por causa de uma barreira no Castelo de Hades, que reduziu a força dos três. Seiya e Shun chegam para agradecer Kanon, mas ele os ataca, lembrando-os, que apesar de estar lutando por Athena, não é amigo deles e não está lutando para salvá-los. Os dois Cavaleiros de Bronze seguem o seu caminho, enquanto Kanon começa a enfrentar Rhadamanthys. O novo Cavaleiro de Gêmeos consegue controlar Rhadamanthys com seu Satã Imperial e pretende usar o Juiz do Inferno para levá-lo ao local onde está Hades. Mas, o ataque de Kanon perde seu efeito, quando ele é subitamente interrompido por uma dúzia de Espectros, que vieram para defender Rhadamanthys. Jurando vingança por essa humilhação, Rhadamanthys avisa seus Espectros para fugirem imediatamente, pois eles não são páreo para o poder de Kanon e assim, o Juiz do Inferno escapa, teletransportando-se. Contudo, os Espectros ignoram o aviso de seu mestre e acabam sendo mortos pela Explosão Galáctica de Kanon. |              | |                                     |                                                |
| 130 | 16           | "O Cavaleiro Lendário, Orphée" Transliteração: "Densetsu no Seinto Orufe" (em japonês: 伝説の聖闘士オルフェ)                         | Orfeu! O Cavaleiro Lendário         | 21 de Janeiro de 2006 6 de Dezembro de 2010    |
| Shun e Seiya chegam à Segunda Prisão e encontram Cérbero, o cão de guarda de três cabeças do Inferno. Pharaoh de Esfinge, o guardião da Segunda Prisão, alimenta Cérbero com pessoas mortas, que eram gananciosas. A besta tenta comer Seiya, mas é derrotado por Shun, que utiliza a Grande Captura de Andrômeda. Pharaoh, furioso, utiliza sua harpa e usa o golpe Balança da Maldição, conseguindo prender Shun e estando prestes a arrancar o coração de Seiya. De repente, Orphée de Lira, um lendário Cavaleiro de Prata, tão poderoso quanto os Cavaleiros de Ouro, aparece. Orphée havia desaparecido há muitos anos e todos pensavam que ele tivesse morrido. Pharaoh diz que Orphée veio para o Submundo por conta própria com a intenção de servir Hades. Orphée, por sua vez, toca sua lira e derrota os Cavaleiros de Bronze com seu Acorde Noturno. Depois disso, Orphée chega à um jardim e visita sua amada Eurydice, que teve seu corpo convertido em uma rocha. Seiya e Shun sobrevivem ao ataque de Orphée e chegam no mesmo jardim, onde encontram Eurydice. Ela pede-lhes para que ajudem Orphée. Eurydice explica que, na Terra, Orphée e ela viveram como um casal. No entanto, Eurydice foi morta após ser mordida por uma cobra venenosa. Desolado, Orphée foi para o Submundo e se uniu à Hades, tocando sua lira. Em troca, Orphée pediu à Hades para que revivesse a alma de Eurydice. Pandora autorizou o seu pedido, mas com uma condição: ambos não deveriam nunca olharem para trás, nem mesmo uma vez, até chegarem à superfície. Querendo manter o Cavaleiro de Prata no Submundo para sempre, afim de que ele tocasse eternamente sua lira para Hades, Pandora fez um acordo com Pharaó e ele, por sua vez, conseguiu refletir uma luz que se assemelha a luz do sol, obrigando Orphée a olhar para trás. Quando Orphée virou, a parte inferior do corpo de Eurydice estava confinada a uma rocha. Orphée decidiu ficar com ela no Submundo, desde então. Eurydice pediu à Seiya e Shun para levarem Orphée de volta à Terra. Nesse momento. Orphée regressa trazendo flores para Eurydice e questiona os Cavaleiros, perguntando-os porque não escaparam. Orphée, na verdade, tinha salvo Seiya e Shun, porque apesar de agora estar servindo Hades, um dia ele também tinha sido um Cavaleiro de Athena. Orphée ignora o pedido de Seiya para que ele os ajudassem à derrotar Hades. Seiya, decepcionado com Orphée, o chama de traidor e quando ele e Shun resolvem partir, surge uma luz muito forte. Orphée reconhece essa mesma luz e a Armadura de Athena, é roubada de Seiya, caindo nas mãos de Pharaoh. Seiya e Shun tentam recuperá-la, mas Pharaoh os adverte que eles não são rivais para ele. Pharaoh então, pergunta à Orphée porque não tinha matado os Cavaleiros de Bronze. Orphée, no entanto, lhe responde com uma pergunta, querendo saber se Pharaoh era o responsável por usar a luz que atingiu Eurydice, quando eles tentavam fugir do Submundo de Hades. Pharaoh lhe responde dizendo que sim e pergunta à Orphée, o que pretende fazer a respeito disso. |              | |                                     |                                                |
| 131 | 17           | "Orphée, o Triste Réquiem" Transliteração: "Orufe, Kanashiki Chinkonka" (em japonês: オルフェ 悲しき鎮魂歌)                          | A Triste Melodia de Orfeu!          | 21 de Janeiro de 2006 7 de Dezembro de 2010    |
| Orphée toca sua lira e consegue fazer com que Pharaoh deixe cair a Armadura de Athena, que é recuperada por Seiya. Pharaoh toca sua harpa e consegue quebrar umas das cordas de Orphée. Pharaoh irritado, então revela que odeia Orphée porque este o substituiu na função de músico de Hades. Em seguida, ele tenta atacá-lo com sua Balança da Maldição, mas logo é derrotado. Orphée mata Pharaoh, segurando a corda quebrada com seus dentes e utilizando o Acorde Noturno. Percebendo seu erro, Orphée diz adeus à Eurydice e leva Seiya e Shun para uma passagem secreta, que chega diretamente ao Palácio de Hades na Oitava Prisão, Giudecca. Enquanto isso, Kanon, Hyoga e Shiryu chegam à Terceira Prisão onde são atacados por várias pedras lançadas por mais um Espectro. Contudo, Shiryu, que conseguiu recuperar a visão novamente, o mata facilmente. Shiryu lembra que isso já havia ocorrido anteriormente em sua luta com Deathmask. Hyoga, no entanto, ainda continua com seu olho esquerdo ferido, por causa da sua luta com Isaac. Surge então outro Espectro, que é facilmente derrotado por Hyoga. Orphée chega em Giudecca, com um caixão onde Seiya e Shun estão escondidos dentro. Pandora aparece e abre o caixão que está repleto de flores. Orphée diz que as flores são um presente para o Imperador Hades. Não confiando nele, Pandora empurra as flores com sua lança, tentando ver se há alguém lá dentro. Nessa hora, surgem Rhadamanthys de Wyvern, Minos de Griffon e Aiakos de Garuda, os três Juízes do Submundo. |              | |                                     |                                                |
| 132 | 18           | "Hades! A Possessão Surpreendente" Transliteração: "Hādesu! Kyōgaku no Hyōi" (em japonês: ハーデス! 驚愕の憑依)                      | A Possessão Demoníaca               | 18 de Fevereiro de 2006 8 de Dezembro de 2010  |
| Orphée começa a tocar sua lira e utilizando o golpe Serenata da Viagem da Morte, consegue fazer com que Pandora e os três Juízes adormeçam. Porém, quando está prestes a atacar Hades, Rhadamanthys atinge Orphée e o fere gravemente, pois sabia que ele iria traí-los. Seiya e Shun então, finalmente decidem se mostrar e começam a enfrentar Rhadamanthys. Orphée aproveita enquanto eles lutam e chega até o quarto de Hades, porém acaba se surpreendendo quando o encontra. Hades possui o mesmo rosto que Shun, sendo que a única diferença entre os dois são as cores de seus cabelos. Orphée tenta atacar com o Acorde Perfeito e consegue aparentemente, destruir Hades. Porém, logo Orphée descobre que tudo não passou de uma ilusão. Rhadamanthys aproveita e golpeia o coração de Orphée, ordenando-lhe para despertar os outros Juízes e Pandora. Orphée, morrendo, diz à Seiya para atacar os dois ao mesmo tempo, enquanto ele segura Rhadamanthys. Seiya ataca Rhadamanthys com seu Meteoros de Pégaso. Orphée então morre, confiando aos Cavaleiros de Bronze, a proteção de Athena. No entanto, Rhadamanthys resiste ao ataque e quando tenta atacar novamente Seiya, Shun começa a agir feito Hades e seu cabelo se torna vermelho. Rhadamanthys reconhece Shun como seu Imperador Hades e começa a obedecer suas ordens. Seiya então se dá conta que Hades possuiu o corpo de Shun. Seiya tenta fazer Shun voltar ao normal, mas Rhadamanthys o ataca e consegue derrotá-lo. Seiya e o cadáver de Orphée são levados para o inferno gelado na Oitava Prisão, o Kokytos. Neste local, os mortos que cometeram crimes contra os Deuses, são enterrados até suas cabeças. Pandora e os outros dois Juízes despertam, enquanto Hades senta-se em seu trono. Os juízes se surpreendem ao descobrirem que o Deus do Submundo tinha reencarnado no corpo de um Cavaleiro de Athena. Kanon, Hyoga e Shiryu chegam a um pântano na Quarta prisão, onde encontram mais um Espectro. Hyoga e Shiryu são derrotados por ele, mas Kanon consegue matá-lo com sua Explosão Galáctica. Kanon toma uma balsa e leva os Cavaleiros de Bronze inconscientes com ele, para a Quinta Prisão. Na Oitava Prisão, Pandora cuida dos ferimentos de Hades provocados por sua lança, quando tentou encontrar os Cavaleiros no caixão. Ela então, começa a chorar por ter machucado o seu amo. |              | |                                     |                                                |
| 133 | 19           | "Combate Intenso! O Caminho para Giudecca" Transliteração: "Gekitō! Jyudekka e no Michi" (em japonês: 激闘! ジュデッカへの道)        | O Caminho para Giudecca!            | 18 de Fevereiro de 2006 9 de Dezembro de 2010  |
| Kanon chega à Quarta Prisão e começa a enfrentar um Espectro gigantesco. Shiryu e Hyoga despertam, mas não encontram Kanon e saem atrás dele. Quando os dois o encontram, percebem que a batalha já está acabada, com a vitória de Kanon. Nessa hora, Rhadamanthys surge diante deles e lhes revela que Shun é na verdade Hades. Kanon diz para Hyoga e Shiryu continuarem, enquanto ele e Rhadamanthys terminam sua batalha inacabada. Os dois Cavaleiros de Bronze, então partem para a Quinta Prisão. Rhadamanthys usa sua Destruição Máxima e Kanon consegue segurá-la com apenas uma mão. Kanon o contra-ataca com sua Explosão Galáctica e mostra sua superioridade na luta. Quando Rhadamanthys está prestes a ser derrotado por Kanon, surgem Minos e Aiakos. Kanon, confiante, diz estar feliz porque agora acabará com os três Juízes de uma só vez. Aiakos ataca Kanon com sua Ilusão Galáctica. Minos, por sua vez, o golpeia com sua Marionete Cósmica e lhe diz, que o fará sofrer muito antes de matá-lo, controlando assim, o corpo de Kanon e torcendo suas mãos e pernas. Em Giudecca, Pandora sente que surgiu um Cosmo ainda mais agressivo e diferente dos outros Cavaleiros. Minos consegue controlar o corpo de Kanon através de fios de energia invisíveis. De repente, as penas de Fênix cortam todos os fios de Minos e Kanon cai no chão. Este Cavaleiro é Ikki, que veio ao Submundo motivado a derrotar Hades. Kanon então revela à Ikki que Hades assumiu o corpo de Shun. Ikki diz não acreditar nisso, mas então se surpreende ao ouvir o nome de Pandora e começa a se lembrar de que quando ele e Shun eram crianças. Pandora, também como criança, tentou roubar Shun de Ikki, dizendo que seu corpo pertencia à Hades. Ikki nunca mais viu Pandora depois disso. Aiakos aproveita enquanto Ikki está distraído e o ataca com seu Voo da Garuda. Aiakos desenha um X com o pé no chão e diz a todos que em três segundos, Ikki irá cair ali, morto. Em exatamente três segundos, Ikki cai no X, no entanto se levanta, para surpresa do Juiz do Inferno. Aiakos executa novamente o seu golpe e desenha outro X no chão, dizendo que desta vez Ikki morrerá. Passam-se os três segundos, mas é Aiakos que cai no X, enquanto Ikki o lembra, que não adianta utilizar a mesma técnica duas vezes contra o mesmo Cavaleiro. Ikki então, pergunta aos outros dois Juízes, quem será o próximo a enfrentá-lo. De volta à Terra, Marin de Águia encontra uma jovem misteriosa, porém familiar. |              | |                                     |                                                |
| 134 | 20           | "Punição Divina! O Grande Eclipse" Transliteração: "Shinbatsu! Gureitesuto Ekurippusu" (em japonês: 神罰! グレイテスト·エクリップス) | O Grande Eclipse                    | 15 de Dezembro de 2006 10 de Dezembro de 2010  |
| Ikki é golpeado por Aiakos, que se levanta e o ataca com sua Ilusão Galáctica. Em Giudecca, Hades e Pandora sentem o poderoso Cosmo de Ikki. Hades pede à Pandora para trazer Ikki frente a ele. Ikki se recupera e utiliza o Golpe Fantasma de Fênix, fazendo com que Aiakos seja iludido e veja sua própria morte, com ele tendo seu corpo destruído por sua própria Ilusão Galáctica. Aiakos é então morto pela Ave Fênix de Ikki. Depois disso, Ikki se prepara para enfrentar Rhadamanthys e Minos, quando é então cercado por uma luz estranha e assim, acaba desaparecendo do campo de batalha. Ikki foi teletransportado por Pandora até Giudecca e finalmente se encontra com Hades. O Cavaleiro de Fênix fica surpreso ao ver que seu irmão Shun foi possuído por Hades. Ikki percebe que o cabelo de Shun também mudou de cor, assim como ocorreu com Saga, quando este foi possuído por uma alma maligna, na batalha do Santuário. Pandora então, lembra à Ikki de quando se conheceram e como ele protegeu o seu irmãozinho mais novo. Há treze anos, Ikki levava o bebê Shun em seus braços e se encontrou com Pandora, que lhe revelou naquele mesmo dia, que o corpo de seu irmão estava destinado a receber a alma de Hades. Hades renasceu depois de mais de 200 anos e reencarnou no corpo do humano mais puro do planeta. Pandora tinha atacado Ikki que desmaiou e quando se preparava para pegar Shun, um poderoso Cosmo a impediu. Ikki despertou e Pandora impressionada por sua tenacidade e força, decidiu deixá-lo sob sua custódia até que chegasse o dia em que os 108 Espectros fossem revividos. Antes de desaparecer, Pandora deixa o pingente de ouro com Shun, que ficou com ele durante toda a sua vida. Shun pensava que o pingente tinha sido um presente de sua falecida mãe, mas na verdade, representava o elo que o condenaria a ser o novo corpo de Hades. Ikki ao saber de tudo, destrói o pingente que estava com Shun. Pandora tenta matar Ikki atacando-o com o poder de sua lança. Todavia, ele derruba Pandora facilmente e a ataca com sua própria lança, dizendo para não interferir, se não quiser ser morta. Ikki parte para cima de Hades com a intenção retirá-lo do corpo de Shun. Hades lança Ikki para bem longe após liberar o seu grande Cosmo. O Deus do Inferno, então revela o seu plano. Hades, com seu grande poder, planeja formar um grande eclipse, alinhando todos os planetas do sistema solar e bloqueando o sol da Terra. Ao fazer isso, Hades trará a escuridão eterna para o planeta Terra. Assim, o sol não voltará a brilhar nunca mais e todo o mundo, caíra em uma era eterna de gelo e escuridão. Ikki se recusa a deixar que Hades prossiga com suas ambições, mas quando tenta atacá-lo, o vilão o recorda que ele estará apenas ferindo o corpo de Shun. Mesmo assim, Ikki continua atacando Hades, mas seus ataques são inúteis e se voltam contra ele mesmo. Uma vez que Ikki insiste em continuar lutando, Hades decide usar um ataque mais poderoso que pulverizará o corpo de Fênix, quando nessa hora, percebe que seu corpo não o obedece. A mão de Hades se levanta por si só e começa a estrangulá-lo. Este é o espírito de Shun, que conseguiu assumir seu corpo de volta por alguns segundos e pede à Ikki, para destruir Hades de uma vez por todas. |              | |                                     |                                                |
| 135 | 21           | "Ikki! O Punho da Lamentação" Transliteração: "Ikki! Dōkoku no Ken" (em japonês: 一輝! 慟哭の拳)                                     | A Dura Decisão de Ikki              | 15 de Dezembro de 2006 13 de Dezembro de 2010  |
| Ikki descobre que Shun permitiu que Hades entrasse em seu corpo de propósito, para assim ter a chance de derrotar o Deus do Inferno. Shun está disposto a sacrificar-se assim como a Princesa Andrômeda, a constelação de sua Armadura de Bronze. Shun diz à Ikki para matar Hades sem se importar com nada. Pandora não pode crer que o corpo de Shun se rebele contra Hades. Ikki então, diz que Shun não nasceu para ser o corpo do Imperador Hades, mas sim se tornar o Cavaleiro de Andrômeda. Pandora tenta impedir Ikki, mas a Corrente de Andrômeda protege o Fênix, dando-lhe a oportunidade de atacar. Ikki, finalmente, atravessa o peito de Shun e extrai a alma de Hades de seu corpo, destruindo-o. De repente, a verdadeira alma de Hades emerge do peito de Shun, mas tudo isso, foi apenas um sonho de Seiya, que ainda está no Kokytos. Seiya desperta e percebe que está enterrado com a cabeça para fora, em um pântano cheio de cadáveres. Ikki tinha realmente tentando atacar Hades, mas parou seu golpe no último momento, ferindo seu punho no processo. Em seguida, o cabelo de Hades muda de verde para preto, o que significa que agora é ele que tem o controle completo sobre o corpo de Shun. Hades derrota Ikki facilmente e o deixa quase morto. O Deus do Inferno ordena à Pandora para que enterrem Ikki no Kokytos. Pandora então se retira, enquanto Hades percebe um poderoso Cosmo se aproximando. É nada menos que Shaka de Virgem, que aparece, pronto para matar Hades. No Kokytos, onde se encontra Seiya, Valentine de Hárpia joga o corpo de Ikki sobre o rio congelado, que fica enterrado, apenas com a cabeça livre. Seiya, então, se dá conta que Mu, Aiolia e Milo também estão enterrados lá. O Cavaleiro de Pégaso manda Valentine libertá-los, informando-o que ele tem a Armadura de Athena. Valentine liberta Seiya e os dois começam a se enfrentar. Enquanto isso, em Giudecca, Hades pergunta à Shaka onde se encontra Athena, porém, este lhe responde dizendo que o Deus do Inferno não precisa saber disso, pois logo estará morto. Shaka se prepara para atacar Hades, mas é impedido por Athena, que chega nesse exato momento. |              | |                                     |                                                |
| 136 | 22           | "Athena! Arriscando sua Vida" Transliteração: "Atena! Sono Inochi wo Kakete" (em japonês: 女神! その命をかけて)                      | O Sacrifício da Deusa!              | 19 de Janeiro de 2007 14 de Dezembro de 2010   |
| Athena impede Shaka de matar Hades, afirmando que não fazia sentido atacá-lo, porque apenas iriam ferir o corpo de Shun e nem sequer afetariam o Deus do Inferno. Athena então, ordena Shaka para não interferir, enquanto ela se aproxima de Hades. Na frente dele, Athena se ajoelha e pede-lhe para impedir o Grande Eclipse em troca de sua vida. Hades aceita e entrega a lança de Pandora para Shaka, ordenando-lhe que mate Athena. Shaka, em resposta, atira a lança contra Hades com a intenção de matá-lo, mas é novamente impedido por Athena, que o lembra que não pretende machucar Shun. Hades, por sua vez, aponta o seu tridente em direção à Shaka para destruí-lo, mas Athena entra em seu caminho para detê-lo. Enquanto isso, no Kokytos, Seiya consegue derrotar Valentine, após uma batalha difícil. Em Giudecca, Athena consegue parar o tridente e começa a sangrar. O sangue quente de Athena abrange a lança e consegue tocar em Hades. Athena consegue reviver Shun em seu corpo através de seu sangue e o ajuda a expulsar a alma de Hades. Shun finalmente consegue seu corpo de volta, mas, a alma de Hades continua lutando contra Athena, até que por fim, os dois Deuses desaparecem. Shiryu e Hyoga matam vários Espectros em seu caminho para a Oitava Prisão e sentem o Cosmo de Athena sumir. Pandora, Kanon, Rhadamanthys, Minos, Dohko e Seiya também sentem os Cosmos de Hades e Athena desaparecerem. |              | |                                     |                                                |
| 137 | 23           | "Desespero! O Muro das Lamentações" Transliteração: "Zetsubō! Nageki no Kabe" (em japonês: 絶望! 嘆きの壁)                           | O Muro das Lamentações              | 19 de Janeiro de 2007 15 de Dezembro de 2010   |
| Seiya chega até Giudecca e encontra Shun desacordado. Ambos não sabem qual o paradeiro de Athena e chegam até o fundo da sala de Hades, onde encontram uma enorme parede. Shaka explica que este muro é a última fronteira do Inferno: o Muro das Lamentações. Athena e Hades partiram para além desta parede e Seiya sugere fazer o mesmo, mas Shaka lhe responde que isso é impossível, a menos que seja um Deus. Seiya então, tenta destruir o Muro das Lamentações, mas Shaka, que já tinha tentado com o seu grande poder, lhe diz que é impossível fazê-lo. Shaka então, revela que Hades e Athena foram para os Campos Elísios, um local onde a entrada é permitida apenas para os Deuses e que está protegido pelo Muro das Lamentações. Seiya então, entrega a Armadura de Athena para Shun e começa a queimar o seu Cosmo, a fim de atingir o nível mais alto e finalmente, lançar seu corpo contra o muro, para assim destruí-lo. Shaka, no entanto, impede Seiya dizendo a ele e à Shun, para que não sacrifiquem as vidas desnecessariamente. Shaka também os lembra que para conseguirem destruir o Muro das Lamentações, é necessário terem a luz do sol, mas isso é impossível, porque este lugar é o mais profundo do Inferno, onde não há nenhuma iluminação. No Kokytos, quatro Espectros encontram o cadáver de Valentine. Em seguida, eles sentem o Cosmo de Athena que envolve os corpos de Mu, Aiolia e Milo. Os três Cavaleiros de Ouro ainda estão vivos, e assim, conseguem escapar do gelo, depois de matarem facilmente os Espectros. No entanto, eles não encontram Ikki. Enquanto isso, Shaka decide se sacrificar e queima seu Cosmo ao máximo para destruir o muro. Nesse momento, surge Dohko de Libra, que consegue impedir Shaka à tempo. Milo, Aiolia e Mu também aparecem. Mu se aproxima de Shaka e lhe devolve o seu rosário com as 108 contas, mostrando-lhe, que quase todas as cores mudaram, o que significa, que quase todos os Espectros também foram derrotados. Mu diz à Shaka que não deve morrer antes que todas as esferas tenham mudado de cor. Dohko então, diz que existe uma maneira para destruírem o Muro das Lamentações. Se os Cavaleiros de Ouro combinarem seus poderes, conseguirão produzir uma luz solar tão forte que será capaz de destruir o muro. Dohko explica que as Constelações dos Cavaleiros de Ouro estão alinhadas na elíptica, que é o caminho que atravessa o Sol por um ano. Assim, as doze Armaduras de Ouro foram banhadas pela luz solar desde os tempos mitológicos e essa energia está armazenada nelas. Dohko diz que, se os Cavaleiros de Ouro elevarem seus cosmos ao máximo, poderão gerar a luz de um pequeno sol. Por fim, o Cavaleiro de Libra lhes entrega as suas armas para cada um dos Cavaleiros de Ouro: Mu pega a espada, Shaka fica com o tonfá, Milo pega a barra dupla, Aiolia fica com o Tridente e Dohko, com o escudo. Os cinco Cavaleiros Dourados queimam seus Cosmos com a intenção de destruírem o muro, salvarem Athena e impedirem o Grande Eclipse. |              | |                                     |                                                |
| 138 | 24           | "Reunidas! As Armaduras de Ouro" Transliteração: "Shūketsu! Gōrudo Kurosu" (em japonês: 集結! 黄金聖衣)                              | Reúnam-se! Cavaleiros de Ouro!      | 16 de Fevereiro de 2007 16 de Dezembro de 2010 |
| Shaka de Virgem, Dohko de Libra, Aiolia de Leão, Mu de Áries e Milo de Escorpião lançam suas armas contra o Muro das Lamentações, mas são incapazes de destruí-lo e o impacto do golpe volta-se contra eles mesmos. Enquanto isso, no Santuário de Athena, os Cavaleiros de Bronze menores, percebem, que enfim teve início o Grande Eclipse. De repente, as Armaduras de Ouro dos Cavaleiros mortos, deixam as casas de Sagitário, Aquário, Capricórnio, Touro, Câncer e Peixes e se dirigem para o Submundo. Em Giudecca, o Muro das Lamentações permanece intacto. Os Cavaleiros de Ouro ficam bastante feridos com o esforço. Nessa hora, surgem mais seis Armaduras douradas que vieram para ajudar Dohko e os demais, sendo que ali, se encontram 11 Armaduras de Ouro, que juntas, começam a criar uma ressonância umas com as outras. Ao mesmo tempo, Kanon sente a ressonância de sua Armadura e entende que as outras 11 também se reuniram no inferno. Rhadamanthys aparece e diz-lhe que veio para enfrentá-lo. Kanon retira a Armadura de Gêmeos e ordena-lhe para ir ao encontro de seu irmão Saga. Rhadamanthys, confiante, ataca Kanon com seu poder, acreditando que agora irá ganhar, já que este não está com seu corpo protegido por uma Armadura. Porém, Kanon consegue segurar Rhadamanthys e utilizando seu último golpe, começa a subir rapidamente para o céu levando-o consigo, com a intenção de se explodir junto com o inimigo, elevando seu Cosmo ao máximo. Shiryu e Hyoga notam uma estrela cadente subindo e percebem que Kanon sacrificou sua vida. No ar, Kanon executa a sua Explosão Galáctica, que atinge tanto a ele quanto Rhadamanthys e assim, ambos morrem. A Armadura Dourada de Gêmeos chega até Giudecca, juntamente com as outras Armaduras de Ouro. Shiryu e Hyoga também chegam e encontram Seiya e os demais. |              | |                                     |                                                |
| 139 | 25           | "Adeus! Cavaleiros de Ouro" Transliteração: "Saraba! Ōgon no Seinto" (em japonês: さらば! 黄金の聖闘士)                              | Adeus, Cavaleiros de Ouro!          | 16 de Fevereiro de 2007 17 de Dezembro de 2010 |
| Saga de Gêmeos, Aiolos de Sagitário, Shura de Capricórnio, Camus de Aquário, Aldebaran de Touro, Deathmask de Câncer e Aphrodite de Peixes conseguem voltar á vida, diante dos olhares surpresos dos outros Cavaleiros. Amigos e companheiros se reúnem felizes uns com os outros, em um reencontro emocionante. Aiolos, após muito tempo, conversa com seu irmão Aiolia. O mesmo acontece entre Camus e Hyoga; Shura e Shiryu e Aldebaran e Seiya. Mu também fica feliz ao ver Deathmask e Aphrodite lutando por Athena. Dokho pergunta para Aiolos como eles conseguiram reviver e o Cavaleiro de Ouro de Sagitário lhe responde, dizendo que seus espíritos renasceram por causa do seu dever de protegerem Athena. Além disso, a alma de Kanon se une ao seu irmão Saga, que diz para Dohko, que eles devem se apressar em destruir o Muro das Lamentações para chegarem aos Campos Elísios. Aiolos pega uma flecha dourada do seu arco e a aponta para o Muro das Lamentações. Os outros Cavaleiros de Ouro começam a se posicionar. Dohko ordena que Shiryu, Seiya, Hyoga e Shun deixem Giudecca, porque todos os Cavaleiros de Ouro irão concentrar os seus Cosmos ao máximo na flecha que será disparada por Aiolos. Contudo, o poder de impacto é tão grande, que após o Muro ser destruído, os Cavaleiros de Ouro também serão afetados pela grande explosão. Seiya e os outros insistem em ficar para ajudá-los, mas Dohko não permite, lembrando-os que a missão dada a eles, foi a de entregar a Armadura de Athena para Saori. Dokho então, lhes dá a última ordem: após a destruição do Muro, os Cavaleiros de Bronze devem partir em direção aos Campos Elísios para impedirem a luta que se iniciou entre os Deuses. O verdadeiro corpo de Hades está dormindo nos Campos Elísios e como ele não quer feri-lo nas batalhas, sempre pega emprestado os corpos de outros humanos, como foi o caso de Shun. Por isso, quando eles atravessarem o Muro das Lamentações, devem aproveitar a oportunidade para matar Hades em seu corpo real, pois esta, é a única maneira de salvar a Terra do Grande Eclipse. O Cavaleiro de Libra também lhes lembra que suas Armaduras de Bronze foram banhadas com o sangue da Deusa Atena por Shion. Seiya, Shiryu, Hyoga e Shun, emocionados, por fim, entendem tudo e obedecem, deixando os Cavaleiros de Ouro. Fora de Giudecca, os quatro Cavaleiros de Bronze começam a lembrar dos momentos marcantes que tiveram com os Cavaleiros de Ouro. Dohko lembra à Shiryu que Shunrei espera por ele nos Cinco Picos Antigos enquanto Shura, o lembra do combate que ambos tiveram e de sua missão de proteger Athena. Camus lembra Hyoga de sua batalha nas 12 Casas e do poder que ele adquiriu em seu duro treinamento para defender Athena. Aphrodite também lembra Shun de sua batalha e acredita que ele pode fazer um milagre na luta contra Hades. Os Cavaleiros de Ouro então, formam um círculo elíptico ao redor de Aiolos e começam a queimar os seus Cosmos, para que ele dispare sua flecha de Sagitário com todo o poder que eles possuem. No lado de fora, Seiya, Shiryu, Hyoga e Shun ficam esperando, quando surge o Espectro Minos de Griffon, que lhes ordena para se afastarem da porta. Utilizando o seu golpe Marionete Cósmica, Minos ataca os quatro Cavaleiros de Bronze de uma só vez. Aiolos, por sua vez, atira a flecha dourada e consegue enfim, destruir o Muro das Lamentações. Como era de se esperar, ocorre uma grande explosão em Giudecca que lança Minos para bem longe. O caminho para os Campos Elísios finalmente está livre para os Cavaleiros de Bronze, que partem para atravessar o Muro. Na sala principal, Seiya, Shiryu, Hyoga e Shun encontram um enorme buraco no Muro das Lamentações. Os Cavaleiros de Bronze entram na sala e veem as doze Armaduras de Ouro flutuando no ar, sem nenhum vestígio dos Cavaleiros de Ouro, que morreram em nome de Athena. Os quatro Cavaleiros de Bronze observam as armaduras de Ouro e se despedem pela última vez dos Cavaleiros de Ouro, jurando que seus sacrifícios não serão em vão. Os espíritos dos Cavaleiros de Ouro se despedem dos Cavaleiros de Bronze, lembrando-lhes para ficarem ainda mais fortes, lutarem pela justiça e nunca perderem a esperança. Ikki reaparece e se dirige para os Campos Elísios, enquanto Pandora, observa tudo, lembrando de sua infância. Athena está presa em um imenso vaso nos Campos Elísios, enquanto o eclipse progride rapidamente. Agora, Seiya e seus amigos precisam chegar aos Campos Elísios para entregar a Armadura de Athena para Saori, destruir Hades e impedir o Grande Eclipse. |              | |                                     |                                                |

### Fase Elísios
| N.º na série | N.º na temp. | Título original                                                                                              | Título no Brasil Título em Portugal | Exibição original                          |
| --- | ------------ | --- | ----------------------------------- | ------------------------------------------ |
| 140 | 26           | "Batalha Mortal até os Elísios" Transliteração: "Erishion e no Shitō" (em japonês: エリシオンへの死闘)       | Rumo aos Elíseos                    | 7 de Março de 2008 20 de Dezembro de 2010  |
| Após a terrível batalha no mundo dos mortos, do inferno governado pelo Deus Hades, o mesmo que queria tomar posse do corpo de Shun de Andrômeda e assim criar o mortal Grande Eclipse para cobrir o Sol, os Cavaleiros de Ouro reviveram graças ao Cosmo de Athena, com a intenção de lutarem uma última vez em nome da Deusa. Mu, Aldebaran, Saga, Deathmask, Aiolia, Shaka, Dohko, Milo, Aiolos, Shura, Camus e Aphrodite se sacrificaram elevando os seus Cosmos ao máximo para assim produzirem a luz solar capaz de destruir o Muro das Lamentações, a barreira que impedia que os Cavaleiros e os Espectros chegassem até os Campos Elísios, local onde apenas os Deuses podem entrar. Depois disso, os Cavaleiros de Bronze partem em direção aos Campos Elísios com a missão de entregarem a Armadura de Athena para Saori e destruírem o verdadeiro corpo de Hades. Shiryu, no entanto, decide ficar para trás, sentindo a presença de mais Espectros que aparecem: Sylphid de Basilisco, Queen de Alraune e Gordon de Minotauro. Shiryu combate todos de uma vez, desencadeando a força da Excalibur. Seiya, Hyoga e Shun chegam ao outro lado do Muro das Lamentações, mas encontram um caminho inter-dimensional de tempo e espaço. No final do percurso existe uma luz brilhante, que conduz aos Campos Elísios. Porém, Minos de Griffon, um dos três Juízes do Inferno, sobreviveu a grande explosão e tenta impedi-los. Hyoga também fica para trás com a intenção de enfrentar Minos. Hyoga cria um Esquife de Gelo e consegue prender Minos, enquanto Seiya e Shun saltam pelo caminho inter-dimensional. Minos consegue destruir o gelo e usa sua Marionete Cósmica em Hyoga. Seiya acaba sendo arrastado pela pressão de tempo e espaço, mas então, crescem asas em sua Armadura de Pégaso. Ele percebe que isso ocorreu devido ao sangue de Athena. Seiya resgata Shun, que também tem sua Armadura de Andrômeda protegida por asas e ambos seguem para os Campos Elísios. Hyoga congela os fios da Marionete Cósmica, imobiliza Minos e o derrota com a Execução Aurora. O Cavaleiro de Cisne também salta no caminho inter-dimensional e quando pensa que será destruído, sua Armadura de Cisne também cria asas. Todavia, Minos sobrevive e ataca Hyoga com um fio restante, mas logo, ele é subitamente destruído devido à pressão dimensional, provando que apenas os Deuses podem trilhar sobre esse caminho. Enquanto isso, Shiryu ainda continua enfrentando os três Espectros, que juntos, decidem atacá-lo ao mesmo tempo. Shiryu consegue matar Gordon de Minotauro e Queen de Alraune com a técnica especial ensinada por seu mestre: o Cólera dos Cem Dragões. Contudo, o impacto do golpe é tão grande, que Shiryu é lançado para o caminho inter-dimensional, sendo salvo por Hyoga, que esperava por ele. Sylphid de Basilisco sobrevive ao ataque e sai atrás de Shiryu, mas seu corpo também é desintegrado, quando tenta entrar no caminho inter-dimensional. A Armadura de Dragão também cria asas e ambos os Cavaleiros, também seguem no caminho inter-dimensional. Seiya acorda e percebe que finalmente chegou ao paraíso utópico: os Campos Elísios. |              | |                                     |                                            |
| 141 | 27           | "Os Deuses da Morte e do Sono" Transliteração: "Shi to Nemuri no Kamigami" (em japonês: 死と眠りの神々)      | O Panteão da Morte e do Sono        | 7 de Março de 2008 21 de Dezembro de 2010  |
| Ikki está prestes a seguir seus amigos, mas Pandora o avisa que se ele entrar no caminho, será destruído, porque sua Armadura de Fênix não foi banhada pelo sangue de Athena. Pandora abraça Ikki e lhe conta toda a verdade. Há 13 anos, Pandora tinha uma vida pacífica no Castelo Heinstein, antes de se tornar representante de Hades. Pandora morava com seus pais, funcionários e muitos animais de estimação. Um dia, ela encontrou uma caixa com o selo de Athena. Pandora abriu-a e assim libertou duas divindades: Thanatos e Hypnos, os deuses da Morte e do Sono. Ambos disseram à Pandora que sua mãe iria dar à luz a alma de Hades e que sua missão era protegê-lo, até que chegasse o dia em que enfim, ele controlasse os Espectros novamente. Com isso, Pandora ganharia a vida eterna. Quando a reencarnação de Hades chegou, todos, exceto Pandora morreram no castelo. Essa também foi a razão pela qual Pandora foi atrás de Shun há muito tempo, descobrindo que ele seria o hospedeiro de Hades, sem imaginar que se tornaria um dos Cavaleiros de Athena mais próximos e confiáveis da Deusa. Após a batalha com Ikki e os Cavaleiros de Ouro e Bronze, Pandora percebeu que o que Hades havia lhe prometido era mentira e decide ajudar o Cavaleiro de Fênix, dando-lhe um colar que irá permiti-lo viajar para os Campos Elísios com segurança. Pandora, em seguida, misteriosamente morre, por trair Hades, mas não antes de avisar Ikki que Thanatos e Hypnos, são os Deuses e servos mais leais à Hades. Nessa hora, surgem os últimos seis Espectros que são mortos por Ikki, com seu Ave Fênix. Com isso, todos os 108 Espectros de Hades finalmente morrem e todas as contas do rosário de Shaka se tornam pretas. Ikki coloca o rosário nas mãos de Pandora, prometendo vingá-la. Com suas asas de Fênix, Ikki se dirige para os Campos Elísios. Enquanto isso, Seiya, que tinha se separado (não intencionalmente) de Shun e caído no jardim do Paraíso, assusta as Ninfas, por ele ter sido encharcado de sangue e suor. As Ninfas então, alertam Thanatos, que parte para lutar com ele. O Deus da Morte investiga e encontra Seiya. Hypnos, irmão gêmeo de Thanatos, também aparece, revelando que este foi imprudente, ao matar Pandora por ter traído Hades ao ajudar Ikki. Hypnos também revela que ainda não tinha matado Athena. Saori está presa em uma urna, situada fora de uma torre de onde o corpo de Hades está localizado. Hypnos colocou-a em um sono profundo e a urna absorve o sangue de sua vítima. Quando a urna ficar completamente vermelha, Saori estará morta. Seiya corre em seu socorro, mas, Thanatos tenta impedi-lo e destrói facilmente suas asas. Enquanto isso, Marin, reuniu-se com Shaina e os Cavaleiros de Bronze menores do Santuário, dizendo-lhes onde ela estava. Kiki, em seguida, traz a misteriosa garota de antes. Marin revela a identidade da menina: ela é a irmã há muito perdida de Seiya, Seika. Seiya ouve a voz de sua irmã e determinado a salvar Saori, se levanta novamente, atacando Thanatos com seu Cometa de Pégaso.                                                                              |              | |                                     |                                            |
| 142 | 28           | "Reforços Dourados" Transliteração: "Ōgon no Engun" (em japonês: 黄金の援軍)                                 | Reforços Dourados!                  | 2 de Maio de 2008 22 de Dezembro de 2010   |
| Thanatos se recupera do ataque de Seiya, mas percebe que existem manchas de sangue em si mesmo. Na raiva, ele impiedosamente ataca Seiya, determinado a matá-lo. Enquanto isso, no Santuário, Marin revela que Seika sofreu uma amnésia. Seika viveu todo esse tempo em uma pequena aldeia perto do Santuário. Seis anos antes, quando Seiya chegou ao Santuário, Seika também viajou para a Grécia, na esperança de encontrar seu irmão, mas caiu de um penhasco e quase morreu. Um morador idoso a encontrou e a resgatou, mas Seika perdeu suas memórias desde então. Marin sabe como Seika se sentia, porque ela também estava à procura de seu irmão mais novo. Todos pensavam que Marin fosse Seika, mas ela enfim revelou que não era a irmã de Seiya, afinal, foi ela quem o treinou durante sua estadia no Santuário. Thanatos, por sua vez, decide matar Seika de longe, para assim, provocar um grande sofrimento em Seiya, antes de destruí-lo. Thanatos lhe mostra uma imagem holográfica e revela à Seiya sobre sua irmã Seika, dizendo que ela está no Santuário e que ele está disposto a matá-la. Thanatos começa a atacar Seika do Submundo, mas ela é protegida por Marin, Shaina, Kiki, Jabu, Ichi, Ban, Geki e Nachi. Todos eles queimam seus Cosmos e formam uma barreira em torno de Seika, protegendo-a e dizendo à Seiya para continuar lutando com Thanatos, pois irão manter sua irmã segura. Thanatos, no entanto, rompe a barreira e derrota a todos com facilidade. Seiya tenta utilizar o Turbilhão de Pégaso, mas é inútil contra Thanatos. Shun aparece para ajudar Seiya, mas Thanatos o ataca também, vencendo-o facilmente. Hyoga e Shiryu também chegam, mas seus ataques são inúteis contra Thanatos. Ikki chega, mas ele também não é páreo para Thanatos e sofre sua Terrível Providência. Os cinco Cavaleiros de Bronze levantam-se novamente, mas Thanatos consegue destruir todas as Cinco Armaduras de Bronze. No entanto, Thanatos sente uma vibração forte, proveniente das 12 Armaduras de Ouro. De repente, cinco Armaduras de Ouro viajam através das dimensões, chegando aos Campos Elísios. Com isso, Seiya veste a Armadura de Sagitário, Shiryu veste a Armadura de Libra, Hyoga veste a Armadura de Aquário, Shun veste a Armadura de Virgem e Ikki veste a Armadura de Leão. Todos os cinco Cavaleiros estão prontos para o combate final contra Thanatos. |              | |                                     |                                            |
| 143 | 29           | "As Lendárias Armaduras Divinas" Transliteração: "Densetsu no Goddo Kurosu" (em japonês: 伝説の神聖衣)       | As Lendárias Armaduras Divinas      | 2 de Maio de 2008 23 de Dezembro de 2010   |
| Seiya, Shiryu, Hyoga, Shun e Ikki foram ajudados pelos espíritos dos Cavaleiros de Ouro que enviaram suas Armaduras para ajudá-los. Thanatos deduz que Poseidon enviou as Armaduras de Ouro para os Campos Elísios. De volta à Terra, Sorrento, que estava viajando com Julian Solo, sente que Poseidon possuiu novamente o corpo de seu amo. Poseidon diz à Sorrento que ele enviou as Armaduras de Ouro a fim de ajudar os Cavaleiros de Bronze pois percebeu o Grande Eclipse lançado por Hades e seu plano de tentar dominar a Terra. Julian volta a seus sentidos e Poseidon retorna ao seu sono eterno. Seiya e seus amigos lançam seus respectivos ataques contra Thanatos ao mesmo tempo, mas eles são ineficazes e assim, o Deus da Morte destrói facilmente as Armaduras de Ouro. Seiya começa a perder a esperança, mas Saori fala com ele, pedindo-lhe para não desistir, uma vez que eles ainda estão vivos. Marin, Shaina, Jabu e os outros dão-lhe palavras de incentivo, e como Seiya grita o nome dela, Seika recupera sua memória, gritando o nome de seu irmão. Seiya se recupera, queimando o seu Cosmo ao máximo e surpreendentemente, ocorre uma transformação em sua Armadura de Pégaso, que cobre seu corpo em seguida. Hypnos aparece, revelando que esta é uma Armadura Divina, que foi banhada com o sangue de Athena e é capaz de rivalizar com as Kamuis usadas pelos Deuses do Olimpo. Seiya recupera a Armadura de Athena, tomada por Thanatos, após bloquear a técnica do inimigo e o ataca com os Meteoros de Pégaso, destruindo sua Surplice. Thanatos ataca novamente, mas finalmente é morto pelo Cometa de Pégaso. Seiya se dirige rapidamente para Torre de Hades, afim de salvar Saori. |              | |                                     |                                            |
| 144 | 30           | "O Despertar Vindo da Mitologia" Transliteração: "Shinwa yori no Kakusei" (em japonês: 神話よりの覚醒)       | O Despertar do Mito                 | 1 de Agosto de 2008 24 de Dezembro de 2010 |
| Hypnos tenta impedir Seiya de avançar, mas é incapaz de detê-lo. O Cavaleiro de Pégaso parte imediatamente em direção à Torre de Hades. Ikki tenta enfrentar Hypnos, mas seu poder não é suficiente para derrotar o Deus do Sono. Shun ataca Hypnos com sua Corrente de Andrômeda, e de repente, sua Armadura de Bronze também se transforma em uma Armadura Divina. Ikki aproveita a chance e parte para ajudar Seiya. Hypnos utiliza o golpe Sono Eterno para jogar Shun em um sono profundo. Antes de Hypnos matar Shun, Hyoga e Shiryu também despertam com suas respectivas Armaduras Divinas de Cisne e Dragão. Seiya finalmente chega ao Templo de Hades e encontra Saori, com a urna quase completamente vermelha. Seiya tenta atacar a urna, mas a alma de Hades aparece, dizendo-lhe para desistir pois seus ataques irão voltar-se contra ele assim que forem lançados. Hypnos tenta fazer Hyoga e Shiryu caírem no sono eterno, mas os dois se unem para derrotarem o Deus do Sono e assim, permitem que Shun possa acordar. Ikki chega para ajudar Seiya, mas ele é atacado por Hades. Contudo, Ikki é exposto ao sangue de Athena, e desperta a Armadura Divina de Fênix. Ambos os Cavaleiros atacam a urna, mas são incapazes de quebrá-la. Ikki então percebe, que o verdadeiro corpo de Hades também está lá. Hypnos, antes de morrer, pede aos Cavaleiros para impedirem que Hades assuma seu verdadeiro corpo, caso contrário, o mundo virá à ruína. Seiya e Ikki correm para destruírem o corpo de Hades, mas já é tarde demais. A alma de Hades entra em seu próprio corpo e o Deus do Submundo finalmente ressuscita, desembainhando sua espada, com a qual pensa em matar Athena. |              | |                                     |                                            |
| 145 | 31           | "Para o Mundo Onde a Luz Transborda" Transliteração: "Hikari Afureru Sekai e" (em japonês: 光あふれる世界へ) | O Mundo onde a Luz Transborda!      | 1 de Agosto de 2008 27 de Dezembro de 2010 |
| Hades é atacado por Seiya e Ikki, em uma tentativa desesperada para salvarem Athena, mas ambos são duramente atingidos pelo Deus do Inferno. Logo, Hades tenta cortar Athena, mas Seiya e Ikki ficam em seu caminho e acabam se ferindo no processo. Shiryu, Hyoga e Shun chegam nessa hora e assim, os cinco Cavaleiros de Athena combinam seus ataques, mas a sua tentativa é inútil contra Hades e eles são facilmente derrotados. Acreditando que os seres humanos irão arruinar o planeta Terra, Hades jura destruir a humanidade. No entanto, Hades se surpreende ao perceber que Seiya se assemelha a outro Cavaleiro de Pégaso, que ele enfrentou durante a Guerra Santa anterior. Enquanto isso na Terra, o Grande Eclipse está quase concluído. Todos pensam que a esperança está perdida, mas Seika sente que seu irmão e seus amigos não irão perder essa batalha. De repente, Seiya e os Cavaleiros de Bronze são protegidos por esferas de energia, criadas por Athena, que lhe permitem assim, voltarem para a Terra. Saori finalmente acorda e pega sua Armadura de Athena nas mãos de Seiya. Uma vez que ela a veste, Athena quebra a urna e se prepara para a batalha final contra Hades. Ambos os deuses questionam suas opiniões um contra o outro sobre a humanidade, com Athena afirmando que está disposta a se sacrificar para salvar os humanos. Hades tenta atacar Athena, mas, Seiya consegue sair da esfera e lança seu Meteoros de Pégaso, contra o Deus do Inferno, conseguindo assim, feri-lo. No entanto, a espada de Hades perfura o peito de Seiya e ele cai derrotado, com seu Cosmo desaparecendo. Athena, Shiryu, Shun, Hyoga e Ikki lamentam a derrota de seu amigo e a Deusa então, questiona Hades, perguntando se ele sabe o que é o amor, dizendo o quão forte esse sentimento pode tornar as pessoas. Ikki, Shiryu, Hyoga e Shun também deixam suas esferas e queimam seus Cosmos, unindo-os com o de Athena. Então, Athena atinge Hades com seu báculo e assim, consegue perfurar o corpo do Deus do Inferno, que finalmente acaba derrotado. Hades, antes de morrer, avisa que Athena e seus Cavaleiros também irão morrer, porque os Campos Elísios e o Submundo e todos presentes também desaparecerão junto com ele. Finalmente, Hades desaparece, terminando assim, a Guerra Santa e seu reino começa a sucumbir. O Templo de Hades e os Campos Elísios desmoronam. O planeta Terra finalmente é salvo do Grande Eclipse, com o sol brilhando novamente sobre o mundo e seus habitantes. Julian, Sorrento, Shunrei e Miho olham para o céu com alegria. Marin, Shaina, Kiki, Jabu, Ban, Ichi, Nachi, Geki e Seika estão felizes pelo mundo finalmente estar em paz, mesmo com o sacrifício de seus amados amigos. |              | |                                     |                                            |